# Languidic
Vous lisez un « bon article » labellisé en 2015.
Languidic (prononcé [lɑ̃ɡidik]) est une commune française située dans le département du Morbihan en région Bretagne.
Par sa superficie, Languidic est la commune la plus étendue du Morbihan et depuis le 1er janvier 2016, la quatrième de Bretagne derrière Le Mené dans les Côtes-d'Armor, Scaër dans le Finistère et Paimpont en Ille-et-Vilaine ; par son nombre d’habitants, elle était en 2021 la 16e commune du Morbihan.
Les premières activités humaines se manifestent sur le territoire communal dès le Néolithique ; plusieurs traces du passage de l’Homme sont aujourd’hui encore visibles. La voie romaine reliant Vannes à Quimper fixe le peuplement à l’époque antique. Faisant historiquement partie du Vannetais, Languidic, mentionnée dès le XIIe siècle, est attachée à plusieurs personnages chrétiens : saint Kinède d’abord, qui lui donne son nom ; Aubin d'Angers, qui serait né dans la localité et premier patron de la paroisse, et enfin saint Gurloës, qui y serait mort ou aurait installé son ermitage près du Blavet. Sa proximité avec la cité médiévale d’Hennebont et la cité portuaire de Lorient lui ont parfois valu un passé tumultueux, notamment pendant la guerre de Succession de Bretagne, la Chouannerie ou plus récemment, la Seconde Guerre mondiale. Maintes fois remaniées, ses frontières actuelles sont définitivement adoptées après 1945.
À la périphérie de l’aire urbaine de Lorient, cette commune de tradition rurale est surtout connue pour la richesse de son patrimoine naturel et religieux. Établie sur la rive gauche du Blavet, la commune est longée par un chemin de halage de 18 km, principale activité touristique. En outre, quatorze chapelles, abritant un riche mobilier liturgique, sont disséminées sur le territoire. La plus remarquable reste la chapelle Notre-Dame-des-Fleurs au bourg, classée au titre des monuments historiques depuis 1922.

## Géographie

### Localisation et communes limitrophes
La commune de Languidic se trouve dans le sud-ouest du département du Morbihan, dans le pays de Lorient en région Bretagne. Elle se situe par la route à 48,8 km de Vannes, préfecture du département, 38 km de Pontivy et 22,2 km de Lorient, sous-préfectures, ainsi qu'à 11,4 km au nord-est de Hennebont, bureau centralisateur du canton du même nom. La commune fait en outre partie du bassin de vie de Hennebont, à l'est de la communauté d'agglomération de Lorient, sur la rive gauche du Blavet.
| - Localisation de Languidic sur une carte des communes du Morbihan. - Carte de la commune de Languidic et de ses environs. |

Languidic est limitrophe de dix autres communes : (cinq communes de Lorient Agglomération, deux de la communauté de communes de Blavet Bellevue Océan, deux d'Auray Quiberon Terre Atlantique et une de Baud Communauté) : Quistinic au nord, Baud au nord-est et à l'est, Pluvigner au sud-est, Landévant au sud-est et au sud, Nostang au sud, Brandérion et Kervignac au sud-ouest, Hennebont à l'ouest, Inzinzac-Lochrist à l'ouest et au nord-ouest et Lanvaudan au nord-ouest.
| Inzinzac-Lochrist, Lanvaudan | Quistinic          | Baud                 |
| Inzinzac-Lochrist, Hennebont | Languidic          | Baud                 |
| Kervignac, Brandérion        | Nostang, Landévant | Landévant, Pluvigner |

Les communes les plus proches sont Quistinic (8,2 km), Inzinzac-Lochrist (8,2 km), Hennebont (9,6 km) en rive droite du Blavet, et en rive gauche : Brandérion (5,2 km), Landévant (8,1 km), Nostang (9,6 km), Kervignac (9,9 km), Lanvaudan (10,7 km).

### Géologie et relief
Le territoire de Languidic, comme l'ensemble du Morbihan, fait partie du domaine sud du massif armoricain. La géologie de la commune est marquée par une juxtaposition de roches métamorphiques et magmatiques, d'orientation nord-ouest sud-est. Selon le même axe, un filon de quartzite traverse tout le territoire communal sous la forme d'une crête rectiligne, laissant apparaître sur les versants de la vallée du Blavet des amas d'énormes rochers blancs. Un alignement, visible au lieu-dit Craninen, est jugé intéressant à l'échelle de la vallée.
Le relief se présente comme un vaste plateau incliné vers la mer, se relevant progressivement vers le nord-est. Ce dernier est constitué de nombreux vallons aux pentes douces. Les versants se font plus escarpés dans la vallée du Blavet, où le dénivelé peuvent atteindre 50 à 60 mètres.
La superficie de la commune est de 10 908 hectares, ce qui en fait la commune la plus étendue en superficie de son département ; son altitude varie de 7  à   126 mètres. Le point culminant se situe au hameau de Penhoët. Le bourg se situe à une altitude de 67 mètres.
Le 30 septembre 2002, à 8 h 44, heure française, un séisme dont l'épicentre était situé à l'ouest de la commune, à une profondeur de 10 km, fut ressenti dans toute la Bretagne et jusque dans les confins de la Mayenne. De magnitude 5,5 sur l'échelle de Richter, il n'occasionna que peu de dégâts. Il fut suivi 3 heures plus tard d'une réplique de plus faible intensité.

### Hydrographie

#### Cours d'eau

Carte hydrologique simplifiée.

L'ensemble de la commune est structuré par un réseau hydrographique très ramifié, d'une longueur de 104,13 km.
Languidic se situe dans deux bassins versants. Le premier, celui du Blavet, englobe le nord et l'ouest de la commune, soit environ un tiers de son territoire. Il se compose d'une vingtaine de sous-bassins versants. Parmi les affluents du Blavet, on compte en particulier l'Ével, délimitant la commune au nord-nord-est, et ses affluents les ruisseaux du Resto et du Pont Pala, ce dernier délimitant la commune à l'est. Le Blavet, d'une longueur totale de 148,91 km, prend sa source à Bourbriac, dans les Côtes-d'Armor et traverse 31 communes avant de se jeter dans la rade de Lorient. À partir du Premier Empire, le cours d'eau a fait l'objet d'une canalisation pour le raccorder au canal de Nantes à Brest ; à cette occasion une trentaine d'écluses sont aménagées entre Pontivy et Hennebont. Six d'entre elles, numérotées de 19 à 24, se trouvent sur le territoire de Languidic : l'écluse de Minazen (point kilométrique ou PK 39,355), de Manerven (PK 44,641), du Rudet (PK 47,249), de Trébihan (PK 49,341), de Kerrousse (PK 50,904) et l'écluse de Quelennec (PK 52,302), où est installée une station hydrométrique. Sur le plan piscicole, le Blavet est classé en deuxième catégorie, le groupe biologique dominant est constitué essentiellement de poissons blancs (cyprinidés). Le chemin de halage reste un endroit phare pour les randonneurs et cyclistes, le trafic fluvial y est cependant plus discret.

La vallée du Blavet à Languidic
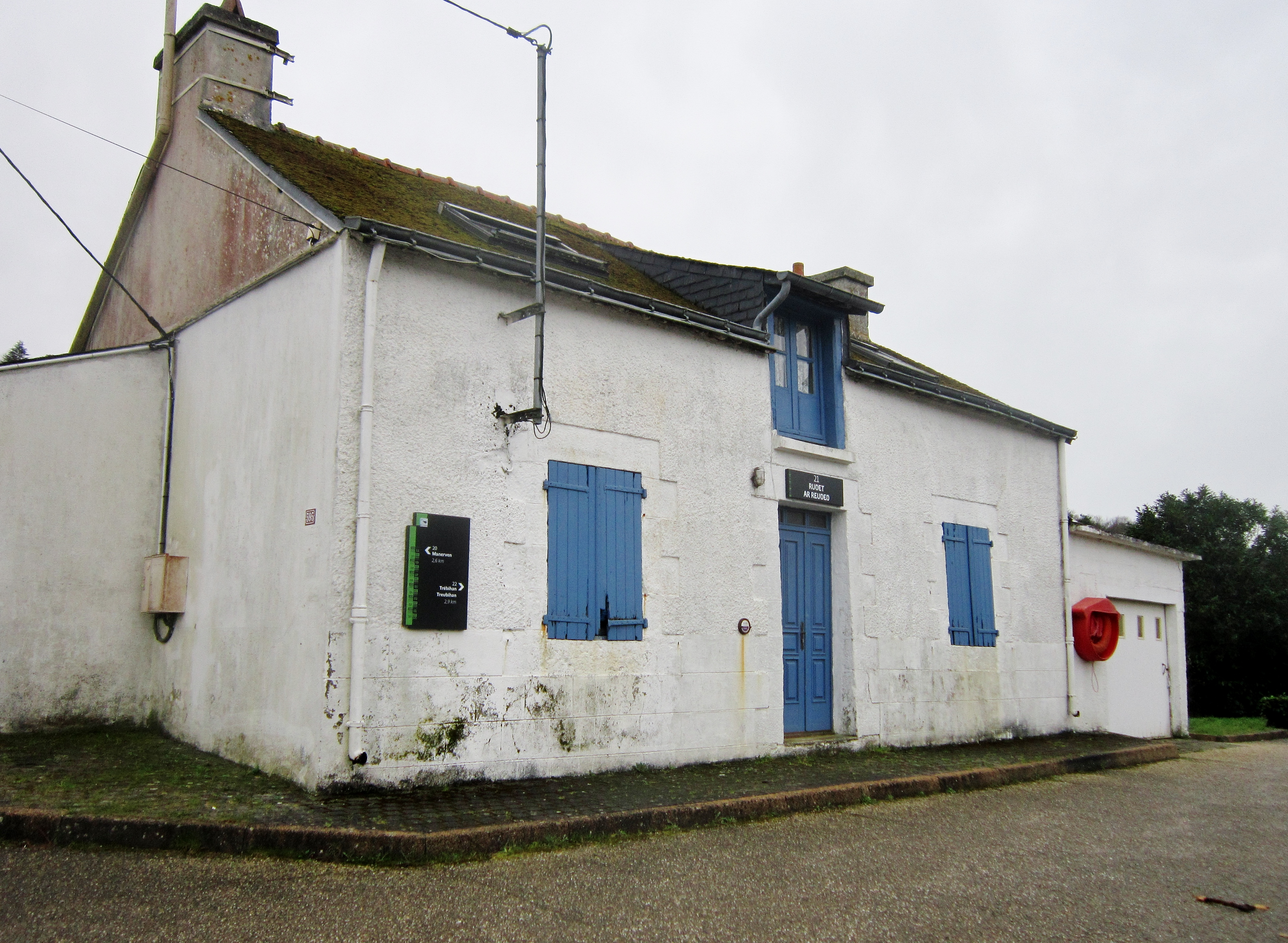
Maison éclusière du Rudet.
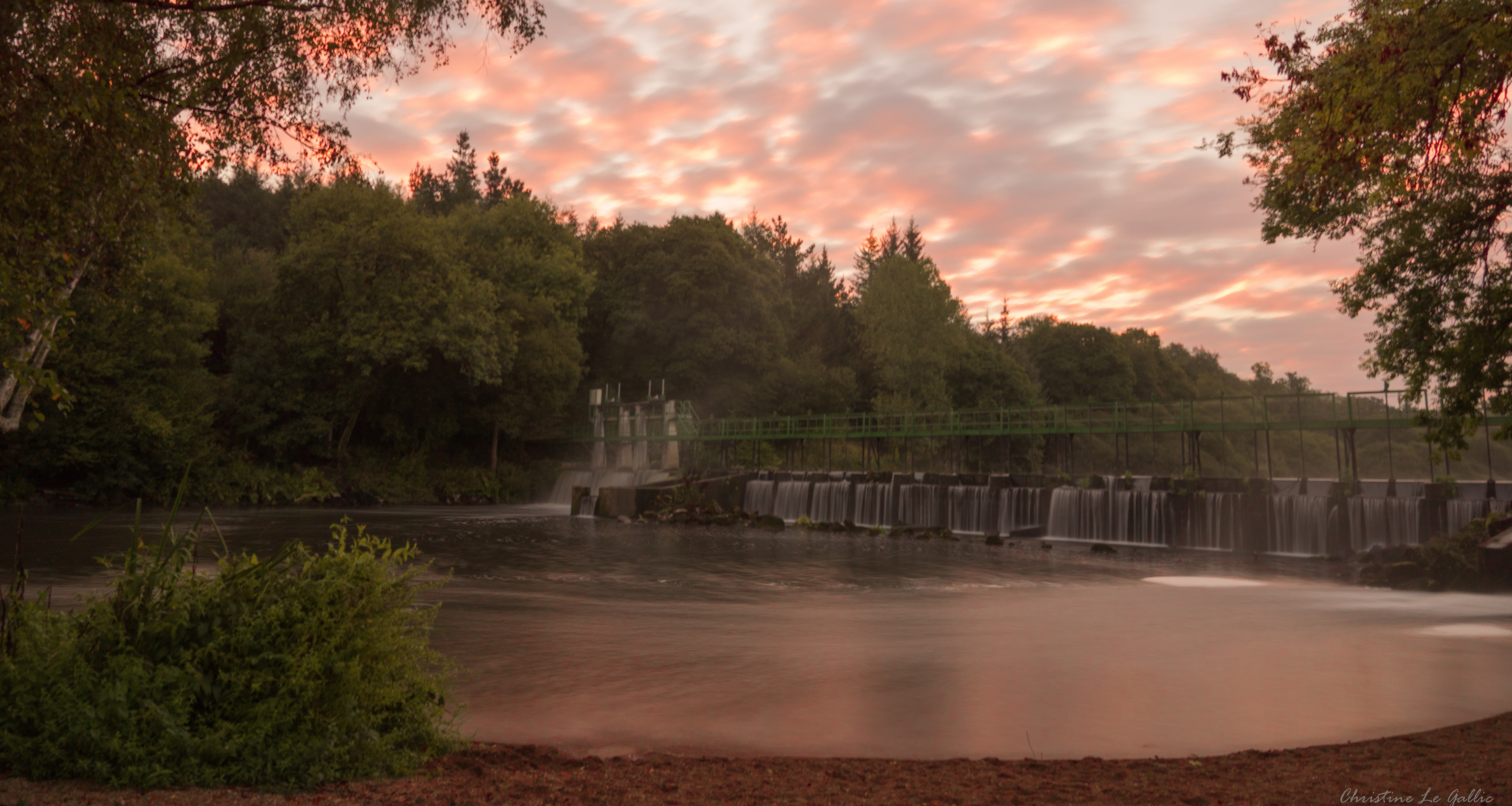
Écluse de Minazen.
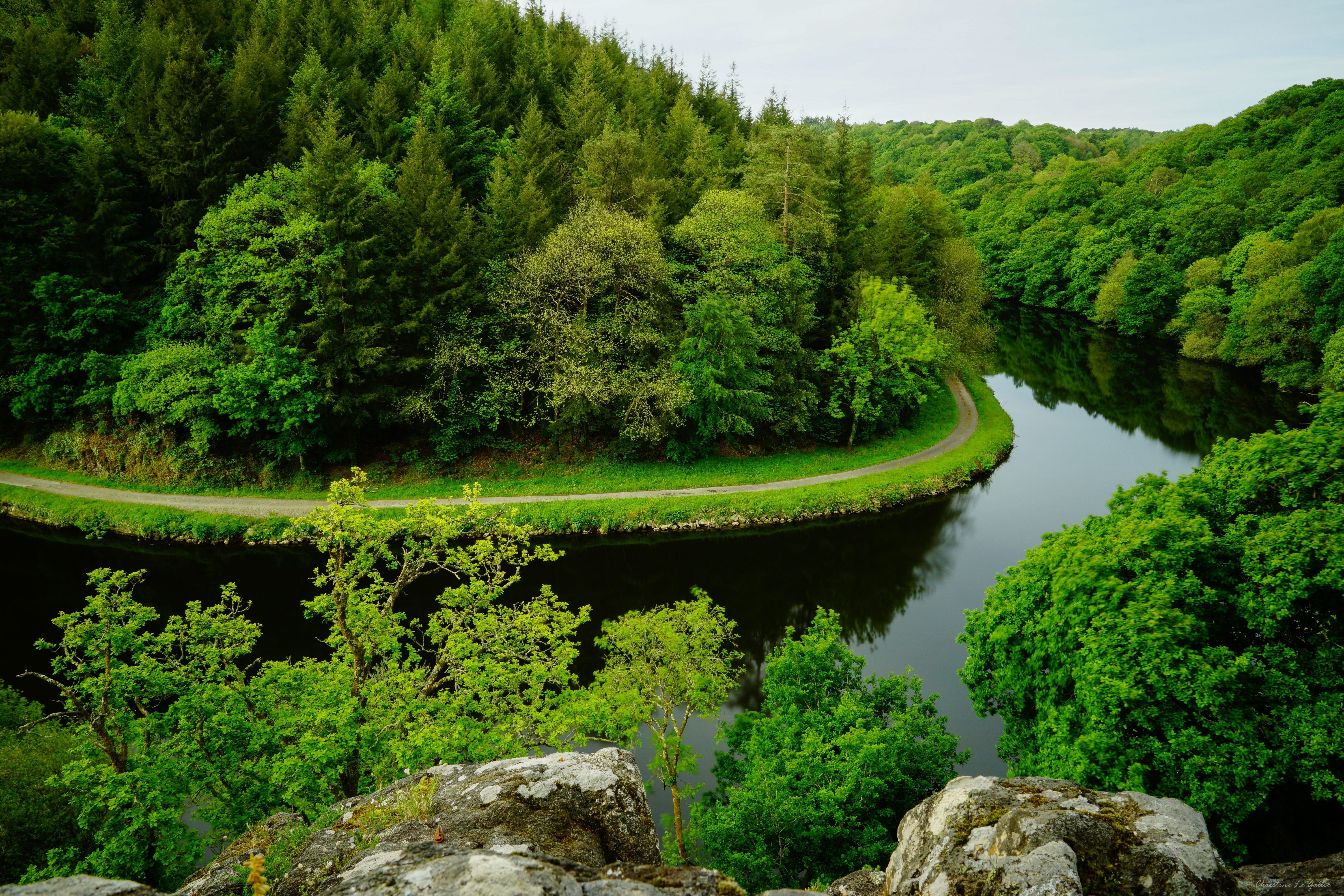
Vallée du Blavet en aval de l'écluse du Rudet.
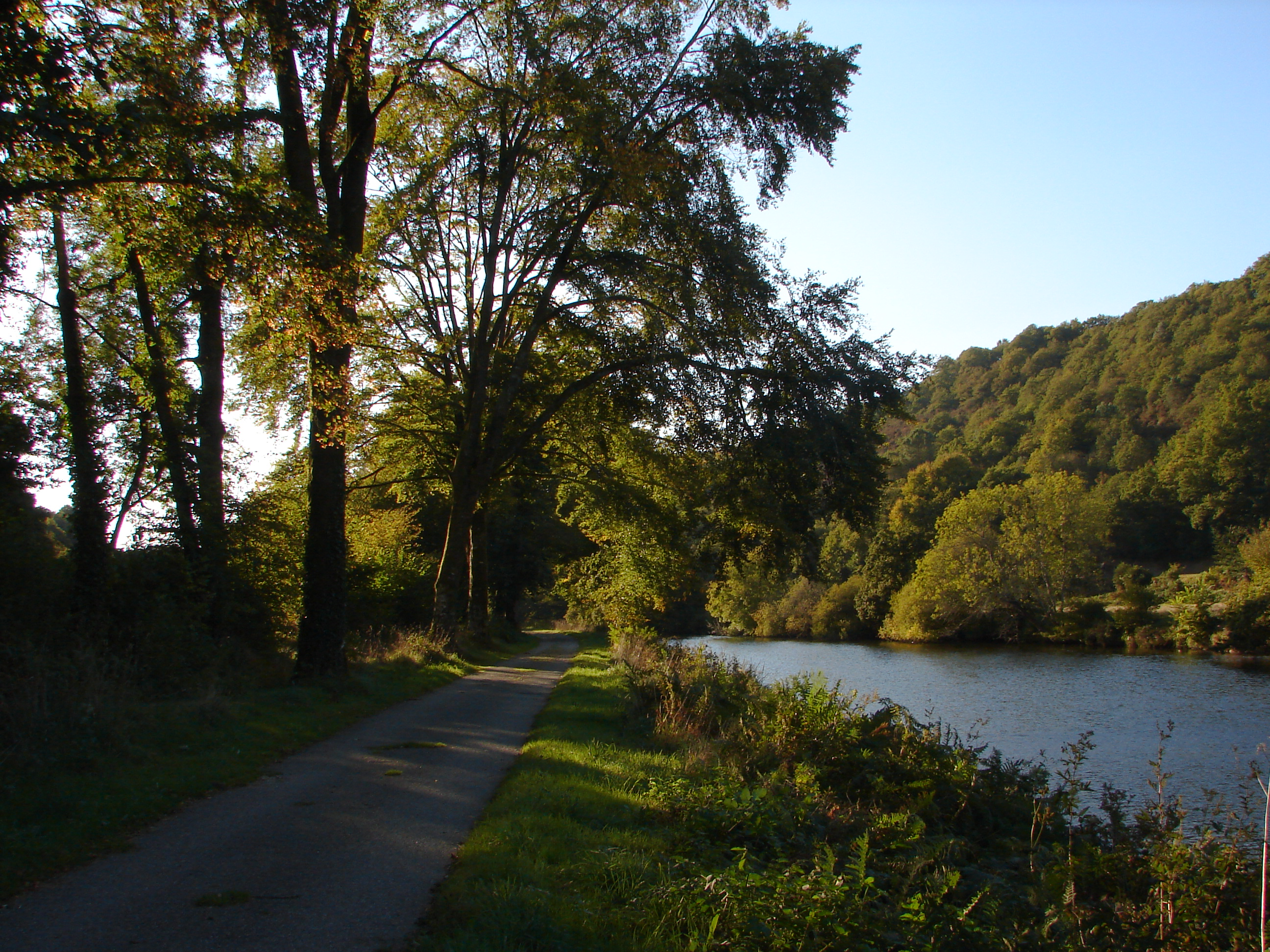
Chemin de halage, désormais voie verte longeant le Blavet canalisé.

Le reste du territoire de la commune, soit environ les deux tiers, appartient au bassin versant de la ria d'Étel. De nombreux ruisseaux y prennent leur source, parmi lesquels le Goah Guillerm — identifié également en cartographie sous le nom de deux ruisseaux, le Rion et le Pont du Roc'h — et le ruisseau du Moulin de Leschamps (ou Les Champs) ou encore le Patais.
Plusieurs cours d'eau sont classés dans les listes 1 et 2 au titre de l'article L. 214-17 du code de l'environnement sur le Bassin Loire-Bretagne. Au titre de la liste 1, aucune autorisation ou concession ne peut être accordée pour la construction de nouveaux ouvrages s'ils constituent un obstacle à la continuité écologique et le renouvellement de la concession ou de l'autorisation des ouvrages existants est subordonné à des prescriptions permettant de maintenir le très bon état écologique des eaux. Au titre de la liste 2, tout ouvrage doit être géré, entretenu et équipé selon des règles définies par l'autorité administrative, en concertation avec le propriétaire ou, à défaut, l'exploitant,. Les plus petits cours d'eau bénéficient en outre d'un nettoyage régulier ou de restaurations de la part d'associations locales.
L'omniprésence de l'eau sur le territoire languidicien a permis le développement d'activités économiques spécifiques, tels l'implantation d'une dizaine de moulins hydrauliques,, aujourd'hui en ruines ou transformés en habitation.
Les ressources d'eaux souterraines sont également nombreuses sur le territoire de la commune. On y recense au moins sept fontaines, d'usage domestique ou religieux, et vingt-sept puits ayant un intérêt historique,. Le puits de la place Général-de-Gaulle a disparu ; une fontaine, inaugurée en 2011, témoigne aujourd'hui de son existence. En outre, un captage souterrain à Dézinio assure à la commune 25 % de son alimentation en eau potable.

#### Zones humides
Languidic a recensé 1 200 hectares de zones humides (soit environ 11 % du territoire), constituées principalement de prairies humides, d'étangs, de bois humides et de roselières. Autrefois menacées, ces dernières sont depuis les années 2000 au centre d'un programme local de préservation. Celle de Pont-Bellec a fait l'objet d'une action de valorisation avec l'installation de trois panneaux d'informations.

Richesse en eau du territoire languidicien
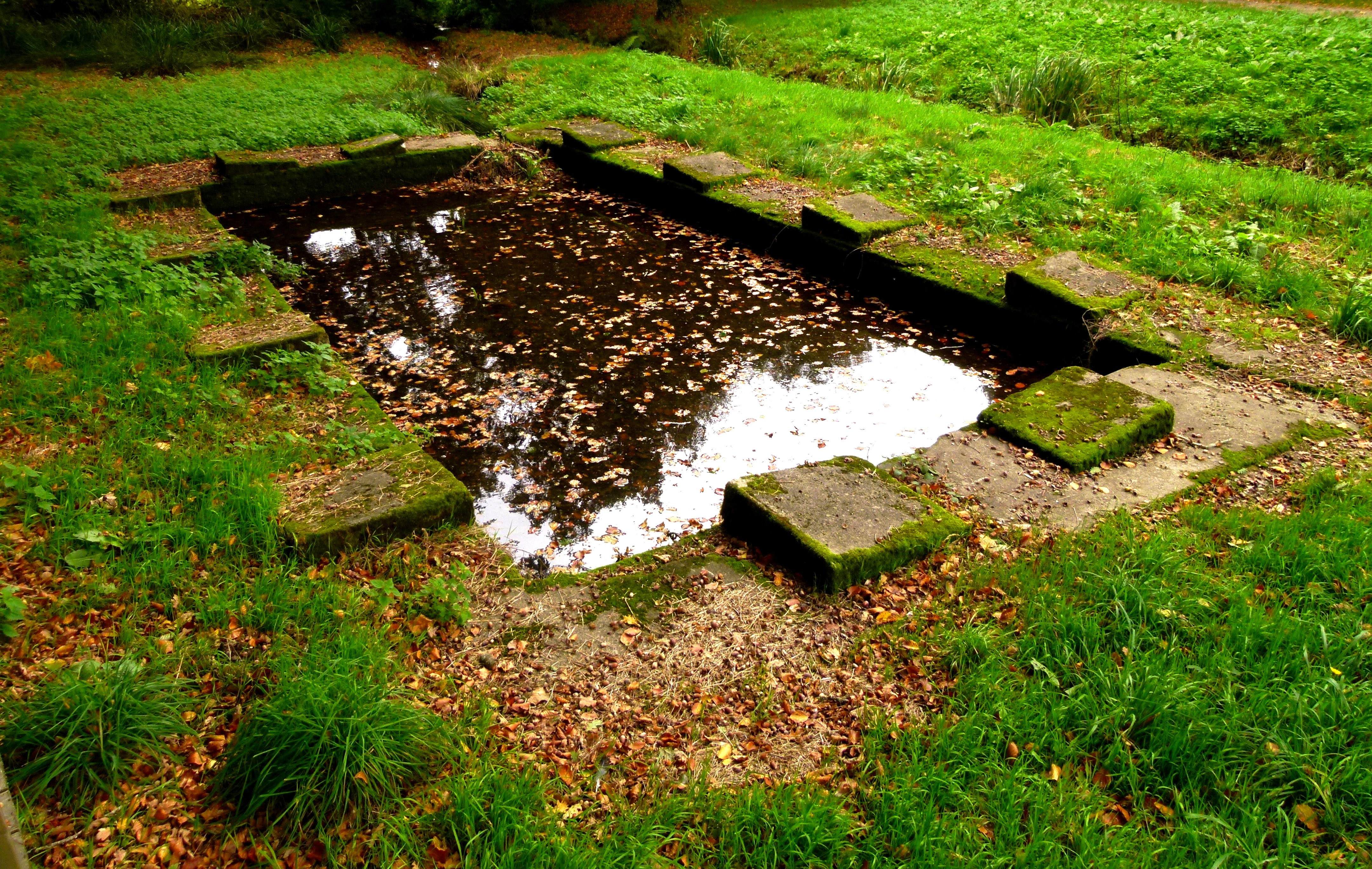
Lavoir de Pont-Screign.
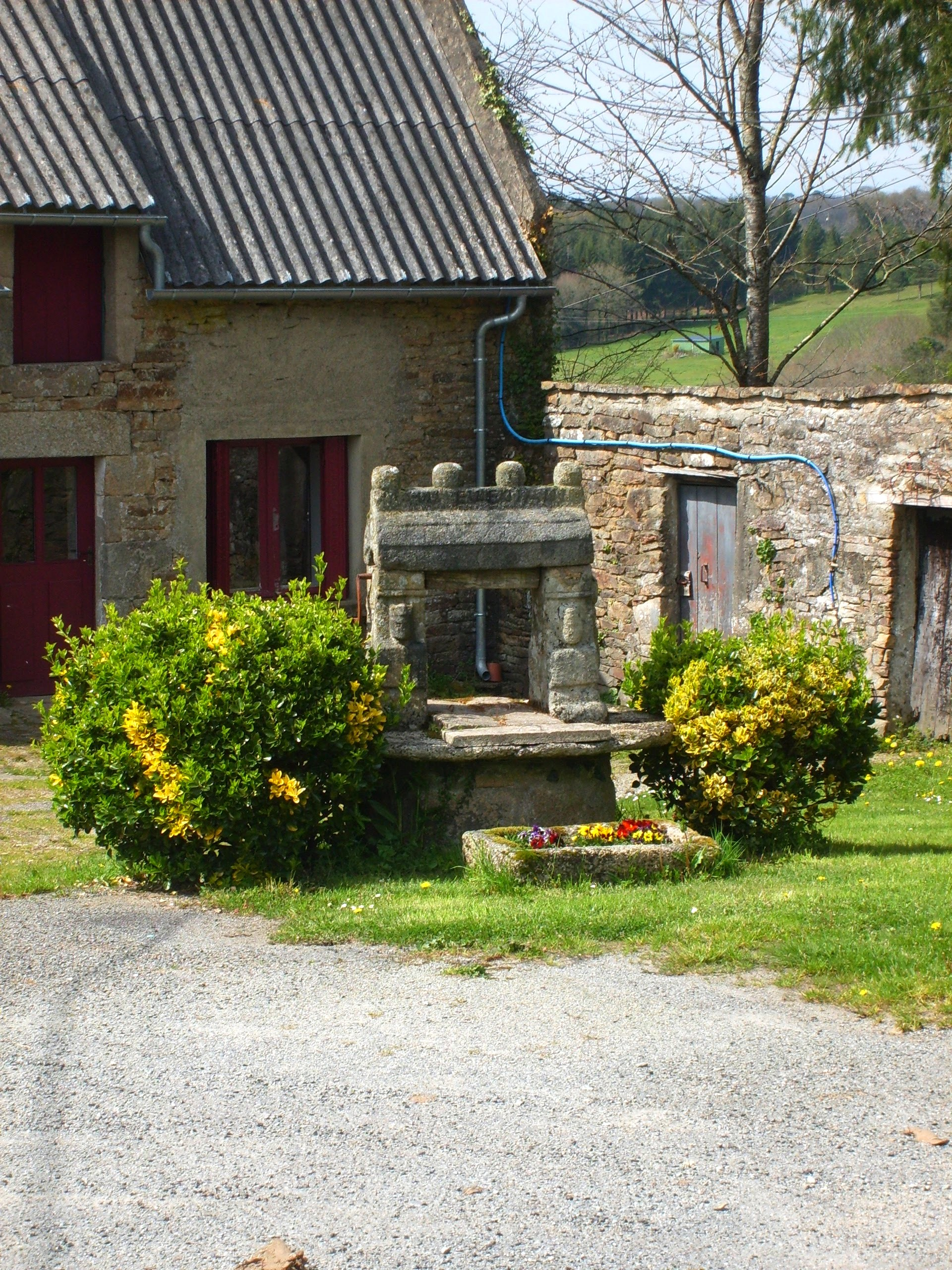
Puits au lieu-dit Kervers.
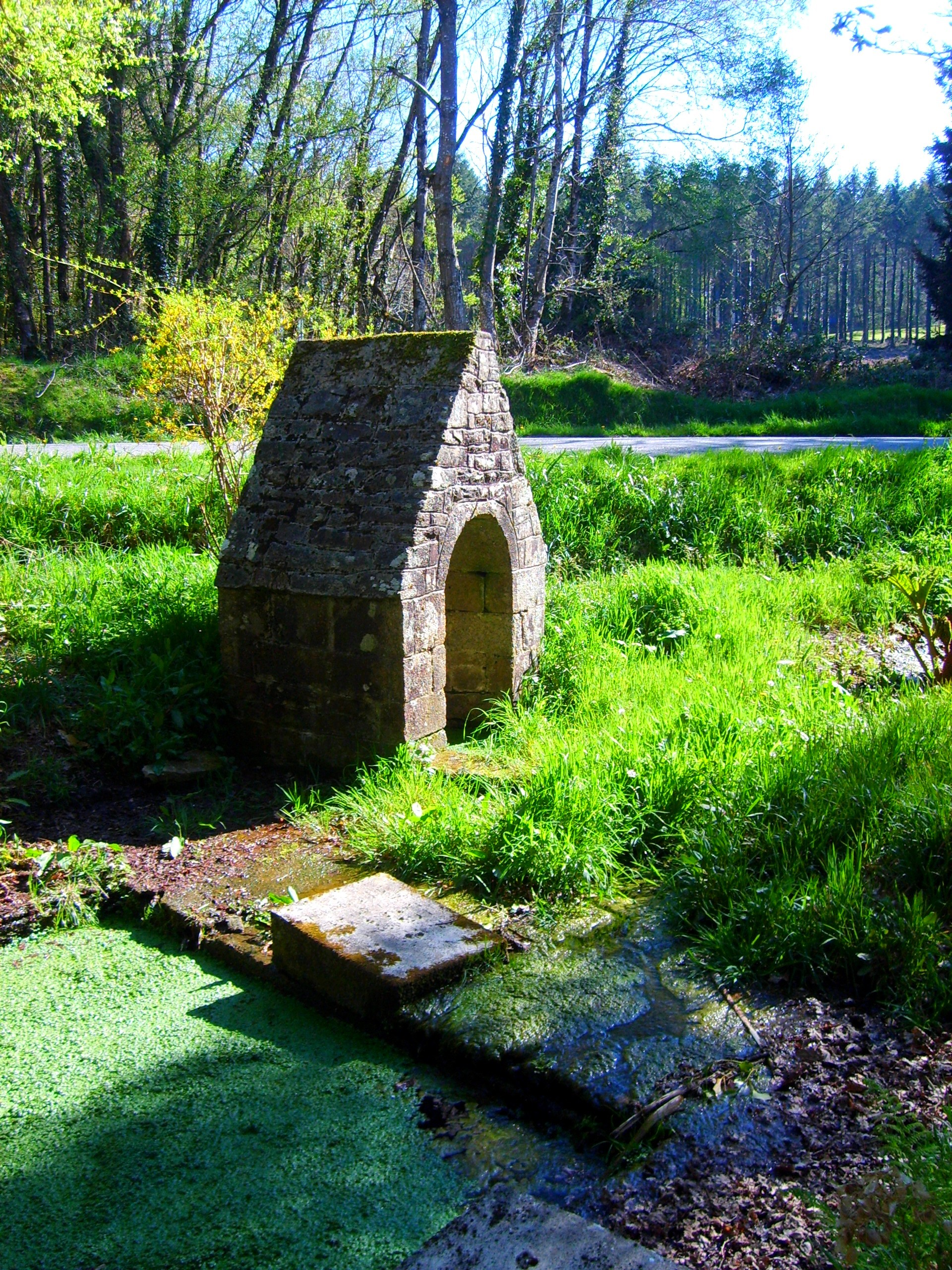
Fontaine au lieu-dit Pont Kerran.
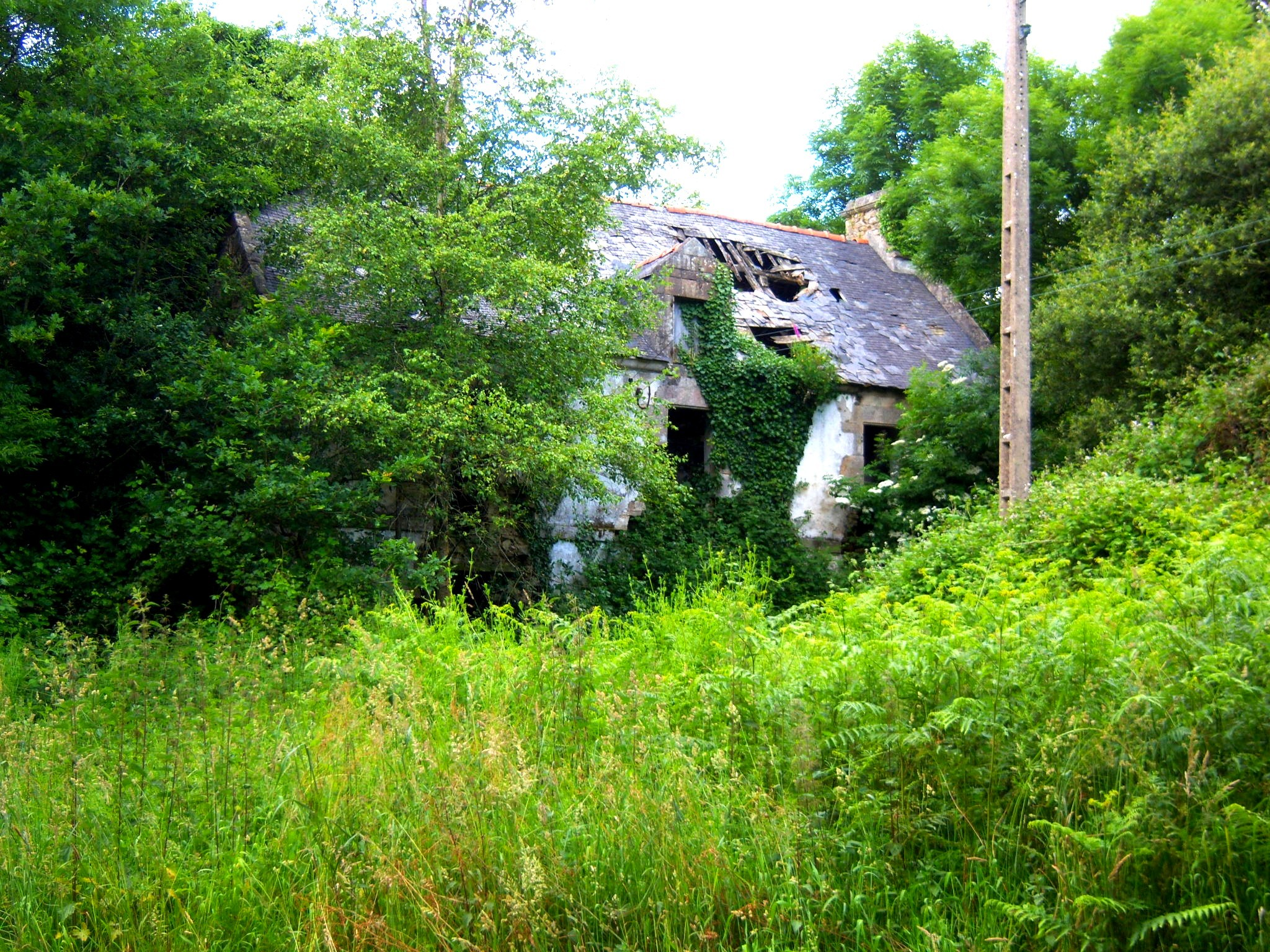
Ruines du moulin à eau de Coët Mégan.
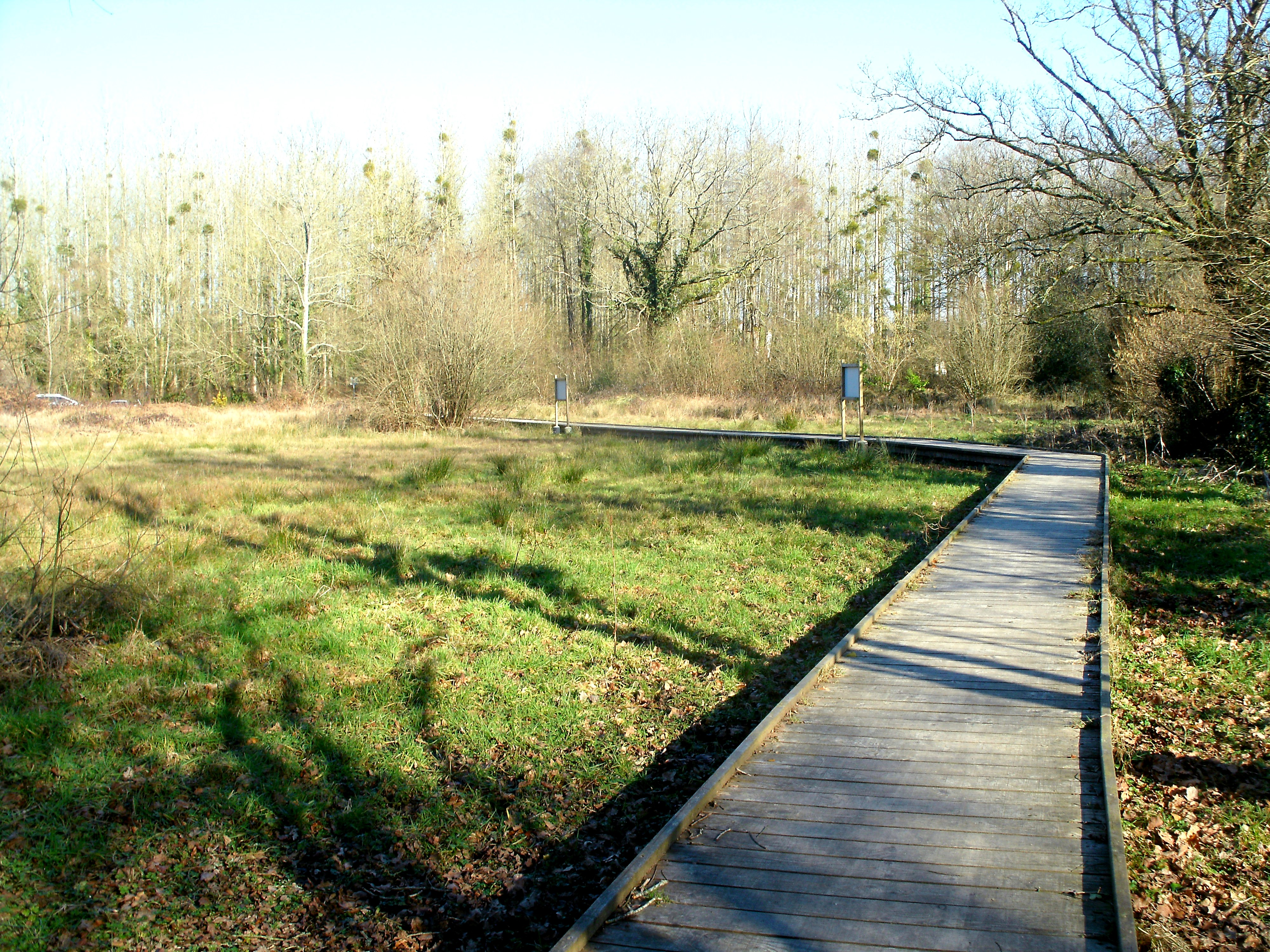
Zone humide de Pont-Bellec.

### Climat
Pour des articles plus généraux, voir Climat de la Bretagne et Climat du Morbihan.
En 2010, le climat de la commune est de type climat océanique franc, selon une étude du CNRS s'appuyant sur une série de données couvrant la période 1971-2000. En 2020, Météo-France publie une typologie des climats de la France métropolitaine dans laquelle la commune est exposée à un climat océanique et est dans la région climatique Bretagne orientale et méridionale, Pays nantais, Vendée, caractérisée par une faible pluviométrie en été et une bonne insolation. Parallèlement l'observatoire de l'environnement en Bretagne publie en 2020 un zonage climatique de la région Bretagne, s'appuyant sur des données de Météo-France de 2009. La commune est, selon ce zonage, dans la zone « Intérieur », exposée à un climat médian, à dominante océanique.
Pour la période 1971-2000, la température annuelle moyenne est de 11,6 °C, avec une amplitude thermique annuelle de 11,6 °C. Le cumul annuel moyen de précipitations est de 988 mm, avec 14 jours de précipitations en janvier et 7,3 jours en juillet. Pour la période 1991-2020, la température moyenne annuelle observée sur la station météorologique la plus proche, située sur la commune de Plouay à 16 km à vol d'oiseau, est de 11,8 °C et le cumul annuel moyen de précipitations est de 1 149,0 mm,. Pour l'avenir, les paramètres climatiques de la commune estimés pour 2050 selon différents scénarios d'émission de gaz à effet de serre sont consultables sur un site dédié publié par Météo-France en novembre 2022.

### Paysages
Languidic fait partie en très large majorité de l'ensemble de paysages appelé Armor morbihannais, défini par l'Atlas des paysages du Morbihan. Il s'agit d'une vaste plaine qui s'étend depuis le littoral et qui se compose sur le territoire de la commune de deux unités distinctes : la plaine de Pluvigner au sud du bourg et dans sa continuité au nord, la campagne de Languidic. Avec un relief plus marqué que la première, la seconde est un véritable territoire de transition paysagère entre la vallée du Blavet qui longe le nord et l'ouest du territoire sur 18 km (où les dénivelés peuvent atteindre 50 à 60 mètres) et à l'est les reliefs des Landes de Lanvaux, crête qui traverse presque la totalité du département. La campagne de Languidic marque la fin de l'Armor morbihannais avant des paysages en plateau.

### Milieux naturels et biodiversité
La vallée du Blavet est un secteur qui accueille une végétation variée et une riche faune : mammifères sauvages, oiseaux nicheurs et rapaces. En hiver, on peut y rencontrer d’autres espèces comme le Héron cendré (Ardea cinerea), le Grand Cormoran (Phalacrocorax carbo), le Colvert (Anas platyrhynchos) ou la Mouette rieuse (Chroicocephalus ridibundus). Les eaux du Blavet sont poissonneuses ; poissons blancs d'eau douce (sandres, carpes, brochets, perches, gardons, brèmes) cohabitent avec truites de mer, anguilles et saumons de l’Atlantique adultes selon les saisons.
Depuis l'approbation du PLU en 2013, il ne reste plus qu'une seule zone naturelle d'intérêt écologique, faunistique et floristique (ZNIEFF) sur la commune, renommée en « bois de Quélennec - Coët Conan », qui s'étend sur 85 ha (plus de 200 hectares auparavant) le long du Blavet, grossièrement entre l'écluse du Rudet et de Manerven. Révisé de type 1 à type 2, cet espace comprend principalement une hêtraie-chênaie acidiphile à houx, avec un peuplement d'oiseaux assez diversifié. On trouve d'ailleurs en espèce déterminante le Pic noir (Dryocopus martius), ainsi que l'Escargot de Quimper (Elona quimperiana), le Putois d'Europe (Mustela putorius) et l'Écureuil roux (Sciurus vulgaris).
La « lande tourbeuse de Kergurune », ZNIEFF de type 1 dans le PLU, n'est même plus référencée ; un appauvrissement végétal, déjà constaté en 2013, a sans doute motivé son déclassement.

## Urbanisme

### Typologie
Au 1er janvier 2024, Languidic est catégorisée commune rurale à habitat dispersé, selon la nouvelle grille communale de densité à sept niveaux définie par l'Insee en 2022.
Elle appartient à l'unité urbaine de Languidic, une unité urbaine monocommunale constituant une ville isolée,. Par ailleurs la commune fait partie de l'aire d'attraction de Lorient, dont elle est une commune de la couronne,. Cette aire, qui regroupe 31 communes, est catégorisée dans les aires de 200 000 à moins de 700 000 habitants,.

### Occupation des sols
L'occupation des sols de la commune, telle qu'elle ressort de la base de données européenne d’occupation biophysique des sols Corine Land Cover (CLC), est marquée par l'importance des territoires agricoles (72 % en 2018), une proportion sensiblement équivalente à celle de 1990 (71,6 %). La répartition détaillée en 2018 est la suivante : 
terres arables (37,3 %), zones agricoles hétérogènes (30,5 %), forêts (22,8 %), prairies (4,2 %), zones urbanisées (2,6 %), milieux à végétation arbustive et/ou herbacée (1,4 %), zones industrielles ou commerciales et réseaux de communication (1,3 %). L'évolution de l’occupation des sols de la commune et de ses infrastructures peut être observée sur les différentes représentations cartographiques du territoire : la carte de Cassini (XVIIIe siècle), la carte d'état-major (1820-1866) et les cartes ou photos aériennes de l'IGN pour la période actuelle (1950 à aujourd'hui).

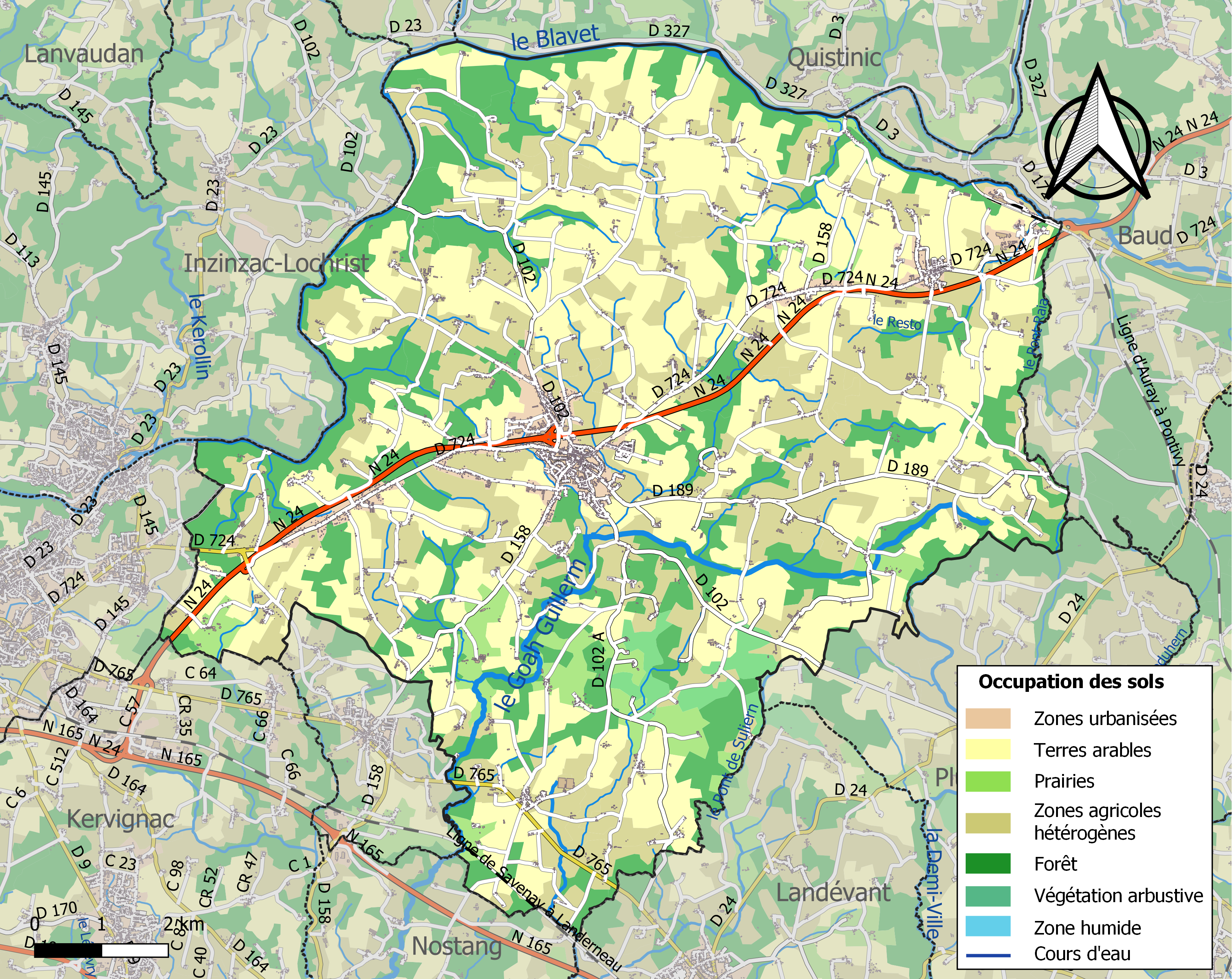
Carte des infrastructures et de l'occupation des sols de la commune en 2018 (CLC).

### Lieux-dits, hameaux, écarts
La commune regroupe environ 360 lieux-dits et hameaux, dont certains sont attestés dès le XIVe siècle comme seigneuries,, : 
- Le Bodery (Boudou)
- Brambouët
- Coët-Colay
- Coët-Rialan (Coët-Rialland)
- Le Cosquer (Coscaer)
- Guanquis-Plessis (Plessix ou Quenquis Iestin)
- Guerzelin (Guer-Golin)
- Kercadic
- Kergal-Bodo
- Kerguenodic (Kerguenaudic)
- Kerhern
- Kerhouant (Kerenhouant)
- Kerlavarec (Kerlevarec)
- Kerlevenez (Kerlouenes)
- Kerlivio
- Keroman
- Kerallan (Kerouallan)
- Kerouallic (Kergoalic)
- Kerourio (Kergario)
- Kervarin (Keranin)
- Lannec ? (Lanuic)
- la Villeneuve-Kerfily (la Villeneuve)
- Lesquien
- Lindrin (Laudren ou Lendrenn)
- Livien
- Poulvern (Penauguern)
- Quellenec (Quélenec)
- Refol (Roc Fol)
- Saint-Offac
- Stang
- Talhouët

### Morphologie urbaine
Le plan local d'urbanisme (PLU) de Languidic, révisé en 2013 et modifié en 2022, identifie un habitat communal structuré en trois groupes :
- le bourg, implanté à l'origine autour de l'église Saint-Pierre au sud de la RN 24. Son agglomération s'est considérablement développée au cours des dernières décennies, essentiellement sous forme pavillonnaire, le long des routes qui rayonnent à partir du centre mais aussi à sa périphérie. Le quartier de Lanveur se situe au nord de la RN 24. Sur les plus de 7 000 habitants, près de 3 000 résident dans le bourg[Plu 2] ;
- deux villages : Tréauray au sud, à 10 minutes du bourg en voiture[40], et Kergonan au nord-est, à 8 minutes[41]. Ces sites présentent un caractère urbain proche de celui du bourg, toutefois le bâti s'y densifie plus lentement ;
- les hameaux, environ au nombre de 360[Plu 2]. Ils sont de taille variable, pouvant aller d'une simple ferme à un ensemble de bâtiments plus important.

### Logement
Le tableau ci-dessous présente une comparaison du logement à Languidic et dans l'ensemble du Morbihan en 2011, au travers de quelques indicateurs, :
|                                                        | Languidic | Morbihan |
| ------------------------------------------------------ | --------- | -------- |
| Part des résidences principales (en %)                 | 90,6      | 75,2     |
| Part des logements vacants (en %)                      | 6,0       | 6,6      |
| Part des ménages propriétaires de leur logement (en %) | 77,5      | 67,6     |

L'habitat à Languidic en 2020 se caractérise par une proportion de ménages propriétaires de leur habitation supérieure à la moyenne départementale. La part de logements vacants y est également plus élevée. Le logement locatif représente 21,2 % des résidences principales. Cette même année, 58 % des ménages résidaient dans la commune depuis plus de 10 ans.
En 1945, on dénombrait 544 résidences principales ; entre 1946 et 1990, 1 522 résidences principales supplémentaires ont été construites, puis 736 nouvelles entre 1991 et 2008, très majoritairement sous forme de maisons individuelles (91,9 %). Le nombre de résidences principales à Languidic a pratiquement été multiplié par 6 depuis la fin de la Seconde Guerre mondiale.
Les résidences secondaires ou logements occasionnels représentent 3,3 % des habitations de Languidic, valeur très nettement inférieure à la moyenne du Morbihan qui s'établit à 18,1 %.
Le bâti de type traditionnel, construit avec des matériaux locaux, reste néanmoins important, particulièrement dans les hameaux. Plusieurs habitations en pierre et chaumières sont inscrites à l'inventaire général du patrimoine culturel.

Exemples de logements
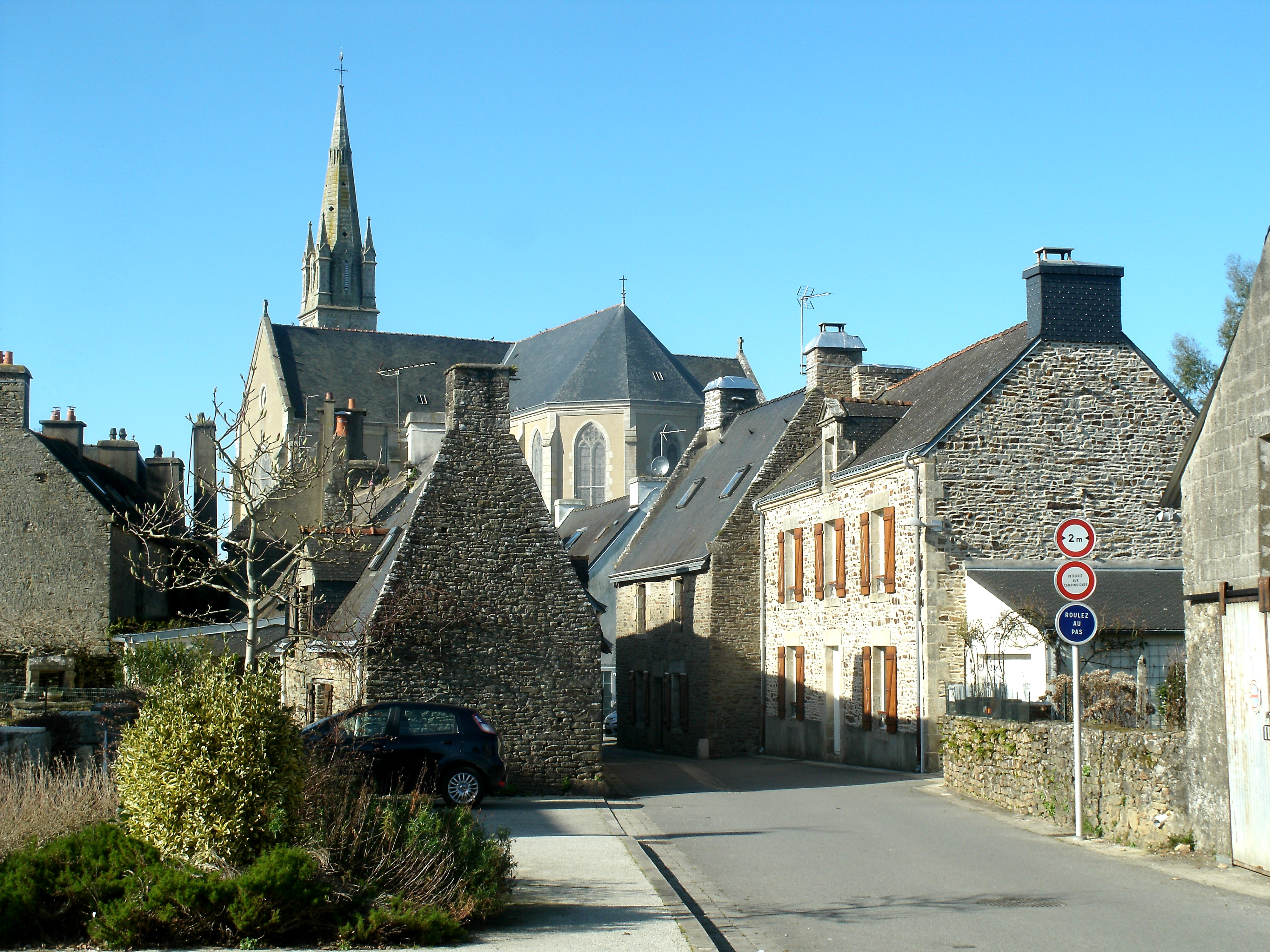
Habitat ancien au bourg, rue des Vierges.
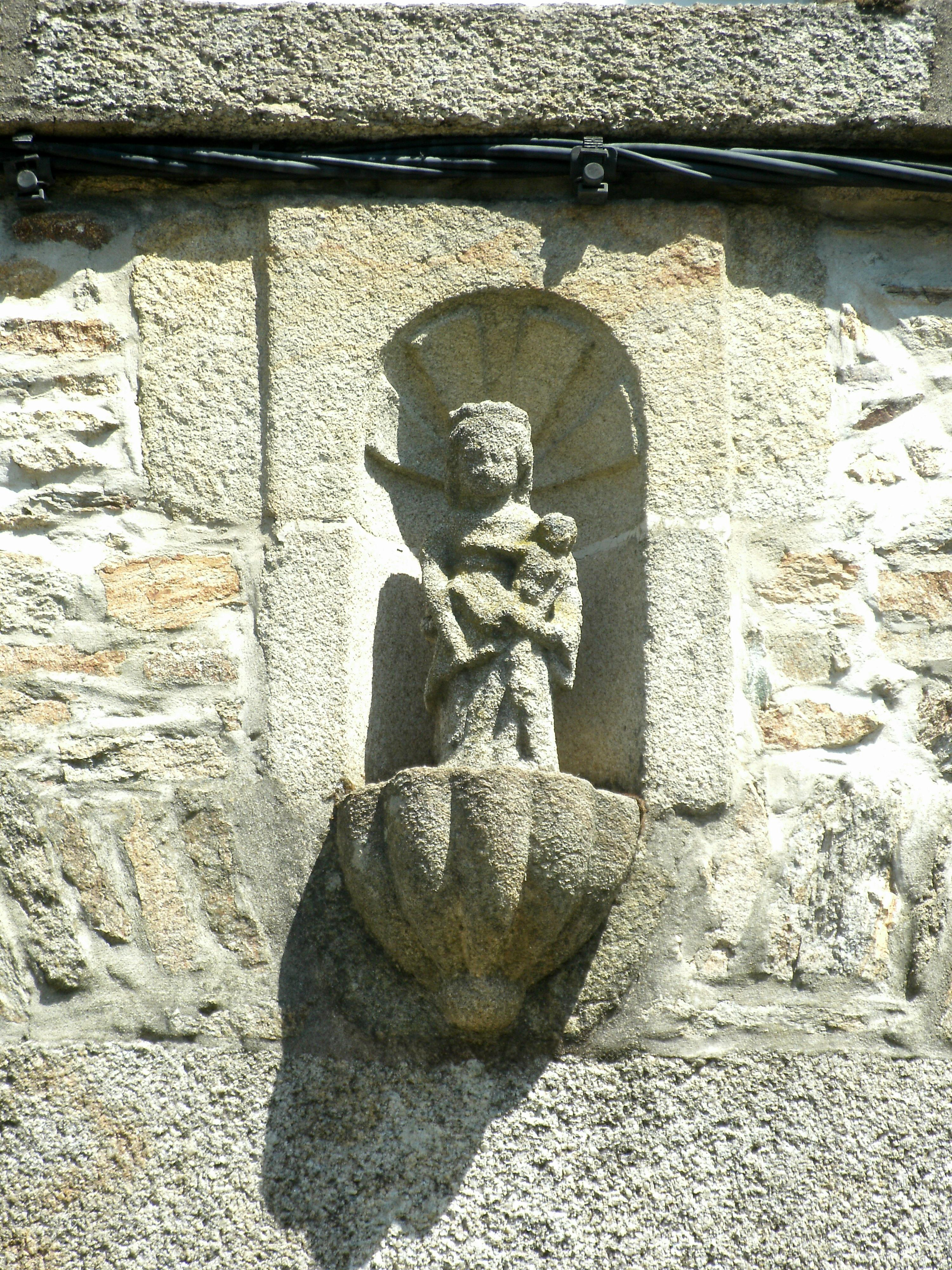
Niche de façade, rue des Fleurs.
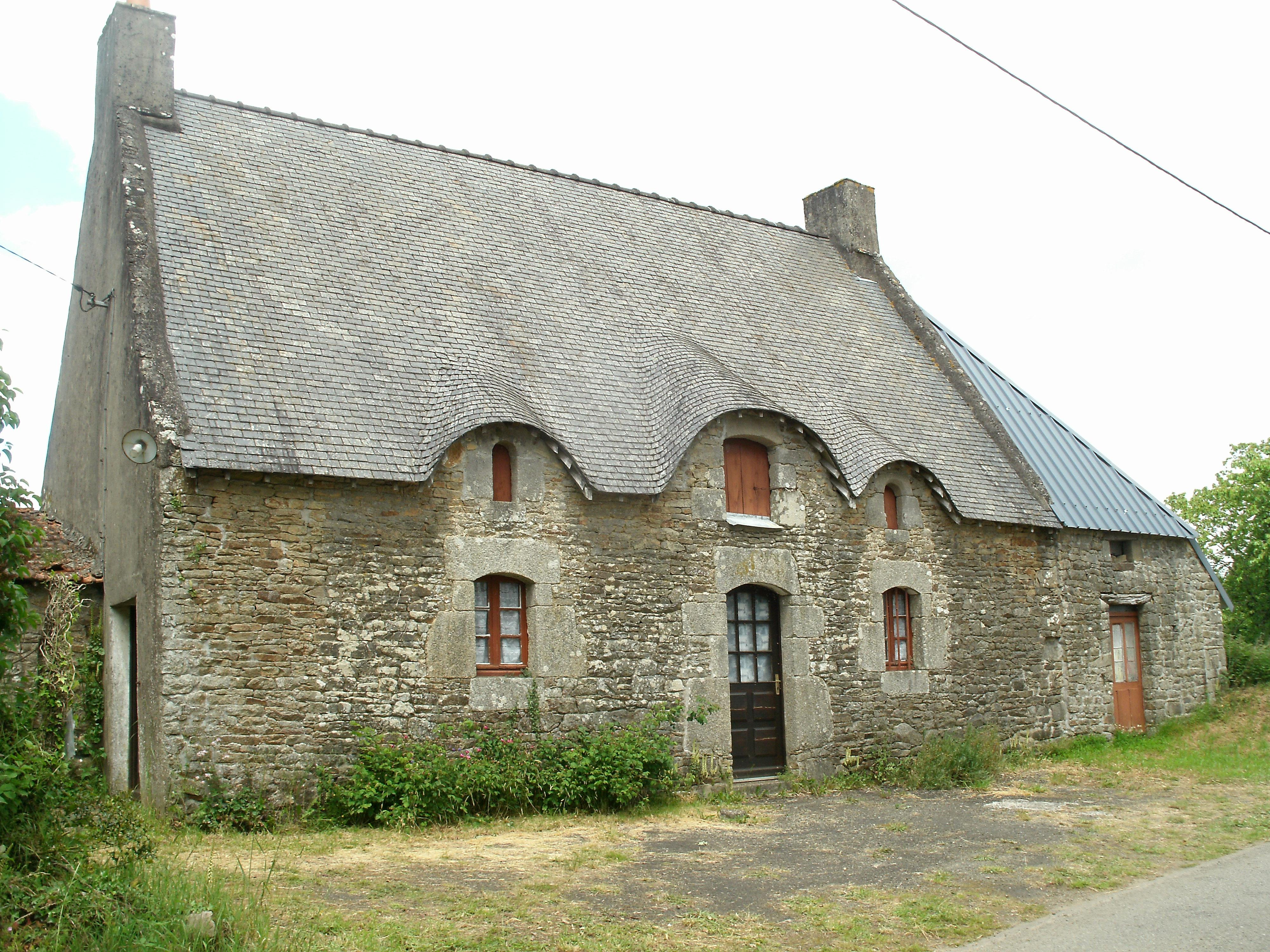
Maison en pierre au hameau de Saint-Jean.
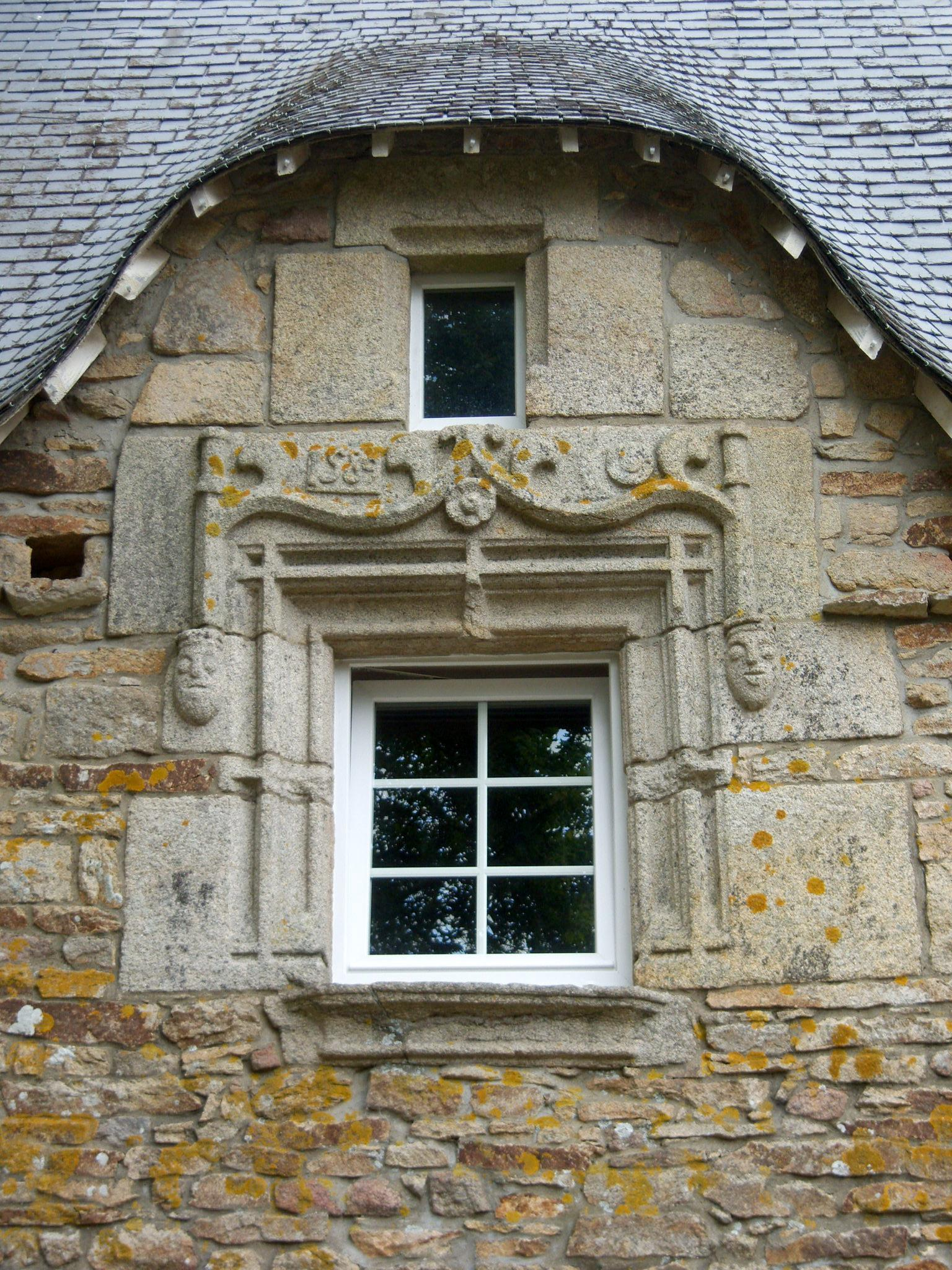
Fenêtre sculptée au hameau de Locmalo.
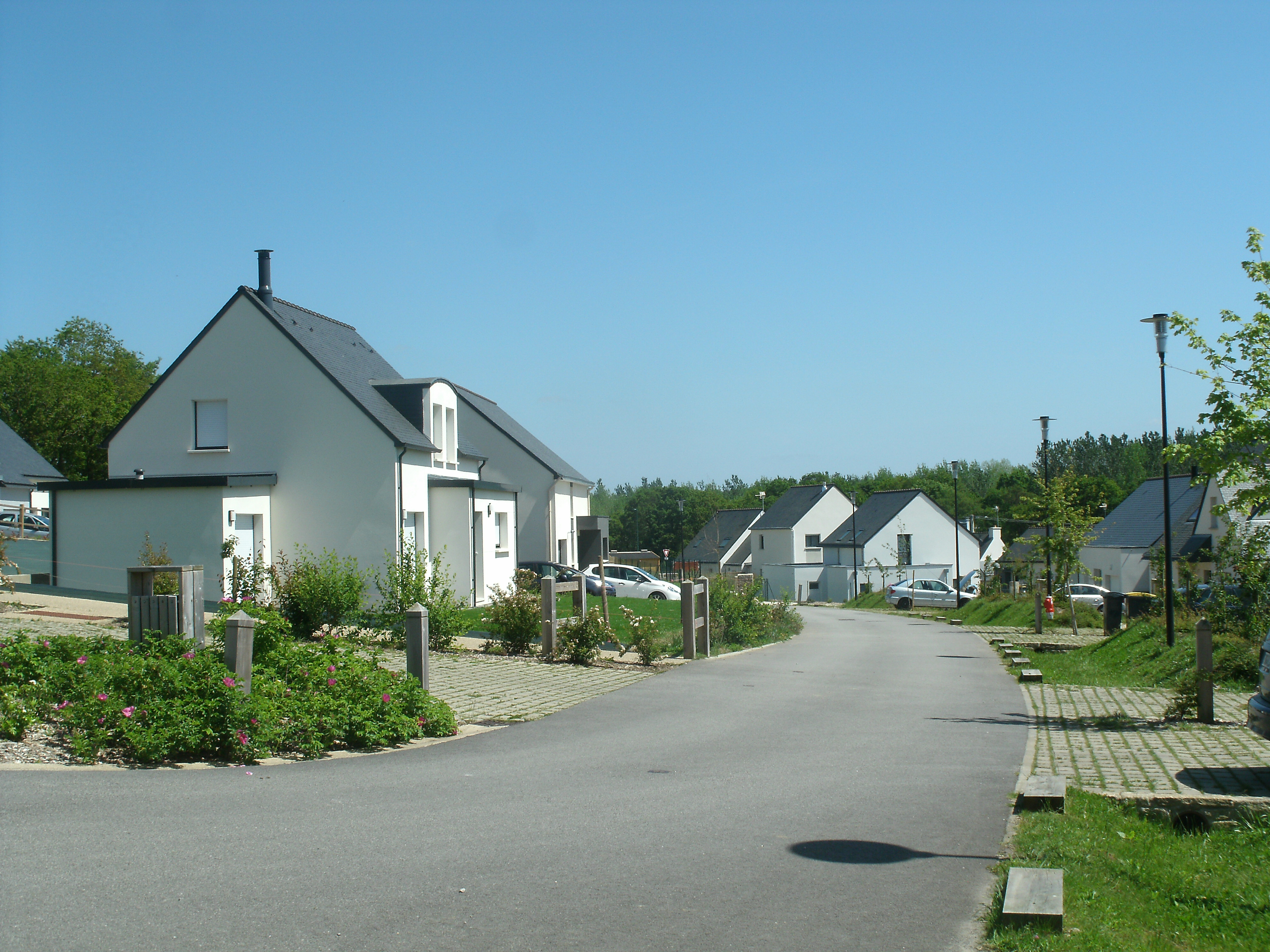
Lotissement Les Hauts de Pont-Kerran, au bourg.

### Voies de communication et transports

#### Infrastructures routières

Carte des routes principales.

En raison de son étendue, Languidic possède un important réseau routier dont une infime partie est à la charge de l'État et du département. La voie express RN 24, reliant Rennes à Lorient, traverse Languidic du nord-est au sud-ouest sur environ 15 km, partageant la commune en deux moitiés grossièrement égales. En outre, cinq routes départementales permettent de rejoindre les communes environnantes, formant sur 50 km un réseau en étoile :
- la départementale D 102, sur un axe nord-ouest/sud-est et dont un embranchement rejoint la départementale D765 ;
- la départementale D 158, sur un axe nord-est/sud-ouest ;
- la départementale D 189, à l'est, qui rejoint la départementale D4 ;
- la départementale D 724 qui suit l'axe de la voie express ;
- la départementale D 765 qui dessert le village de Tréauray à l'extrême sud.

Enfin, les voies communales relient l'ensemble des hameaux et villages de la commune. Composées de routes, de chemins ruraux et d'exploitation, elles représentent environ 350 km.

#### Transports en commun
Deux lignes de chemin de fer traversent la commune de Languidic. À l'extrême nord-est, la ligne d'Auray à Pontivy, qui comptait comme arrêt la gare de Baud, n'est plus utilisée pour le transport des voyageurs, mais uniquement pour le transport de marchandises. L'association PARB'ER a un temps fait revivre la ligne en organisant quelques circulations à bord du train touristique « Train Blavet Océan ». Située à l'extrême sud, la ligne de Savenay à Landerneau franchit le territoire sur moins d'un kilomètre, à proximité du hameau de Kerjouan Ninez. Les habitants peuvent se rendre à la gare d'Hennebont ou aux haltes ferroviaires de Brandérion et de Landévant pour emprunter un train du réseau TER Bretagne.
Languidic est desservie par la ligne 17 du réseau BreizhGo. Depuis son adhésion en 1999 à la communauté d'agglomération de Cap Lorient (renommée aujourd'hui en Lorient Agglomération), plusieurs lignes d'autobus du réseau CTRL ont été créées :
- la ligne 42E, ligne express reliant le village de Kergonan et le centre de Languidic au centre-ville de Lorient. Il s'agit d'une ligne empruntant la N24 puis la N165 ;
- la ligne 32 qui relie quotidiennement Languidic à la gare SNCF d'Hennebont ;
- la ligne 34 qui relie quotidiennement le village de Tréauray en Languidic au centre d'Hennebont, en passant par Brandérion ;
- la ligne 105 qui relie du lundi au samedi le village de Kergonan au bourg de Quistinic.
- en période estivale, la commune est desservie par la ligne 52 reliant Quistinic à Lorient.

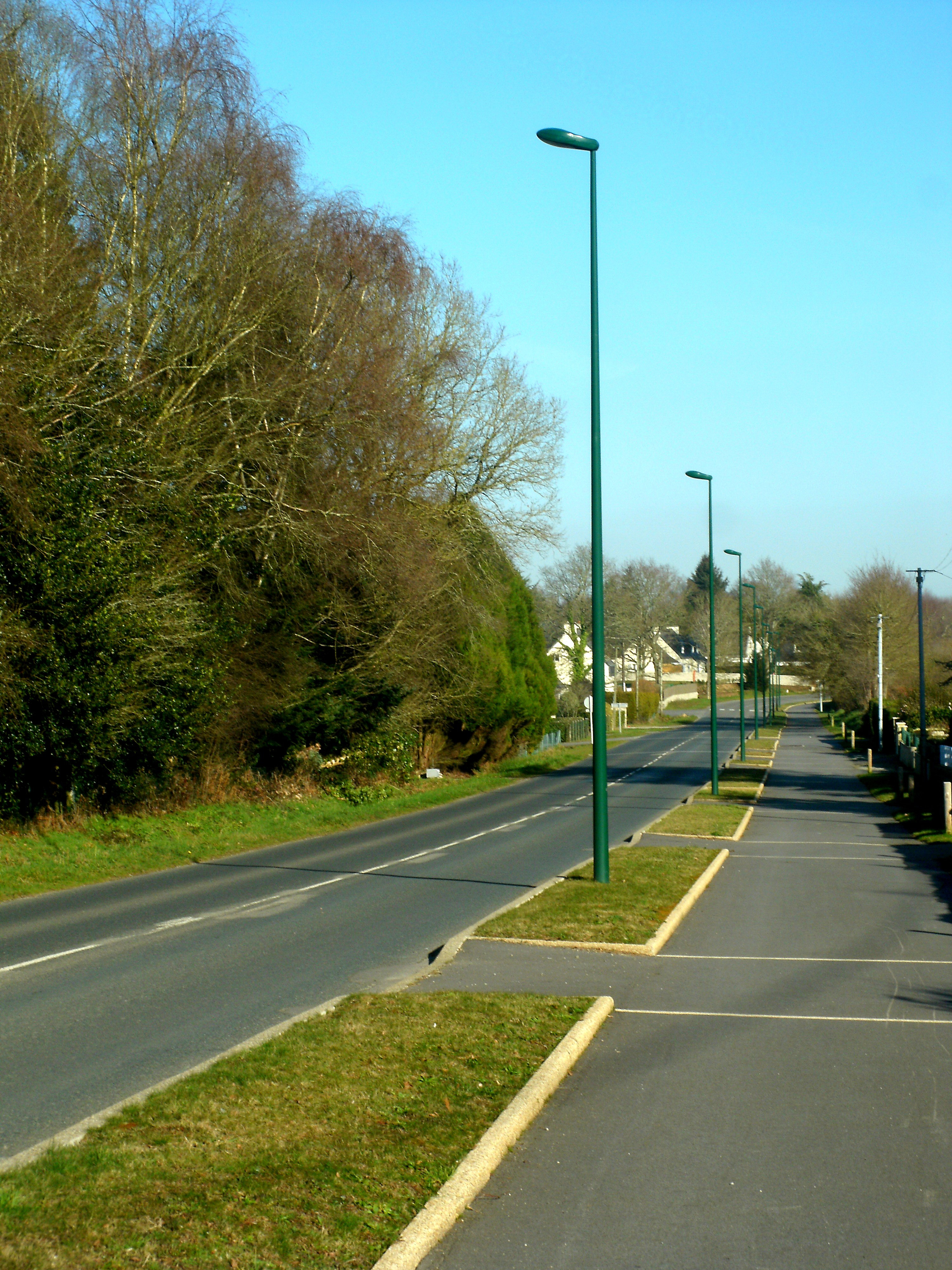
La D 724 (à gauche) et l'espace partagé (à droite).

Des dessertes de hameaux ou des lignes scolaires, nommées « services de proximité » (SP), complètent l'offre.

#### Pistes cyclables et liaisons douces
Le réseau cyclable est encore en développement. En 2007, un espace partagé sécurisé, pour piétons et cyclistes, a été réalisé entre le lieu-dit Saint-Germain en Languidic et Kerpotence en Hennebont,. Un second tronçon a été inauguré en mai 2013 entre l'entrée de l'EHPAD du Marégo et le lieu-dit Brambouët. À terme, les communes d'Hennebont et Languidic pourront être accessibles à vélo ou à pied.

### Risques naturels et technologiques

#### Risques naturels
Languidic est soumise aux risques d’inondations. En effet, de mauvaises conditions météorologiques peuvent entraîner des débordements du Blavet. Depuis 1988, neuf arrêtés ont reconnu l’état de catastrophe naturelle dû aux « inondations, coulées de boue et mouvements de terrain ». Le dernier porte sur les inondations de février 2014, où la hauteur d’eau a atteint 1,73 mètre,. Depuis 2008, la localité est également concernée par d'éventuels risques de feu dans ses espaces naturels.
Malgré un séisme de magnitude 5,5 en 2002 et un de 4,7 en 2013, la commune de Languidic est située, comme l’ensemble du Morbihan, en zone de sismicité faible, soit de niveau 2 sur une échelle de 1 à 5.

#### Risques technologiques
Étant traversée par la RN 24, une voie ferrée et un gazoduc, la commune de Languidic est concernée par le risque lié au transport de matières dangereuses. De plus, elle se trouve dans le périmètre en cas de rupture du barrage de Guerlédan.

## Toponymie
Le nom de la localité est mentionné pour la première fois en 1160 dans une charte de Conan IV de Bretagne sous la forme Lann Kintic.

### Étymologie
Languidic peut s'analyser comme un composé formé sur la base de deux éléments : l'appellatif toponymique breton lan, signifiant « territoire (le plus souvent consacré à un saint) », « lieu sacré » ou « ermitage », et Kintic, anthroponyme celtique,,,, probablement nom d'un saint selon Joseph Loth. Ernest Nègre précise qu'il s'agit d'un saint  gallois.
Une hypothèse ancienne identifie dans ce Kintic, la personne de saint Kinède, ermite mort le 1er août 529,. Toutefois, on ne sait pas quel lien ce personnage entretiendrait avec Languidic. Dans ce cas, cet anthroponyme n'est pas nécessairement gallois mais peut être gaëlique et équivaut à Kenneth, forme anglicisée d'un nom de personne celtique dont l'origine est discutée (gaëlique Cainnech / Cináed ou picte Ciniod). Le suffixe -ic est typique des hypocoristiques bretons.
En breton, la commune se nomme Langedig, prononcé [lɑ̃nɡidək].

## Histoire

### Protohistoire et Antiquité
Le territoire de Languidic a été occupé par l'Homme depuis le Néolithique, ; de nombreux sites mégalithiques et découvertes d'objets en témoignent.
Les alignements mégalithiques du « Grand Resto » ou de « Lann-Venet », encore appelés alignements de Kersolan ou « soldats de Saint Cornély » auraient été dressés vers 3 300 ans av. J.-C. Ce site est probablement un vestige d'un ensemble plus vaste ; les pierres, au fil des années, ont été déplacées ou détruites. En 1967, il y avait encore 218 menhirs (contre 141 en 2015). Du charbon, des tessons de poterie et des outils ont été retrouvés à proximité, dans des tumulus ; une partie des fouilles a été déposée au musée de préhistoire à Carnac. Un poignard triangulaire est découvert au lieu-dit la Forêt,. Au lieu-dit Lezorgu (ou les Orgu), un site souterrain composé de cinq chambres, peut-être utilisé comme garde-manger, renfermait divers objets et possiblement de vieilles monnaies. Des dégradations ont aussi été constatées sur les allées couvertes. Celles du Rolas et de Kerscoul sont les plus endommagées : la première, formée de quatorze ou dix-huit pierres levées supportant quatre tables, est probablement ruinée par des archéologues peu consciencieux, la seconde est détruite par les arbres sans avoir été explorée. Certaines pierres de l’allée couverte de Mané-Nestran ont été utilisées pour construire maisons et four ; cependant on y trouve entre autres un fragment de silex, une hache à bouton, un tesson de poterie et des ossements. On dénombre plusieurs dolmens, et menhirs,,, dont les plus remarquables se situent aux lieux-dits Kerdoret (5,20 mètres de hauteur, 4 mètres de largeur), et Kerdanué (4,20 mètres de hauteur, 2 mètres de largeur),. Une quinzaine de stèles et lec'hs, datant de l'âge du fer, ont été recensés ; la plupart ont été déplacés de leur lieu d'origine et christianisés,. C'est le cas des stèles de Kervréhan et de Kernec, présentant une cupule à leur sommet, et du lec'h de Tréauray, orné d'une croix pattée.

Vestiges protohistoriques
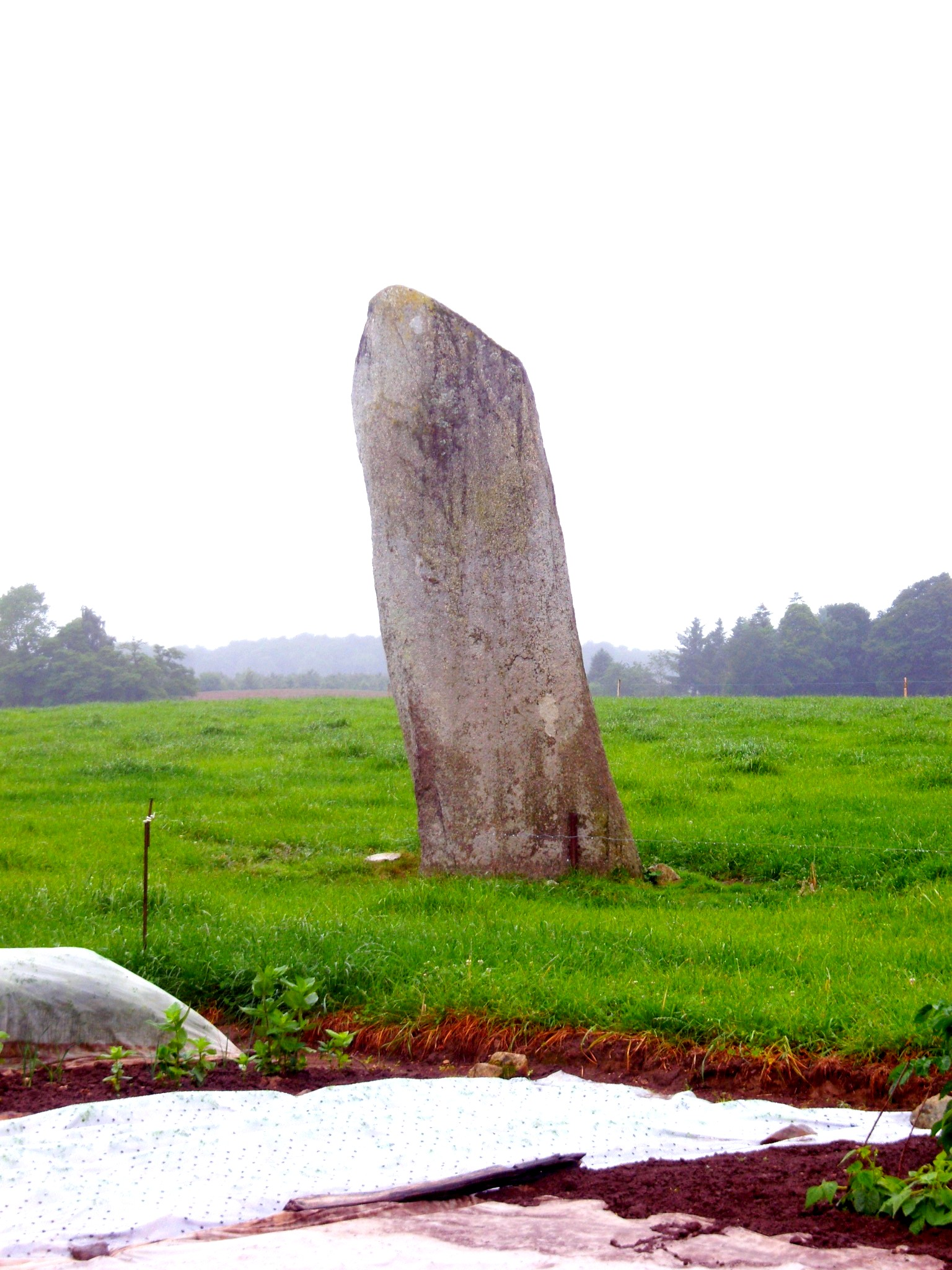
Menhir de Kerdanué.
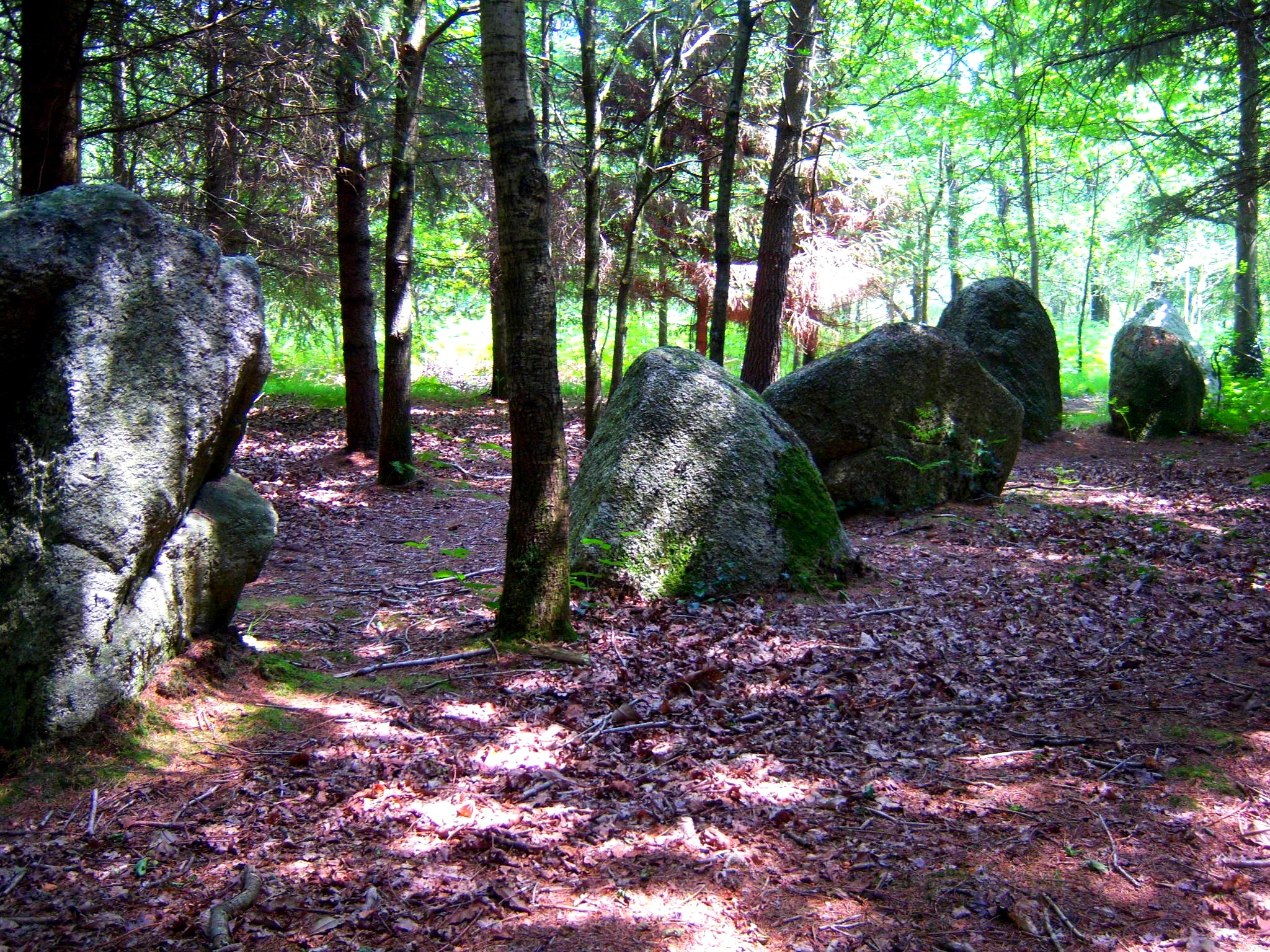
Alignement de Kersolan (classés MH).
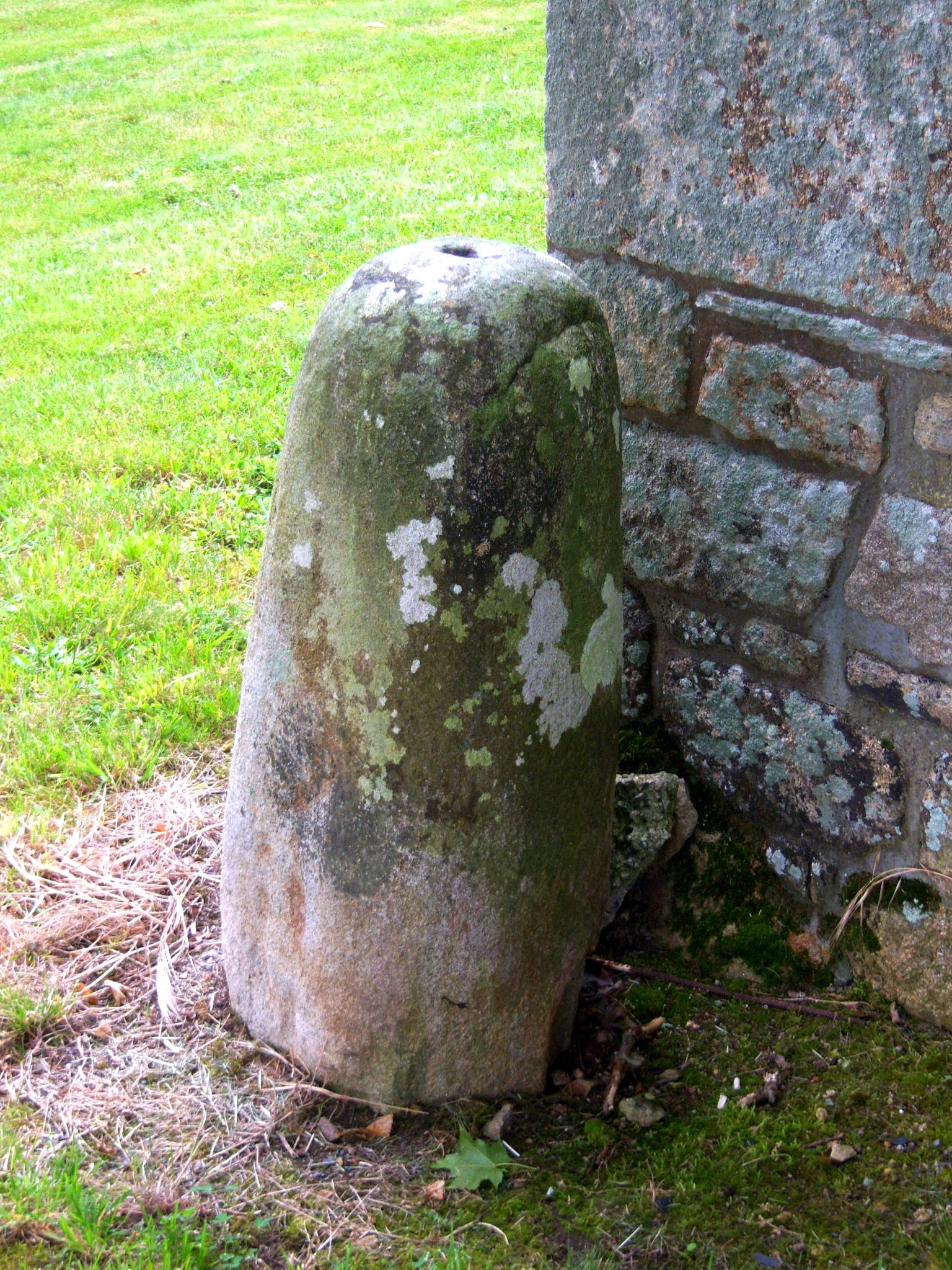
Stèle de Kernec.

De l'époque gallo-romaine, peu de vestiges ont été retrouvés mis à part des briques et des fragments de tegulae au lieu-dit Kersolan. La voie romaine reliant Vannes à Quimper passait par la commune, elle suivait à peu près l'actuelle délimitation entre Languidic et Nostang.

### Moyen Âge

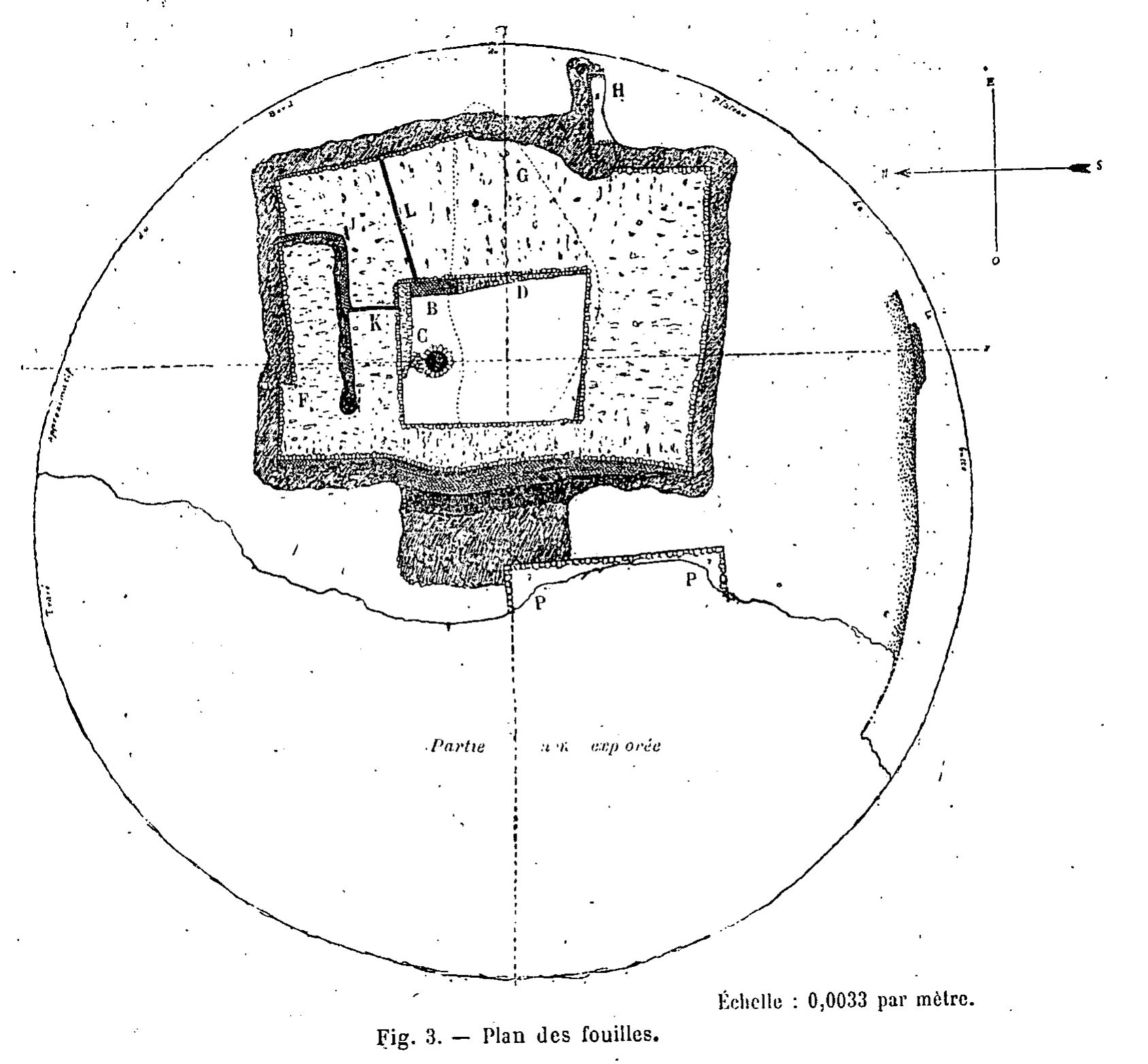
Plan de la motte castrale située au lieu-dit Kernec (1899).

Faute de sources écrites, il est difficile de retracer l'histoire de la commune durant le haut Moyen Âge. On ignore par exemple si les Vikings sont arrivés jusqu'à Languidic (l'hypothèse est fort probable puisque ces derniers ont remonté le Blavet vers 888). La population locale laisse néanmoins quelques traces. Une stèle datée des VIIe ou VIIIe siècles est retrouvée au village de Kervily ; une croix à hampe y est gravée à côté d'une inscription latine Croix de Bili fils de Hal. Une motte castrale, originellement confondue avec un tumulus, a été construite vers les Xe ou XIe siècles sur un édifice plus ancien,. D'environ 180 mètres de circonférence, la butte est fortifiée par un petit mur rectangulaire de pierres. Les fouilles ont mis au jour plusieurs objets dont une hache en fer, des morceaux de poterie, un bijou en forme de disque et des coquilles d'huîtres,. La présence de pièces d'argent de la période Philippe IV de Valois montre que le site était encore connu au XVe siècle.
La paroisse de Languidic semble exister au moins dès le IXe siècle. En plus de son territoire actuel, elle comprenait également la trève de Brandérion et le village de Trémoëc, sur la rive gauche du Blavet — qui deviendra plus tard Saint-Gilles-Trémoëc, la ville neuve d'Hennebont. D'abord dépendante du doyenné de Meudon, la paroisse est rattachée à la châtellenie de Nostang. Languidic paraît alors relever directement du duc de Bretagne : en 1160, Conan IV confirme les possessions des chevaliers de Saint-Jean-de-Jérusalem, au XIIIe siècle, Pierre de Bretagne y partage les droits seigneuriaux avec Hervé IV de Léon et en 1265, Pierre fait don de ses terres à son père Jean Ier de Bretagne. L'un d'eux passe pour être le propriétaire du château de La Forest, édifié en 1262,. À partir de 1282, l'abbaye Notre-Dame-de-Joye acquiert de plus en plus de terres, pour la plupart affermées, sur lesquelles elle détient des droits de justice.

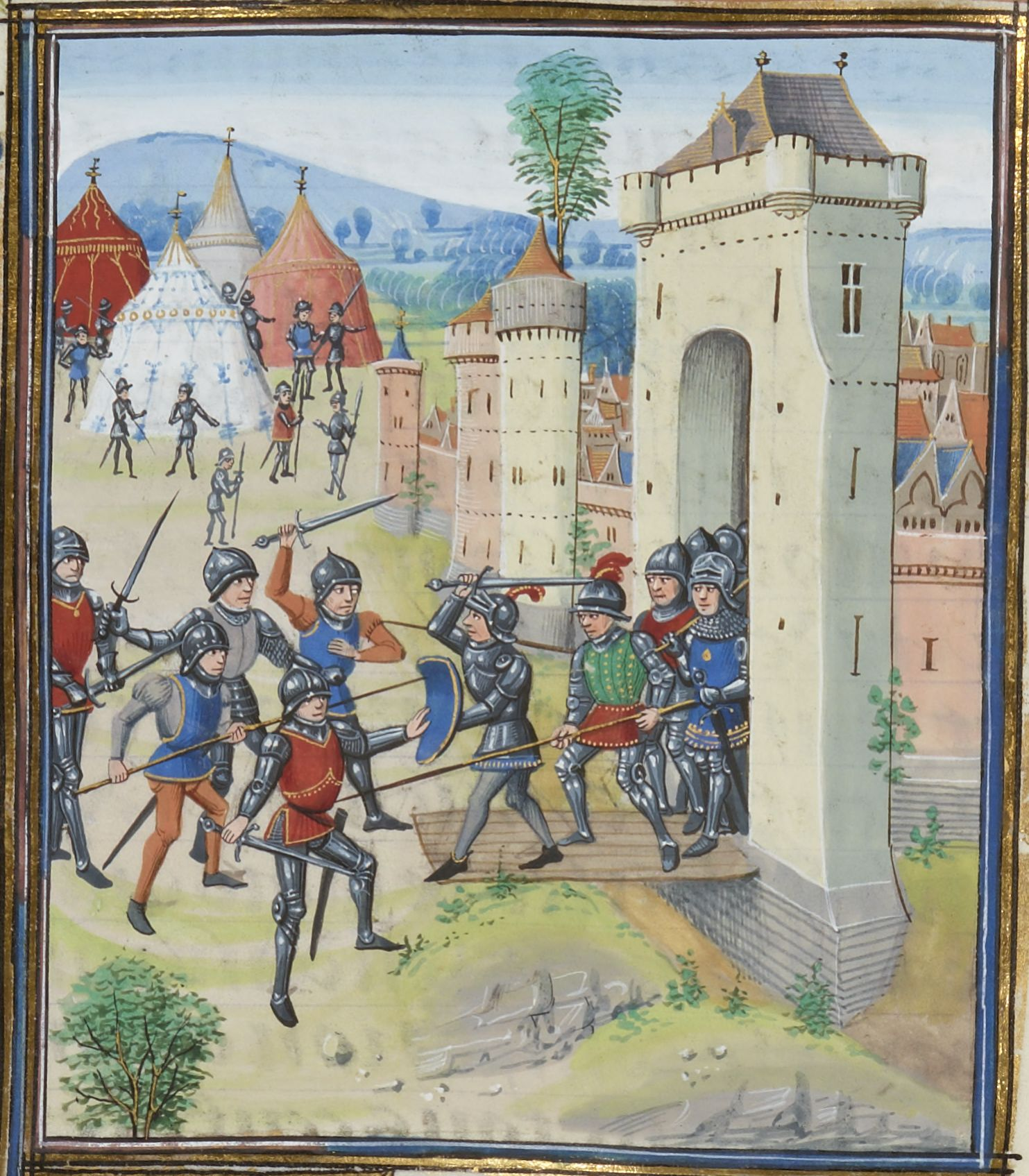
Charles de Blois, duc de Bretagne, assiégeant Hennebont (1342). Miniature tirée des Chroniques de Froissart, attribuée à Loyset Liédet, BNF, Fr.2643.

Une trentaine de seigneuries existent sur la paroisse de Languidic. Trois d'entre elles se démarquent par leur ancienneté et leur superficie. La seigneurie de La Forest est la plus importante et couvre presque les deux tiers du territoire. Au XIVe siècle, elle est détenue par les Grignon, seigneurs les plus puissants et les plus riches de la paroisse. Guillaume Grignon de La Forest, maréchal de camp du connétable de Rochemont, participe au siège de Parthenay et à la bataille d'Azincourt, durant laquelle il perd la vie. Mentionnée dès le XIIe siècle, la seigneurie de Spinefort appartient aux seigneurs du même nom et s'étend sur plus d'un tiers de Languidic. À la suite d'unions matrimoniales, elle fusionne avec la seigneurie de La Vigne dont le château est attesté depuis 1380.
Au XIVe siècle (et avant 1377), le village de Trémoëc est séparé de Languidic car érigé en paroisse par l'évêque de Vannes. À la même époque éclate la guerre de Succession de Bretagne. D'abord partisans de Jeanne de Penthièvre, Henry de Spinefort, capitaine de la ville de Rennes, et son frère Olivier, capitaine de la ville d'Hennebont, rallient peu de temps après Jean de Montfort. Ils défendent notamment la ville d'Hennebont durant le siège de Charles de Blois ; les campagnes languidiciennes sont alors pillées par les soldats bretons et français.
En 1402, la trève de Brandérion est érigée en paroisse.

### Temps modernes

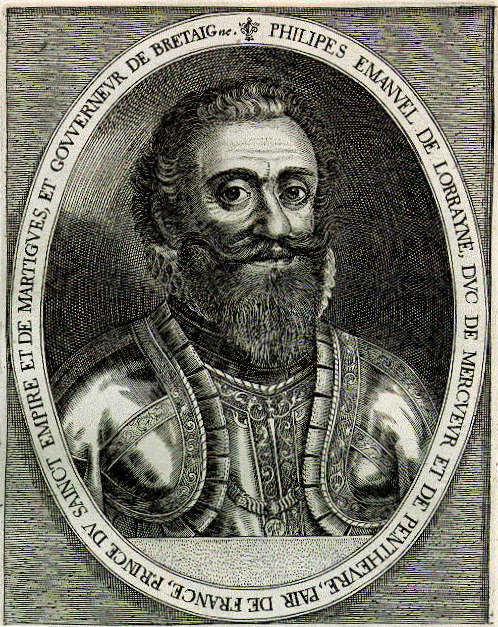
Portrait du duc de Mercœur (1600-1602).

Un aveu de 1564 indique que le seigneur de Kermadio (en Kervignac) est prévôt et sergent féodé des paroisses de Languidic et Brandérion.
Après une époque de relative prospérité, les troubles reprennent dès le XVIe siècle.
Au cours de la huitième guerre de religion (1585-1598), le gouverneur de Bretagne, le duc de Mercœur, se met à la tête de la Ligue bretonne. Philippe II d'Espagne, qui soutient et finance la Ligue, lui envoie des troupes. À partir de 1590, les villes de Blavet (ancien nom de Port-Louis) et d'Hennebont sont âprement disputées ; les soldats n'hésitent alors pas à piller les villageois de Languidic.
De plus, les épidémies de peste s'intensifient. Apparues pour la première fois en 1587, elles sévissent ensuite en 1633, entre 1637 et 1640 puis entre 1698 et 1700. Cette dernière est la plus meurtrière, 800 villageois meurent, soit près d'un cinquième de la population totale.
Par ailleurs, la paroisse attire les convoitises de nombreux membres du clergé. En 1618, elle rapporte en effet à son titulaire 1 500 livres et un siècle plus tard, 12 000 livres. Voyant en Languidic une source de profit, certains ecclésiastiques trempent dans quelques intrigues pour obtenir la charge de recteur.
En 1759 une ordonnance du roi Louis XV impose à la paroisse de Languidic [le nom est écrit Lauguidic] de fournir 100 hommes et de payer 656 livres pour la défense de la côte et pourvoir aux besoins des garde-côtes.
La paroisse est également régulièrement soumise aux conditions météorologiques exceptionnelles qui gâchent les récoltes. En 1769, une terrible sécheresse frappe la région. L'année suivante, 600 livres sont puisées dans les fonds de la paroisse pour contrer la menace de la disette.

### Révolution française
Le premier conseil municipal de Languidic, composé du maire et de huit officiers municipaux, se réunit le 15 février 1790 dans la sacristie de l’église,. Cependant, la fièvre révolutionnaire ne prend pas. En 1791, les membres de l'assemblée abandonnent leur fonction, ne se reconnaissant plus dans les idées du nouveau régime. L'année suivante, des notables modérés sont plébiscités lors des élections. Ce désaveu n'est pas du goût du chef du district qui promulgue un arrêté le 21 décembre 1792 :

« Attendu que la cabale aristocratique a dominé dans les élections au point de composer de ses suppôts les plus zélés la municipalité de Languidic, ordonne de procéder à de nouvelles élections. »

— Xavier Dubois, Languidic au fil des siècles, 2008, p. 117.
Un commissaire est envoyé par le directoire pour « éclairer [les citoyens] sur l'importance du choix dont [ils] doivent s'occuper ».

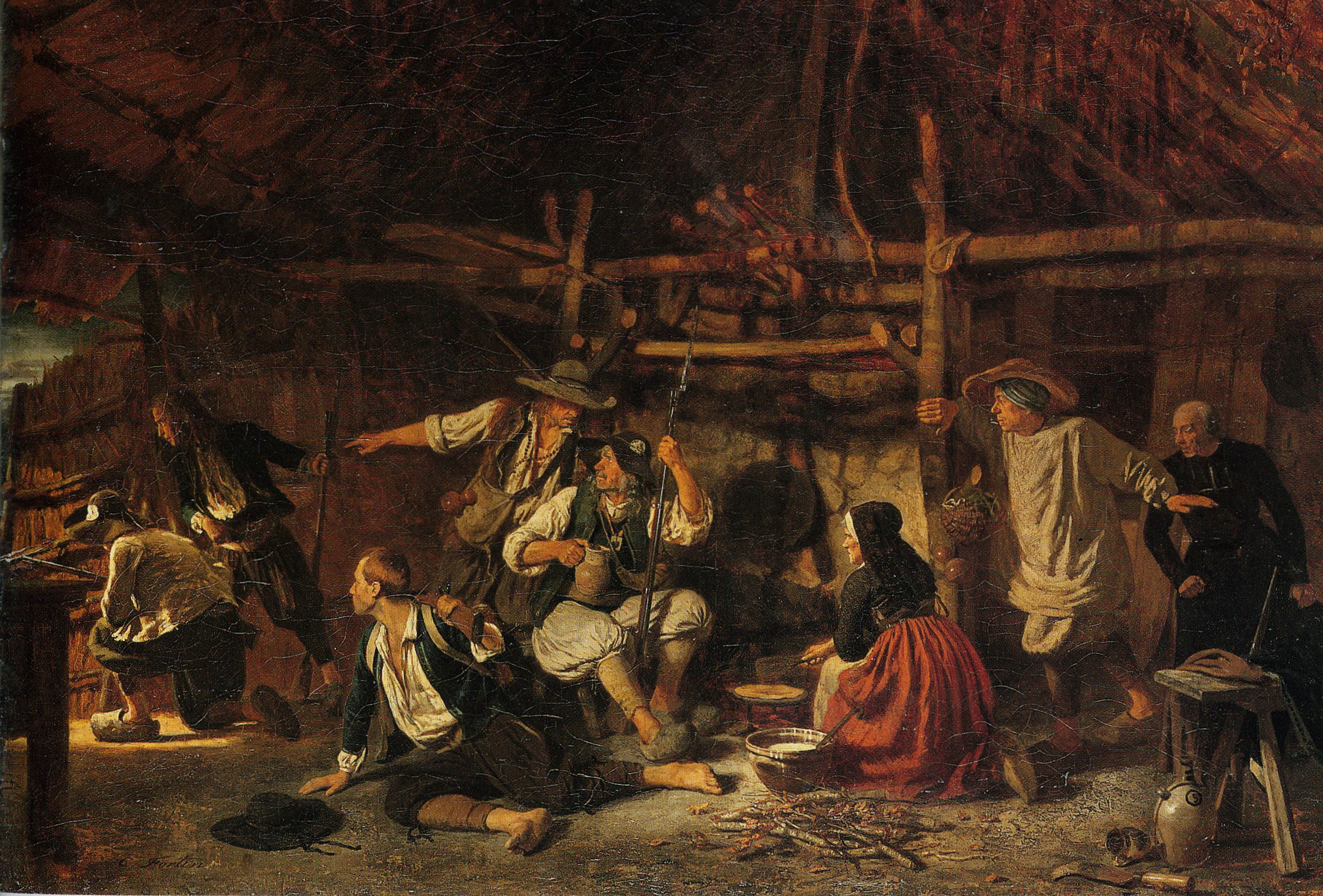
Chouans, huile sur toile de Charles Fortin (fin du XIXe siècle).

Aussi, en 1791, Languidic devient le chef-lieu d’un canton comprenant la commune de Brandérion, Languidic et la section de Saint-Gilles-des-Champs (pour la différencier de Saint-Gilles-Trémoëc), et dépendant du district d’Hennebont.
Comme dans le reste de la France, les prêtres sont traqués ; l'un d'entre eux, Henri Jégo, est enfermé à la citadelle de Port-Louis, puis à celle de Saint-Martin-de-Ré. Un autre, Yves La Manour, est guillotiné à Vannes. Les biens de l'Église et des nobles, émigrés ou non, sont saisis comme biens nationaux et vendus. Les effigies d'Yves Alexandre de Marbeuf — propriétaire du château de La Vigne — et d'Armand-Louis de Sérent — propriétaire de trois terres nobles à Languidic — sont guillotinées lors de la fête de l'Être suprême. L'instigateur est Guillaume Kerhouant, révolutionnaire convaincu et prédicateur du culte de la Raison — un temple est institué à la chapelle Notre-Dame-des-Fleurs depuis 1793.
Malgré cette effervescence révolutionnaire, la Chouannerie gagne de plus en plus de partisans, notamment dans les campagnes, et menace le pouvoir communal. Les tensions entre opposants et partisans du régime, déjà délicates, s'accentuent. Le 13 mars 1793, les jeunes hommes refusent de prendre part au tirage des conscrits ; devant l'agitation, le tirage a lieu à Hennebont. Cependant, les personnes désignées désertent massivement et grossissent l'effectif des Chouans. À partir de 1794, la présence de troupes s'avère indispensable pour protéger les républicains retranchés au bourg ; les Chouans se font de plus en plus audacieux : le 30 décembre 1794, ils s'aventurent au bourg et coupent l'arbre de la Liberté, dans la nuit du 4 au 5 mars 1795, ils tuent le maire Mathieu Le Serrec. Lors du débarquement de Quiberon en 1795, des centaines de Languidiciens, par contrainte ou par sympathie, se lancent dans la bataille ; 87 sont faits prisonniers et sont remis en liberté après paiement d'une rançon.
En 1795, le canton est maintenu mais modifié ; les autorités remplacent Brandérion par Quistinic et Inzinzac.
La rébellion n'est pas matée pour autant. À Languidic, en 1799, les Chouans se retrouvent face à une troupe républicaine. Le combat tourne court, les premiers dispersent les seconds. Les royalistes investissent le territoire : une cache d'armes et d'habillement est aménagée dans le bois de Kérallan, ; le 14 mars 1800, sept hommes volent Pierre Bertrand, maire provisoire de Lorient et directeur de la manufacture de Ploemeur, et le tue. Le meurtre est imputé à Jean Rohu. La fin de la rébellion chouanne n'apaise pas le climat pour autant, les vols et les agressions se multiplient et sont pour certains le fait d'anciens royalistes.

### LeXIXesiècle
En 1801, le canton de Languidic est supprimé ; la commune est rattachée au canton d’Hennebont.
Afin de favoriser la navigation fluviale en France, Napoléon décide le 30 fructidor an X — 17 septembre 1802 — d'aménager le Blavet de Pontivy jusqu'à Hennebont. Les travaux commencent en 1805, ils se termineront en 1825 après une interruption entre 1814 et 1822.
À la chute du Premier Empire, le conseil municipal affirme son attachement au régime royaliste : en 1820, Languidic participe à la souscription nationale du château de Chambord ; elle vote en 1822 des subsides pour l'érection d'un monument aux morts de l'expédition de Quiberon et d'un monument à Georges Cadoudal.
En 1866, une épidémie de variole fit 60 malades et provoqua 4 décès à Languidic. Une autre épidémie de variole sévit à Languidic en 1869 : elle fit 977 malades, dont 112 moururent. Une épidémie de dysenterie fit 98 malades (dont 10 moururent) à Languidic en 1876. Le docteur Alfred Fouquet explique la propagation de la maladie par les conditions de vie déplorables des habitants de la région qui « ne prennent absolument aucun soin, soit de leur propreté, soit de celle de leurs maisons. Ils jettent les selles des malades devant leur porte et parfois les vident dans la maison même, au milieu des cochons et des poulets, au milieu desquels ils grouillent. (...) Ils se refusent d'ailleurs à prendre aucun médicament ».
À partir du Second Empire, Languidic se modernise peu à peu. Dans les années 1860, la ligne de chemin de fer Auray-Napoléonville conduit à la construction de la gare de Baud. En 1884, d'autres lignes seront envisagées mais ne seront réalisées qu'en 1921 ; plusieurs gares et haltes sont créées à cette occasion. Dans les années 1870, la commune est désenclavée à la suite de l'ouverture de la route à grande communication (future RN 24). La Poste installe un établissement de facteur-boitier d'État en avril 1858, le service télégraphique apparaît le 25 mai 1890, le téléphone en décembre 1907, la radio en 1922. L'électricité n'arrive que dans les années 1920 et concerne seulement le bourg et Kergonan. L'extension du réseau s'étendra petit à petit mais certains villages n'auront l'électricité que dans les années 1950. Avant l'arrivée de l'eau courante en 1959, Languidic multiplie la construction de puits et lavoirs publics.

### LeXXesiècle
En 1906, l'inventaire des biens d'Église entraîne une contestation des habitants. L'église Saint-Pierre est barricadée lors de la visite du receveur des Domaines ; un mois plus tard, la seconde visite se déroule comme prévu. Les tensions ne retombent pas pour autant. À la suite de l'acquisition de certains biens de l'Église, le curé prononce un violent sermon : 

« Quand vous verrez ces gens-là [ceux qui ont acquis les biens de l'Église], votre devoir est de crier sur eux […] hurlez après [eux] comme on hurle après les loups […] ; ils ne sont plus baptisés ; c'est l'argent de l'Église qu'ils volent ; ils seront enterrés dans un fossé comme des chiens,. »

— Xavier Dubois, Languidic au fil des siècles, 2008, p. 99
La situation dégénère. Des bagarres éclatent ; les personnes calomniées par le curé sont prises à partie. Les troubles se poursuivent quelques jours jusqu'à l'arrestation de plusieurs habitants, dont le curé et le fils du maire. L'incident fait grand bruit et il est repris dans de nombreux journaux,, tels que Le Figaro et L'Aurore.
L’époque contemporaine est marquée par les deux grands conflits mondiaux. Durant la Première Guerre mondiale, l'absence des hommes oblige la municipalité à demander un envoi de prisonniers allemands pour participer aux travaux agricoles. Par ailleurs, de nombreuses familles évacuées trouvent refuge à Languidic. Inauguré le 2 octobre 1921, le monument aux morts, œuvre d'Henri Gouzien, rend hommage aux 336 Languidiciens morts au combat,.

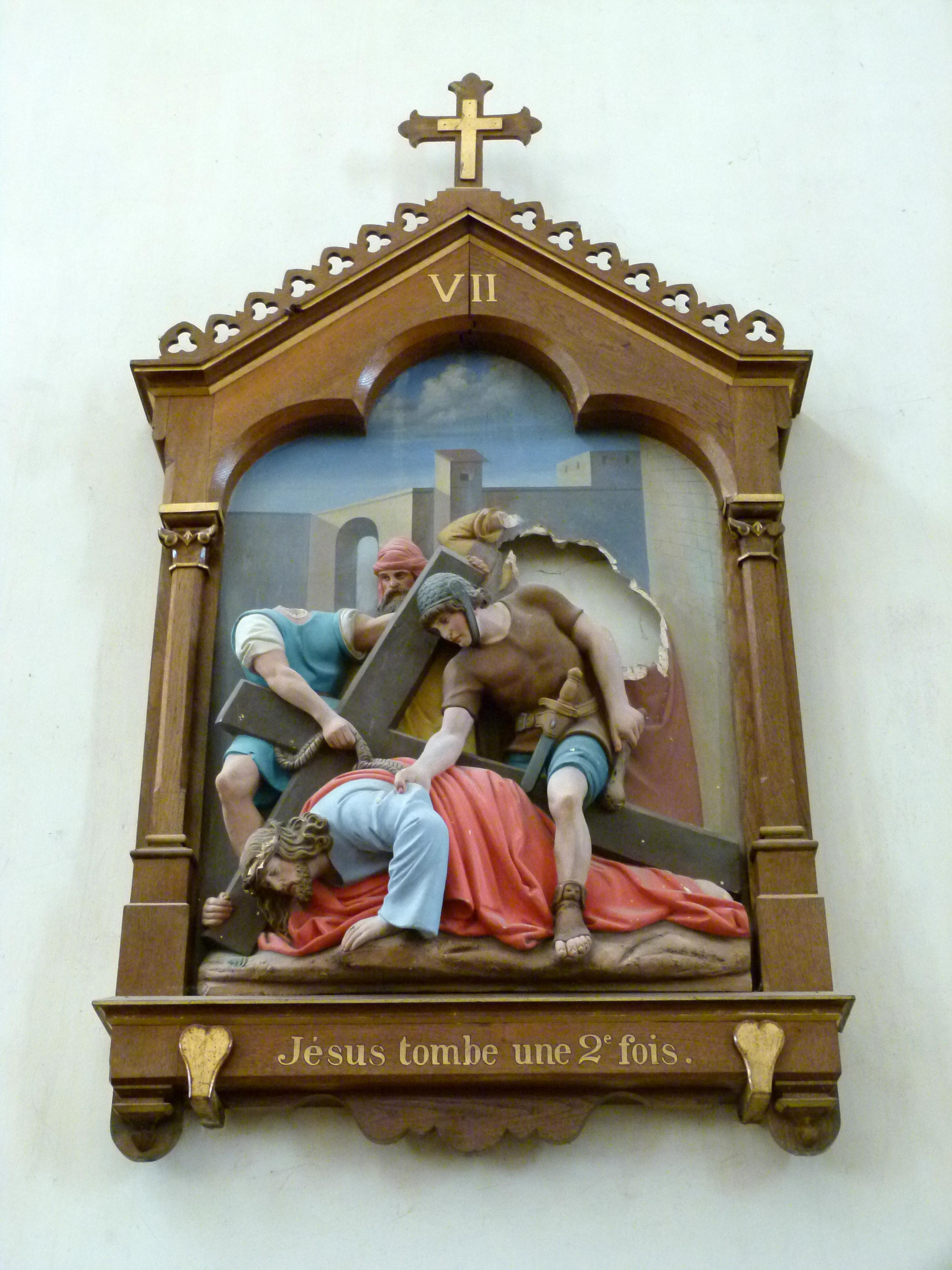
Station no 7 du chemin de croix de l'église Saint-Pierre endommagée par un éclat d'obus.

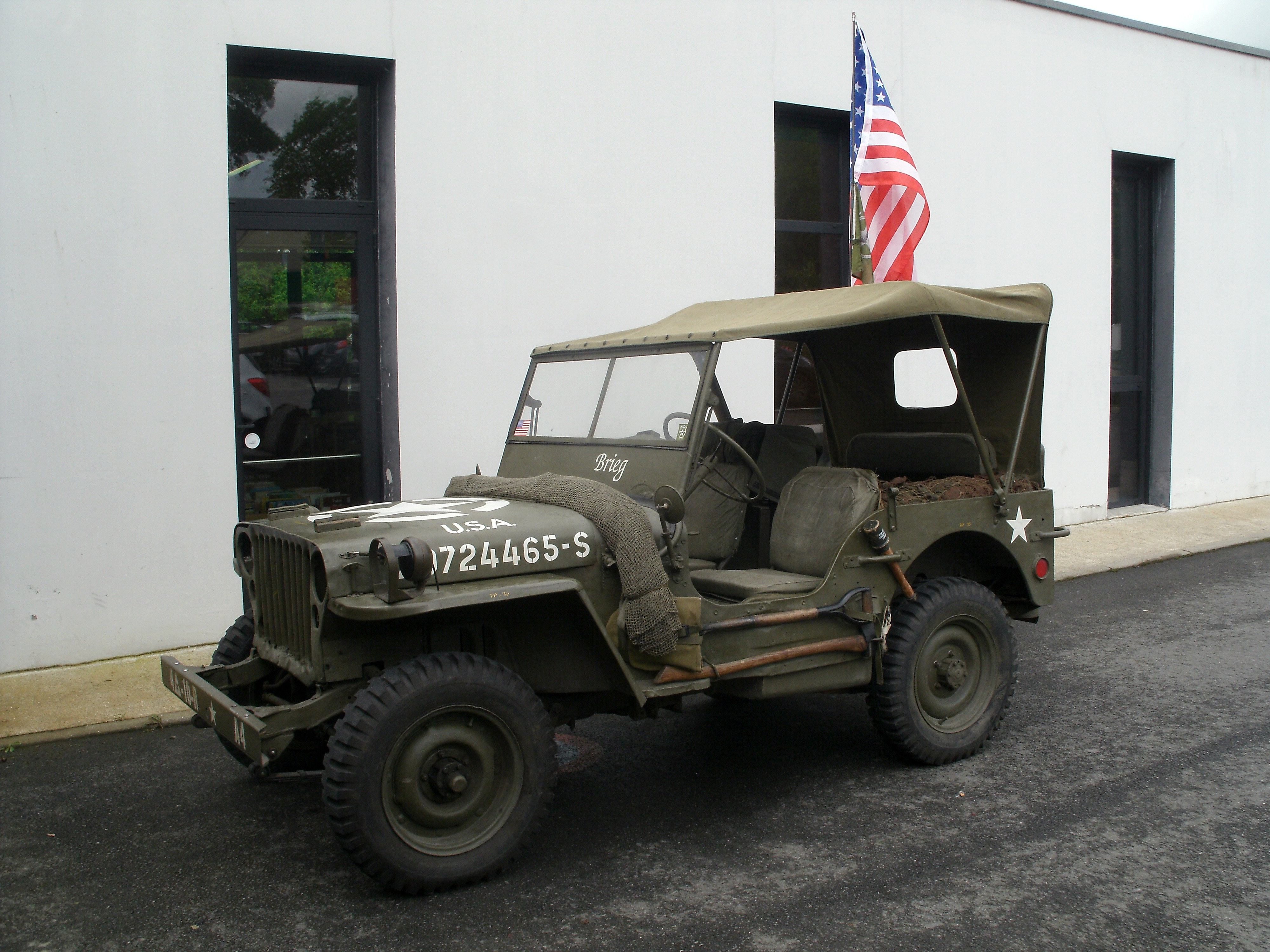
Jeep Willys MB lors des commémorations du 8 mai 2015 à Languidic.

Pendant la Seconde Guerre mondiale, la commune est occupée par les Allemands à partir de juillet 1940. Cependant, les conditions se durcissent dès 1941 ; les vivres, réquisitionnées par l'occupant, font défaut alors que Languidic doit accueillir des milliers de réfugiés. Au même moment, les avions alliés commencent à bombarder Lorient et il n'est pas rare que quelques bombes voire des avions tombent sur le territoire communal. Le 22 juin 1942, un bombardier australien s'écrase avec cinq soldats au lieu-dit Kerroch. Un autre, anglais cette fois, tombe le 16 avril 1943 à Kergurun ; sur les dix personnes à bord, cinq survivent et sont faits prisonniers. Pendant ce temps, la résistance s'organise et multiplie les actes de sabotage : une station de pompage des chemins de fer est détruite à Tréauray, une ligne électrique approvisionnant la base sous-marine de Lorient est coupée. Une cache d'armes est installée à Kerallan. Le 3 juillet 1944, deux chauffeurs de l'organisation Todt sont abattus sur la place de l'Église. L'affaire s'envenime : une femme est mortellement blessée par des tirs allemands, les hommes de Languidic sont réunis au Marégo devant des nids de mitrailleuses. La catastrophe est évitée de justesse grâce à l'intervention du maire et de l'amiral Urvoy de Portzampar. Devant l'avancée des alliés, les troupes allemandes abandonnent Languidic en août 1944 ; le 6 du même mois, un groupe de résistants investit le bourg, les Américains arrivent dans la soirée. Informés de leur présence, les Allemands bombardent la commune le lendemain, tuant sept villageois. Malgré la Libération de la France, la résistance allemande continue dans la poche de Lorient. Languidic essuie encore des tirs d'artillerie et bombardements au point que la municipalité doit faire évacuer plusieurs fois le bourg. Au total, au moins 65 personnes sont mortes au cours de ce conflit.
En 1947, Languidic perd les villages de Saint-Gilles-des-Champs et Langroix au profit d'Hennebont.
Onze soldats originaires de Languidic sont tués lors de la guerre d'Indochine.
Lors de son voyage officiel en Bretagne en 1960, le président de la République Charles de Gaulle s'arrête au bourg pour saluer la population rassemblée sur la place de l'Église. À son décès, il est décidé que cette place portera son nom.

## Politique et administration
La commune de Languidic est rattachée administrativement à l'arrondissement de Lorient. Depuis le redécoupage de 2014, elle est l'une des six communes composant le canton d'Hennebont et fait aussi partie de la sixième circonscription du Morbihan.

### Tendances politiques et résultats
L'électorat languidicien est assez versatile quant à ses choix politiques. Aux élections présidentielles, les électeurs semblent favoriser les candidats de gauche, à une courte majorité. Par contre, aux élections législatives, ce sont les candidats de droite qui arrivent généralement en tête, avec également une courte avance mais élus directement au premier tour. Les élections européennes et régionales sont moins facile à analyser, elles suivent toutefois la tendance nationale sauf lors des élections régionales de 2004. Aux élections municipales, les candidats de droite sont toujours sortis vainqueurs dès le premier tour. La participation reste plutôt stable lors de scrutins d'intérêt majeur telles que les élections présidentielles et municipales. On remarque cependant un effritement de la participation lors des élections régionales avec une baise de près de 15 points.

#### Élections présidentielles, résultats des seconds tours
- élection présidentielle de 2002 : 85,03 % pour Jacques Chirac (RPR), 14,98 % pour Jean-Marie Le Pen (FN), 84,62 % de participation[MI 1] ;
- élection présidentielle de 2007 : 53,55 % pour Ségolène Royal (PS), 46,45 % pour Nicolas Sarkozy (UMP), 88,03 % de participation[MI 2] ;
- élection présidentielle de 2012 : 53,73 % pour François Hollande (PS), 44,27 % pour Nicolas Sarkozy (UMP), 86,12 % de participation[MI 3] ;
- élection présidentielle de 2017 : 66,91 % pour Emmanuel Macron (LREM), 33,09 % pour Marine Le Pen (FN), 80,86 % de participation[MI 4] ;
- élection présidentielle de 2022 : 55,92 % pour Emmanuel Macron (LREM), 44,08 % pour Marine Le Pen (RN), 76,70 % de participation[98].

#### Élections législatives, résultats des premiers et seconds tours
En 2002 et 2007, Jacques Le Nay est élu au premier tour. Pour ces années-là, seuls les scores au-dessus de 10 % sont indiqués.
- élections législatives de 2002 : 52,18 % pour Jacques Le Nay (UMP), 27,29 % pour Jean-Pierre Bageot (PS), 69,34 % de participation[MI 5] ;
- élections législatives de 2007 : 50,17 % pour Jacques Le Nay (UMP), 25,54 % pour Jean-Pierre Bageot (PS), 11,35 % pour Gérard Perron (PCF), 64,22 % de participation[MI 6] ;
- élections législatives de 2012 : 52,41 % pour Philippe Noguès (PS), 47,59 % pour Jacques Le Nay (UMP), 63,06 % de participation[MI 7] ;
- élections législatives de 2017 : 60,94 % pour Jean-Michel Jacques (LREM), 39,06 % pour Gwenn Le Nay (UDI), 43,72 % de participation[MI 8].
- Élections législatives de 2022 : 53,73 % pour Jean-Michel Jacques (LREM), 46,27 % pour Jean-Michel Baudry (NUPES), 48,27 % de participation[99].

#### Élections européennes, résultats des deux meilleurs scores
- élections européennes de 2004 : 28,65 % pour Bernard Poignant (PS), 14,05 % pour Roselyne Bachelot (UMP), 44,60 % de participation[MI 9] ;
- élections européennes de 2009 : 28,49 % pour Christophe Béchu (LMAJ), 15,43 % pour Bernadette Vergnaud (LSOC), 42,83 % de participation[MI 10] ;
- élections européennes de 2014 : 22,18 % pour Gilles Lebreton (FN), 17,29 % pour Alain Cadec (UMP), 43,22 % de participation[MI 11].
- élections européennes de 2019 : 22,94 % pour Jordan Bardella (FN), 21,22 % pour Nathalie Loiseau (LREM), 50,92 % de participation[MI 12].

#### Élections régionales, résultats des seconds tours
- élections régionales de 2004 : 51,91 % pour Josselin de Rohan (LDR), 48,09 % pour Jean-Yves Le Drian (LGA), 69,44 % de participation[MI 13] ;
- élections régionales de 2010 : 49,86 % pour Jean-Yves Le Drian (LSOC), 31,97 % pour Bernadette Malgorne (LMAJ), 18,17 % pour Guy Hascoët (LVEC), 54,66 % de participation[MI 14] ;
- élections régionales de 2015 : 49,76 % pour Jean-Yves Le Drian (LUG), 26,07 % pour Marc Le Fur (LUD), 24,17 % pour Gilles Pennelle (LFN), 56,12 % de participation[MI 15].
- élections régionales de 2021 : 25,79 % pour Loïg Chesnais-Girard (LUG), 20,03 % pour Gilles Pennelle (LFN), 19,11 % pour Claire Desmares-Poitrier (LUGE), 32,40 % de participation[MI 16].

#### Élections cantonales et départementales, résultats des seconds tours
- élections cantonales de 2001 : données manquantes ;
- élections cantonales de 2008 : 61,29 % pour Maurice Olliéro, maire de Languidic (DVD), 38,71 % pour Gérard Perron (PCF), 60,94 % de participation[MI 17].

En 2014, les cantons sont redécoupés ; les élections cantonales sont remplacées par les élections départementales.
- élections départementales de 2015 : 56,62 % pour Muriel Jourda et Jacques Le Ludec (BC-UD), 43,38 % pour Gwénaëlle Cohic et Jacques Lemerle (BC-UG), 46,15 % de participation[MI 18].

#### Élections municipales, résultats des premiers tours
- élections municipales de 2001 : 58,94 % pour Maurice Olliéro (DVD), 41,06 % pour Gérard Péresse (LGA), 76,52 % de participation[MI 19],[100] ;
- élections municipales de 2008 : 50,97 % pour Maurice Olliéro (DVD), 31 % pour Philippe Dagome (DVG), 18,02 % pour Marc Loret (LSOC), 72,83 % de participation[MI 20] ;
- élections municipales de 2014 : 54,25 % pour Patricia Kerjouan (DVD), 26,51 % pour Claude Le Boursico (DVG), 19,22 % pour Mbaye Dione (DVG), 69,23 % de participation[MI 21].
- Élections municipales de 2020 : 
  - Au premier tour : 39,45 %  pour Loïc Le Picard (DVD), 36,92 % pour Jérémy Simon (DVG), 23,63 % pour Laurent Duval (DIV)( 48,29 % de participation[101]
  - Au deuxième tour :  56,94 % pour Laurent Duval (liste fusionnée avec celle de Loïc Le Picard)(DIV), 43,06 % pour Jérémy Simon (DVG),( 49,37 % de participation[101]

#### Référendums
- Référendum de 2000 relatif au quinquennat présidentiel : 80,75 % pour le Oui, 19,25 % pour le Non, 32,45 % de participation[102].
- Référendum de 2005 relatif au traité établissant une Constitution pour l’Europe : 52,35 % pour le Non, 47,65 % pour le Oui, 75,39 % de participation[MI 22].

### Administration locale

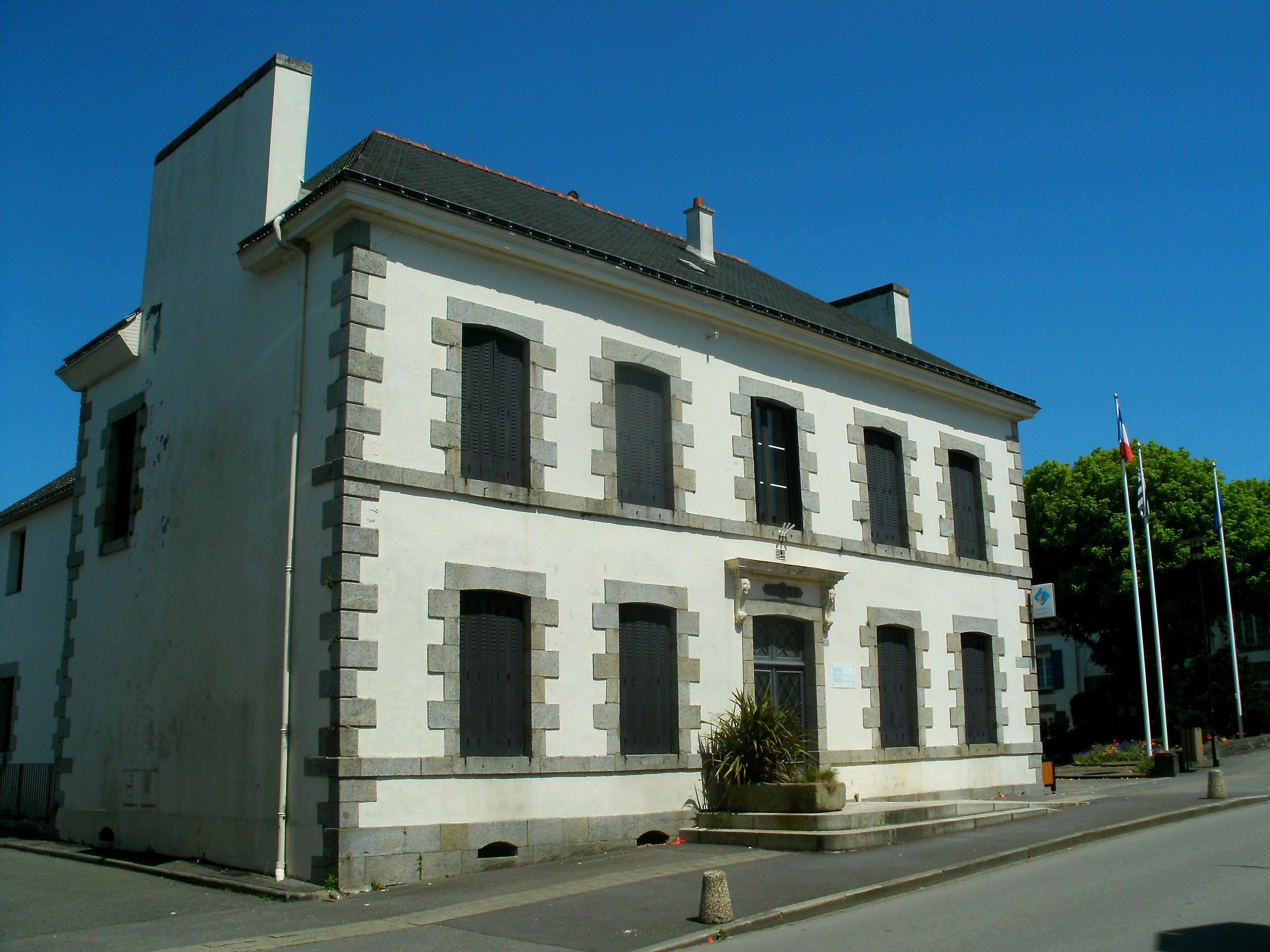
Entrée de la mairie jusqu'en 1987.

Le nombre d'habitants au dernier recensement étant compris entre 5 000 et 9 999, le nombre de membres du conseil municipal est de 29. La démission de 10 élus de la majorité lors du conseil municipal du 18 décembre 2023 manque de provoquer des élections intermédiaires à Languidic.

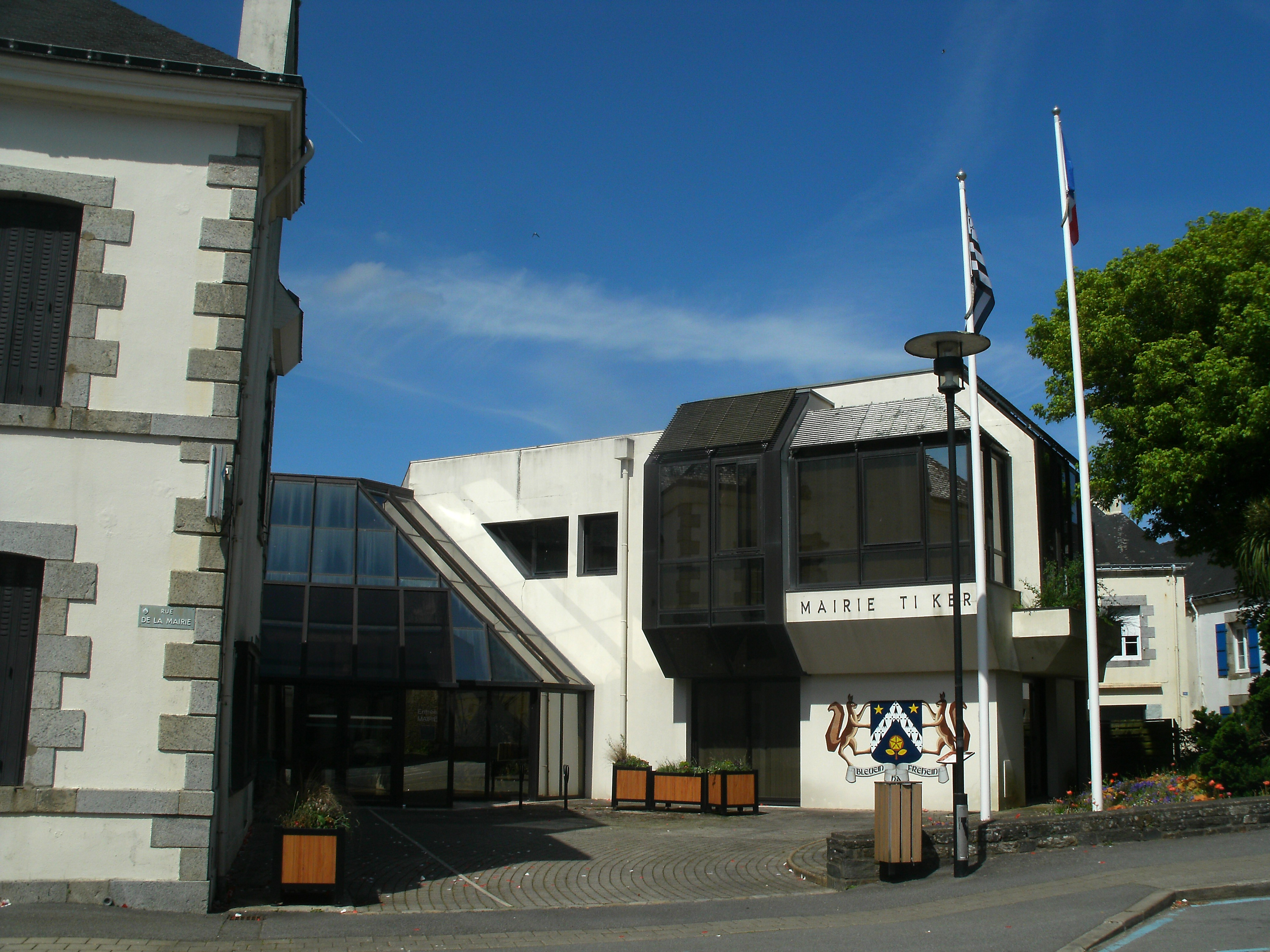
Entrée de la mairie depuis 1987.

Dans les années 1980, Languidic adhère au syndicat pour le développement de la région de Lorient (Syderel), remplacé en 1990 par le district du pays de Lorient. La commune quitte le syndicat en 1996, tout en continuant d'y collaborer. Entre-temps, Languidic a créé en 1987 avec les communes de Brandérion et Inzinzac-Lochrist un syndicat intercommunal à vocation unique pour l'amélioration de l'habitat et du cadre de vie.
Le 13 décembre 1999, la commune rejoint la communauté d'agglomération Lorient Agglomération qui regroupe 25 communes en 2015. Elle lui transfère de nombreuses compétences : le développement économique, l’aménagement du territoire, l’équilibre social de l’habitat, la politique de la ville, la protection et mise en valeur de l'environnement et du cadre de vie, la gestion des équipements culturels, sportifs, de la voirie, des parcs de stationnements, de l'eau potable et de l'assainissement,. La commune est représentée au conseil communautaire par deux élus, le maire et son premier adjoint, le premier étant aussi 8e vice-président, chargé des ressources humaines et de l'organisation interne. Ces derniers siègent dans diverses structures opérationnelles du pays de Lorient : l'Agence d'urbanisme, de développement économique et technopole de pays de Lorient (AudéLor), l'Association Musiques d'aujourd'hui au pays de Lorient (MAPL), la société d'économie mixte XSEA, le syndicat mixte pour le schéma de cohérence territoriale du pays de Lorient, le syndicat mixte du haras national d'Hennebont, le syndicat mixte de la vallée du Blavet, le syndicat mixte de la ria d'Étel et le syndicat mixte du bassin du Scorff.
Depuis 2011, la municipalité dispose aussi d'un conseil municipal des enfants.

### Liste des maires
Depuis 1953, six maires se sont succédé :
| Période        | Période                      | Identité                  | Étiquette             | Qualité |
| -------------- | ---------------------------- | ------------------------- | --------------------- | --- |
| mai 1953       | janvier 1956 (décès)         | Louis Nicol (1919-1956)   |                       | Cultivateur |
| février 1956   | février 1977 (décès)         | Lucien Bigoin (1914-1977) | UNR                   | Garagiste, ancien coureur cycliste Premier adjoint (1953 → 1956)                                                         |
| mars 1977      | avril 1985 (décès)           | Jo Huitel (1941-1985)     | DVD                   | Gérant d'une entreprise de construction Adjoint (1971 → 1977), vice-président du syndicat intercommunal du Blavet        |
| mai 1985       | mars 2014                    | Maurice Olliéro           | RPR puis UMP puis DVD | Instituteur puis retraité Adjoint (1977 → 1985), vice-président de Cap l'Orient puis Lorient Agglomération (2000 → 2014) |
| 28 mars 2014   | 3 juillet 2020               | Patricia Kerjouan         | DVD                   | Cadre de santé retraité Adjointe (2001 → 2014), 8e vice-président de Lorient Agglomération (2014 → 2020)                 |
| 3 juillet 2020 | En cours (au 4 juillet 2020) | Laurent Duval             | DVD                   | Cadre de la fonction publique 15e vice-président de Lorient Agglomération                                                |

### Instances judiciaires et administratives
Languidic relève de la cour administrative d'appel de Nantes, de la cour d'appel de Rennes, de la cour d'assises de Vannes, du tribunal administratif de Rennes. Le conseil de prud'hommes, le tribunal d'instance, le tribunal de commerce, le tribunal de grande instance, le tribunal paritaire des baux ruraux et le tribunal pour enfants sont quant à eux tous situés à Lorient.
Une brigade territoriale de proximité de la gendarmerie nationale est implantée à Languidic, tout comme un centre de secours.
La commune dispose également d'un policier municipal et d'un bureau de poste.

### Politique environnementale
Au palmarès 2005 du concours des villes et villages fleuris, Languidic accède au niveau « deux fleurs », niveau qu'elle conserve depuis (mise à jour en 2015).

#### Eau et assainissement
Depuis le 1er janvier 2012, la gestion de l'eau et de l'assainissement est devenue une compétence de Lorient Agglomération. Auparavant, l'eau potable était gérée par la société STGS en délégation de service public. Une partie de l'alimentation en eau de la population de Languidic est issue de deux châteaux d'eau (l'un à Kermeriette, l'autre à Lanveur) et du captage de Dézinio, situé au hameau du même nom. L'installation est composée d'un puits de 30 m3/h, de deux forages de 15 m3/h chacun et d'une usine de traitement physico-chimique simple, mise en service en 2005. Le reste de l'eau est importé auprès d'autres communes, principalement Baud et Hennebont. En 2011, trois gros consommateurs se démarquent des 3 098 abonnés : l'entreprise Nutrea (14 846 m3), l'entreprise Socalys (206 975 mètres3) et la commune pour l’arrosage des terrains de football (7 379 m3). Pour la même année, un habitant a consommé 171 l/j.
| Année          | 2007    | 2008    | 2009    | 2010    | 2011    |
| -------------- | ------- | ------- | ------- | ------- | ------- |
| Volume produit | 170 582 | 189 014 | 201 717 | 205 545 | 177 223 |

En 2002, le volume d'eau produit s'élevait à 74 037 mètres cubes.
L'assainissement était également géré par la commune de Languidic jusqu'au 31 décembre 2011. Le traitement des eaux usées est assuré par trois stations d'épuration : le bourg est raccordé à la station de Coët Megan, le village de Tréauray par trois bassins de lagunages, enfin le village de Kergonan est raccordé à la station d'épuration privée de Socalys.

#### Traitement des déchets
Au sein de Lorient Agglomération, Languidic participe au programme de traitement des déchets ménagers depuis 2002. Une collecte hebdomadaire ou bimensuelle des ordures ménagères, des emballages ménagers et des biodéchets est assurée. Des conteneurs pour le verre et les journaux-revues-magazines sont disposés sur plusieurs sites du territoire communal. Les habitants de Languidic peuvent également se procurer des bacs pour le compostage de leurs déchets végétaux. En outre, l'une des treize déchèteries de l'agglomération est située sur le territoire de la commune, dans la zone d'activité de Lanveur.

### Finances locales
Le tableau ci-dessous présente quelques éléments des finances locales de Languidic, sur une période de neuf ans. Les données sont exprimées en €/habitant. La strate considérée est celle des communes de 3 500 à 10 000 habitants appartenant à un groupement fiscalisé jusqu'à 2008 inclus, puis celle des communes de 5 000 à 10 000 habitants appartenant à un groupement fiscalisé depuis 2009 :
| Années | Résultat comptable | Résultat comptable   | Besoin () ou capacité () de · financement des investissements | Besoin () ou capacité () de · financement des investissements | Capacité d'autofinancement (CAF) | Capacité d'autofinancement (CAF) | Maire             |
| Années | Languidic          | Moyenne de la strate | Languidic                                                     | Moyenne de la strate                                          | Languidic                        | Moyenne de la strate             |                   |
| ------ | ------------------ | -------------------- | ------------------------------------------------------------- | ------------------------------------------------------------- | -------------------------------- | -------------------------------- | ----------------- |
| 2001   | 125                | 122                  | 64                                                            | 7                                                             | 83                               | 143                              | Maurice Olliéro   |
| 2002   | 129                | 117                  | 66                                                            | 16                                                            | 136                              | 138                              | Maurice Olliéro   |
| 2003   | 112                | 126                  | 19                                                            | 10                                                            | 125                              | 151                              | Maurice Olliéro   |
| 2004   | 145                | 136                  | 0                                                             | 5                                                             | 159                              | 163                              | Maurice Olliéro   |
| 2005   | 150                | 142                  | 192                                                           | 2                                                             | 171                              | 168                              | Maurice Olliéro   |
| 2006   | 138                | 142                  | 123                                                           | 10                                                            | 168                              | 172                              | Maurice Olliéro   |
| 2007   | 141                | 139                  | 83                                                            | 7                                                             | 177                              | 167                              | Maurice Olliéro   |
| 2008   | 94                 | 121                  | 33                                                            | 10                                                            | 146                              | 155                              | Maurice Olliéro   |
| 2009   | 125                | 127                  | 67                                                            | 18                                                            | 174                              | 163                              | Maurice Olliéro   |
| 2010   | 163                | 147                  | 78                                                            | 8                                                             | 200                              | 184                              | Maurice Olliéro   |
| 2011   | 103                | 160                  | 140                                                           | 3                                                             | 137                              | 200                              | Maurice Olliéro   |
| 2012   | 138                | 149                  | 109                                                           | 15                                                            | 171                              | 190                              | Maurice Olliéro   |
| 2013   | 41                 | 137                  | 10                                                            | 28                                                            | 72                               | 181                              | Maurice Olliéro   |
| 2014   | 111                | 124                  | 26                                                            | 6                                                             | 133                              | 168                              | Patricia Kerjouan |
| 2015   | 94                 | 125                  | 48                                                            | 38                                                            | 129                              | 171                              | Patricia Kerjouan |
| 2016   | 79                 | 131                  | 102                                                           | 4                                                             | 116                              | 179                              | Patricia Kerjouan |
| 2017   | 113                | 130                  | 3                                                             | 4                                                             | 147                              | 179                              | Patricia Kerjouan |
| 2018   | 147                | 142                  | 6                                                             | 5                                                             | 186                              | 192                              | Patricia Kerjouan |
| 2019   | 152                | 145                  | 0                                                             | 26                                                            | 189                              | 197                              | Patricia Kerjouan |
| 2020   | 135                | 145                  | 115                                                           | 26                                                            | 172                              | 201                              | Laurent Duval     |
| 2021   | 143                | 153                  | 104                                                           | 16                                                            | 181                              | 210                              | Laurent Duval     |
| 2022   | 94                 | 143                  | 43                                                            | 19                                                            | 158                              | 203                              | Laurent Duval     |

Quelques tendances générales, toujours en comparant Languidic avec la moyenne de sa strate (communes de 5 000 à 10 000 habitants appartenant à un groupement fiscalisé), se dégagent à l'examen de ces données.
On constate, à l'examen de ces comptes, que la capacité d'autofinancement, globalement stable depuis le début de la période de référence, régresse à partir de 2011. Le même constat peut être fait pour le résultat comptable.
La capacité de financement des investissements, à l'exception de 2005, 2010 et 2013, est toujours nettement supérieure à la moyenne de la strate dans laquelle évolue Languidic. Néanmoins, la situation financière de la commune se dégrade légèrement depuis 2016 et la réduction des dotations de l'Etat aux communes.

### Jumelages
Au 24 août 2015, d'après la base officielle du ministère des Affaires étrangères, Languidic est jumelée avec :
- Great Cornard (Royaume-Uni) depuis 1990, mais un ouvrage indique que les échanges ont cessé depuis 1994[LEI 2] ;
- Rimpar (Allemagne) depuis 1990 ; d'autres sources indiquent que les échanges ont commencé dès 1965, voire un jumelage signé en juillet 1997[LEI 2],[BM 8].

## Population et société

### Démographie
Les habitants de la commune sont appelés les Languidiciens.

#### Évolution démographique
L'évolution du nombre d'habitants est connue à travers les recensements de la population effectués dans la commune depuis 1793. Pour les communes de moins de 10 000 habitants, une enquête de recensement portant sur toute la population est réalisée tous les cinq ans, les populations de référence des années intermédiaires étant quant à elles estimées par interpolation ou extrapolation. Pour la commune, le premier recensement exhaustif entrant dans le cadre du nouveau dispositif a été réalisé en 2006.

En 2022, la commune comptait 8 046 habitants, en évolution de +1,8 % par rapport à 2016 (Morbihan : +3,82 %, France hors Mayotte : +2,11 %).
| 1793  | 1800  | 1806  | 1821  | 1831  | 1836  | 1841  | 1846  | 1851  |
| ----- | ----- | ----- | ----- | ----- | ----- | ----- | ----- | ----- |
| 6 012 | 6 076 | 5 842 | 6 029 | 6 064 | 6 420 | 6 105 | 6 293 | 6 358 |

| 1856  | 1861  | 1866  | 1872  | 1876  | 1881  | 1886  | 1891  | 1896  |
| ----- | ----- | ----- | ----- | ----- | ----- | ----- | ----- | ----- |
| 6 222 | 6 382 | 6 483 | 6 094 | 6 433 | 6 745 | 6 920 | 7 122 | 7 498 |

| 1901  | 1906  | 1911  | 1921  | 1926  | 1931  | 1936  | 1946  | 1954  |
| ----- | ----- | ----- | ----- | ----- | ----- | ----- | ----- | ----- |
| 7 741 | 7 815 | 7 865 | 7 919 | 8 045 | 8 012 | 7 803 | 8 262 | 5 763 |

| 1962  | 1968  | 1975  | 1982  | 1990  | 1999  | 2006  | 2011  | 2016  |
| ----- | ----- | ----- | ----- | ----- | ----- | ----- | ----- | ----- |
| 5 547 | 5 326 | 5 223 | 5 847 | 6 350 | 6 489 | 7 076 | 7 309 | 7 904 |

| 2021  | 2022  | - | - | - | - | - | - | - |
| ----- | ----- | - | - | - | - | - | - | - |
| 8 047 | 8 046 | - | - | - | - | - | - | - |

Languidic était en 1803 la 4e commune la plus peuplée du Morbihan, la 2e entre 1943 et 1945. En 2013, elle était la 15e commune du Morbihan, la 8e de Lorient Agglomération et la 2e du canton d'Hennebont.
Après une forte progression, Languidic perd près d'un tiers de sa population au lendemain de la Seconde Guerre mondiale. Cela s'explique par le rattachement des villages de Saint-Gilles et Langroix à la commune d'Hennebont. Un exode rural, plutôt faible, se poursuit jusqu'en 1975. Dès lors, la tendance se renverse et sous l'effet d'un solde migratoire excédentaire, la population augmente. Cet accroissement est également dû au solde naturel positif, comme le montrent les données du tableau ci-dessous, sous les effets conjoints d'un taux de natalité stable et d'un taux de mortalité fortement en baisse.
|                                           | 1968 - 1975 | 1975 - 1982 | 1982 - 1990 | 1990 - 1999 | 1999 - 2008 | 2008 - 2013 |
| ----------------------------------------- | ----------- | ----------- | ----------- | ----------- | ----------- | ----------- |
| Taux de variation annuel de la population | - 0.3       | + 1.6       | + 1.0       | + 0.2       | + 1.4       | + 0.6       |
| Solde naturel                             | + 0,2       | + 0,2       | + 0,3       | + 0,2       | + 0,4       | + 0,4       |
| Solde migratoire                          | - 0.5       | + 1.4       | + 0.7       | + 0.0       | + 1,0       | + 0,2       |

#### Pyramide des âges
La population de la commune est relativement jeune.
En 2018, le taux de personnes d'un âge inférieur à 30 ans s'élève à 34,2 %, soit au-dessus de la moyenne départementale (31,2 %). À l'inverse, le taux de personnes d'âge supérieur à 60 ans est de 24,7 % la même année, alors qu'il est de 31,3 % au niveau départemental.
En 2018, la commune comptait 3 998 hommes pour 4 012 femmes, soit un taux de 50,09 % de femmes, légèrement inférieur au taux départemental (51,51 %).
Les pyramides des âges de la commune et du département s'établissent comme suit.
| Hommes | Classe d’âge | Femmes |
| ------ | ------------ | ------ |
| 0,6    | 90 ou +      | 1,3    |
| 6,5    | 75-89 ans    | 9,7    |
| 15,4   | 60-74 ans    | 16,0   |
| 22,7   | 45-59 ans    | 19,9   |
| 19,7   | 30-44 ans    | 19,9   |
| 14,6   | 15-29 ans    | 13,7   |
| 20,5   | 0-14 ans     | 19,5   |

| Hommes | Classe d’âge | Femmes |
| ------ | ------------ | ------ |
| 0,8    | 90 ou +      | 2,2    |
| 8,5    | 75-89 ans    | 11,6   |
| 20,5   | 60-74 ans    | 21,6   |
| 20,6   | 45-59 ans    | 20     |
| 17     | 30-44 ans    | 16,3   |
| 15,5   | 15-29 ans    | 13     |
| 17,1   | 0-14 ans     | 15,2   |

### Enseignement
La commune de Languidic est rattachée à l'académie de Rennes. Cette académie fait partie de la zone B pour son calendrier de vacances scolaires.
Elle administre deux écoles maternelles et deux écoles élémentaires communales et dispose d'une école privée regroupant une école maternelle et une école élémentaire. Au bourg, l'école publique Georges-Brassens et l'école privée Notre-Dame-des-Fleurs se composent respectivement de 12 classes (10 monolingues et 2 bilingues) et 18 classes (13 monolingues, 5 bilingues). La troisième école se situe au village de Kergonan et accueille 107 élèves en 2014.
Le collège privé Saint-Aubin, au bourg, est le seul collège situé sur le territoire de la commune. Construit en 1887, tenu par des religieux jusqu'en 1993, c'était à l'origine une école de garçons avec internat.
L'effectif scolaire total de la commune s'élève à 1 178 élèves à la rentrée 2011. À la rentrée 2017, 185 élèves sont scolarisés dans les filières bilingues publiques et catholiques.
Les lycées les plus proches se situent à Hennebont et Kervignac. Hennebont propose l'accès à quatre lycées dont deux d'enseignement général, l'un privé, l'autre public, et deux d'enseignement professionnel publics. À Kervignac, il s'agit d'un lycée d'enseignement agricole privé.

Établissements scolaires
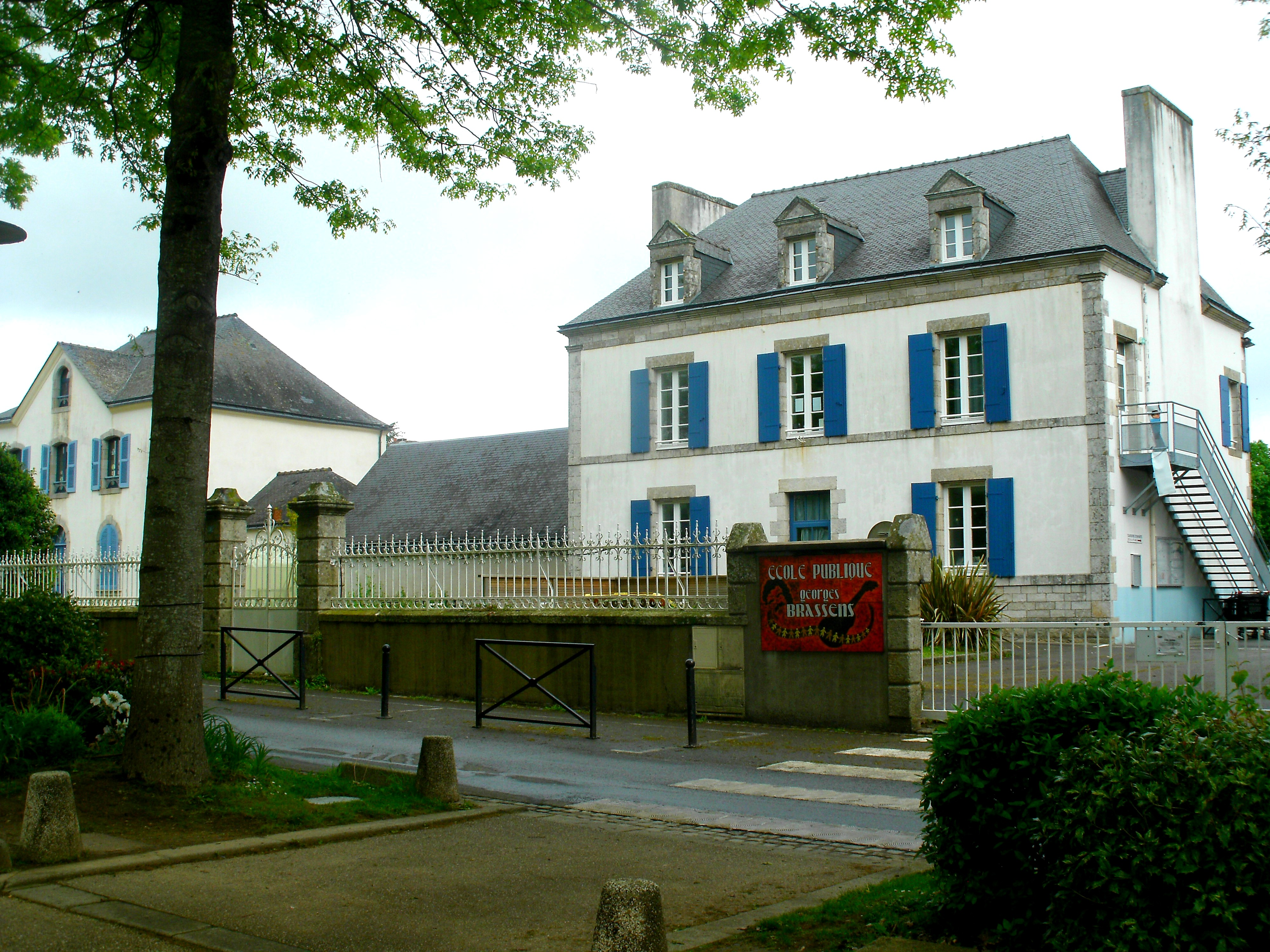
Entrée de l'école Georges-Brassens (août 2013).
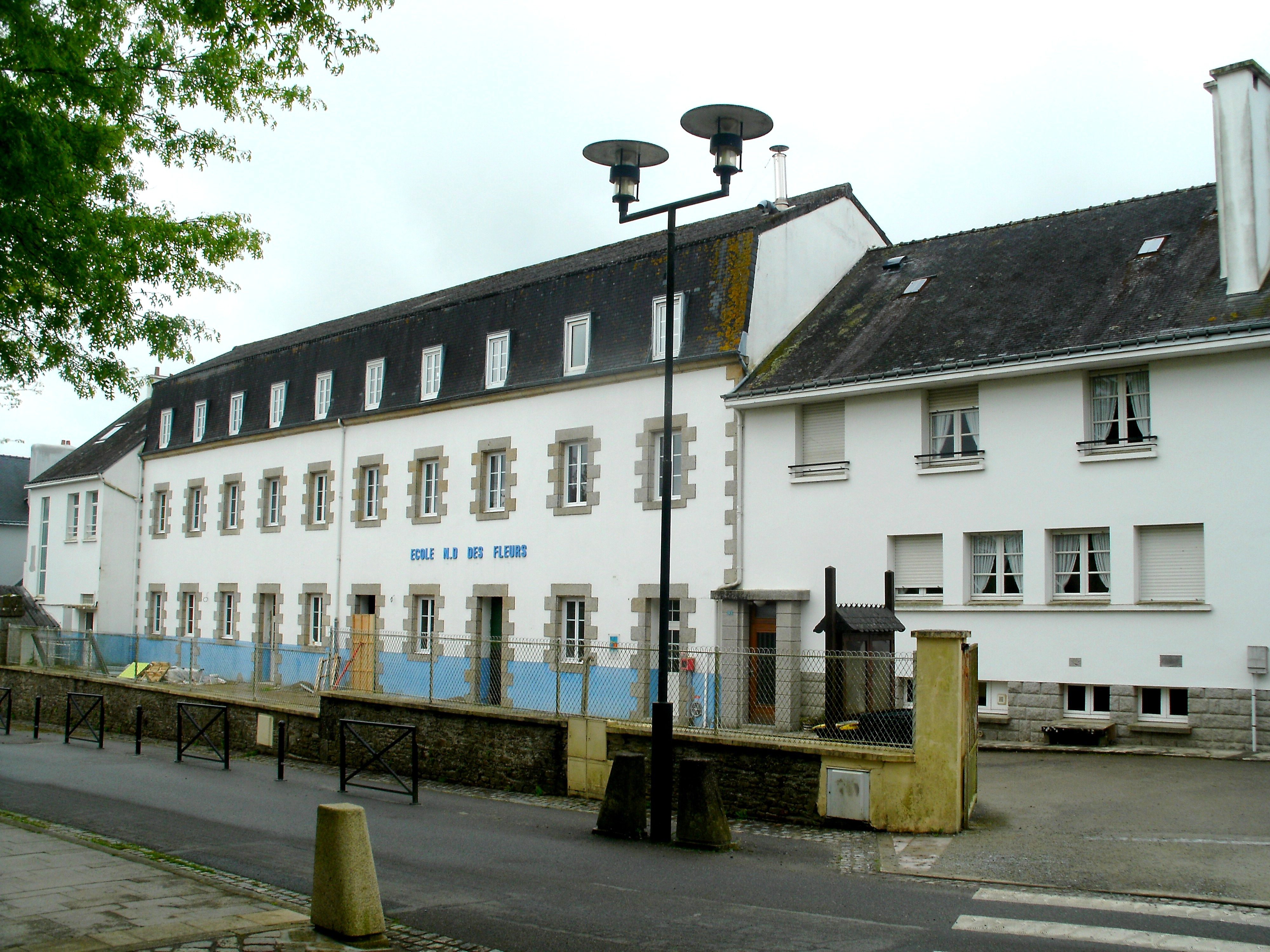
Entrée de l'école Notre-Dame-des-Fleurs (août 2013).
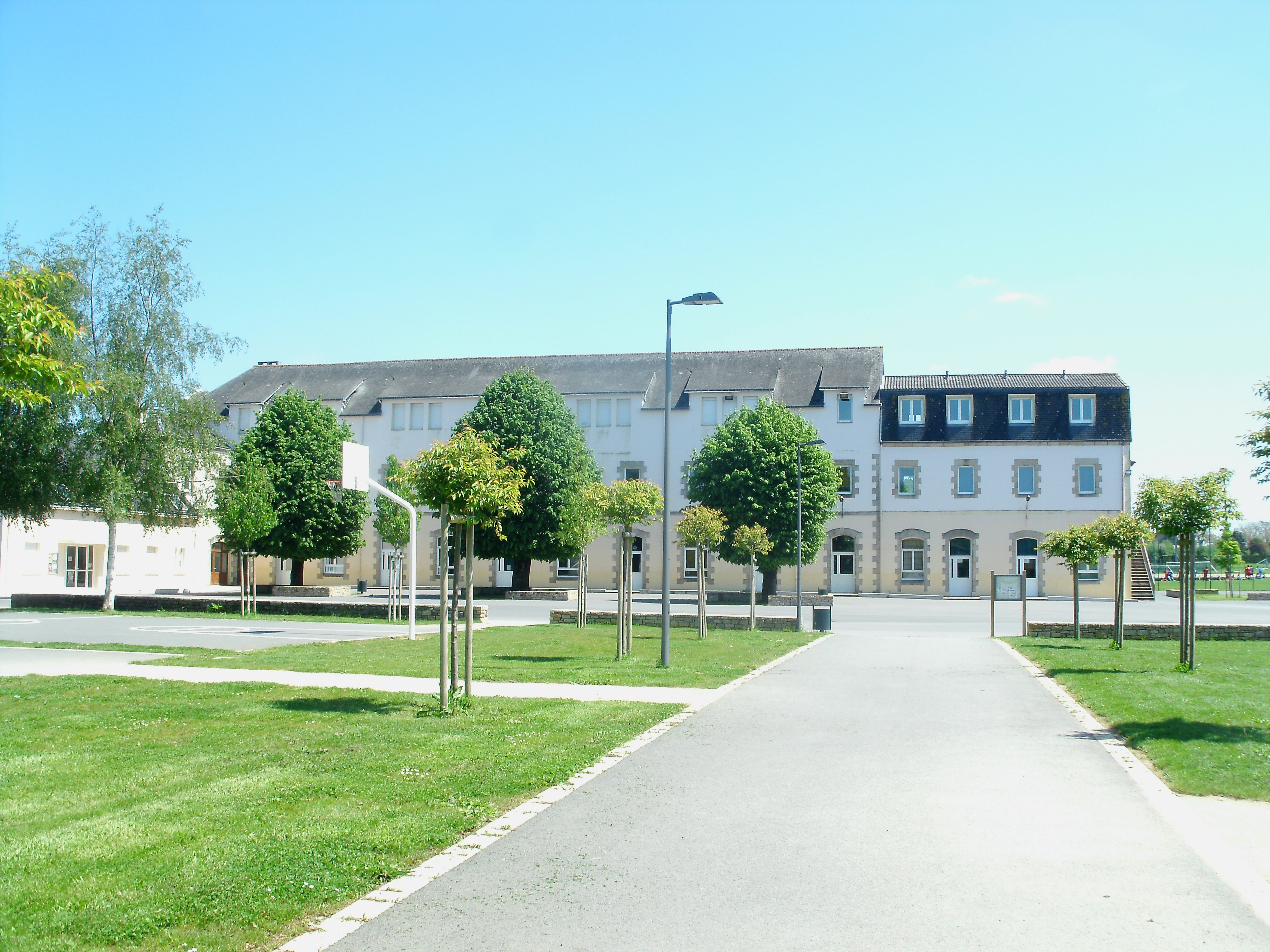
Cour et bâtiments du collège Saint-Aubin (août 2013).

### Santé

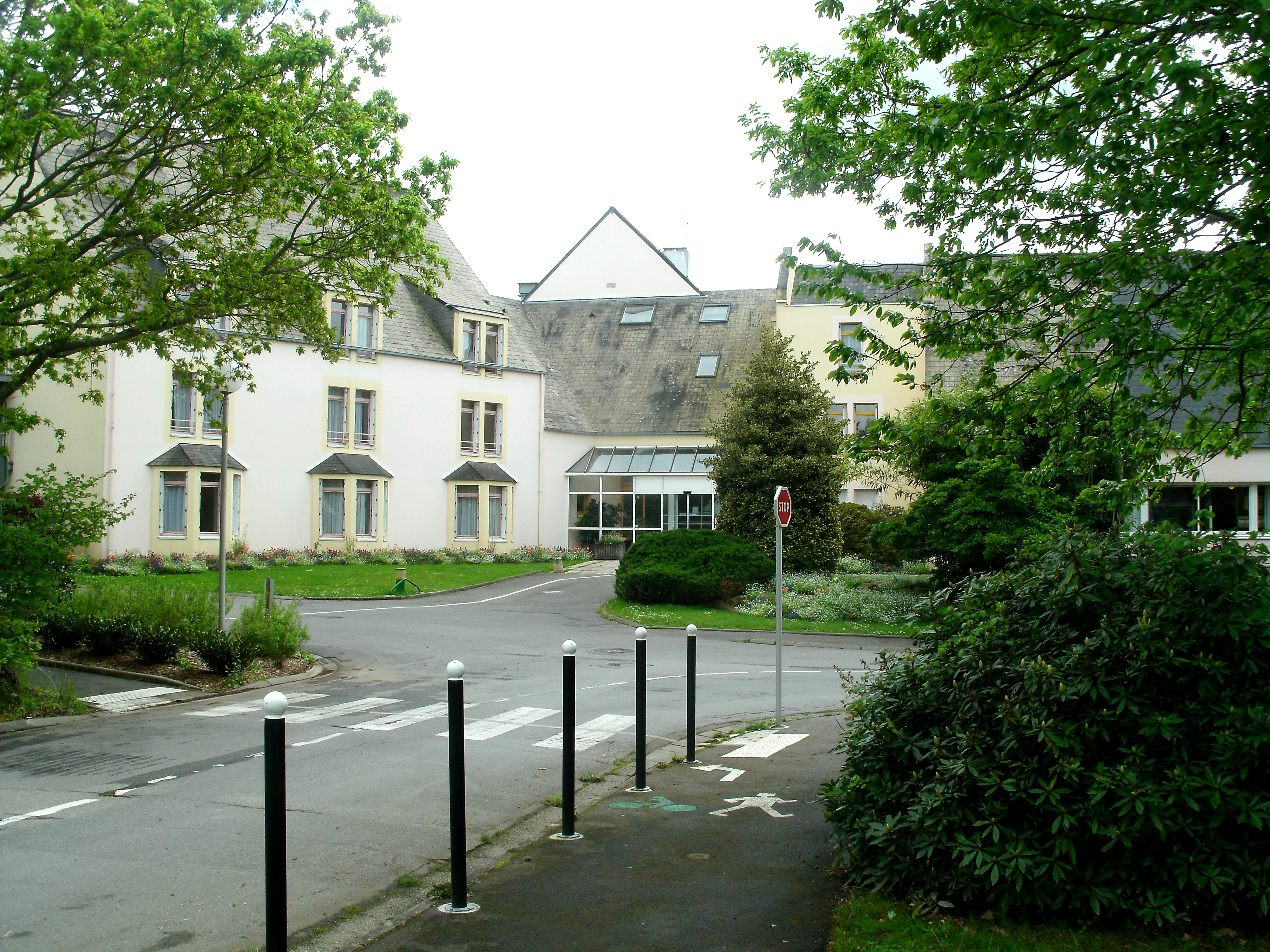
Entrée de l'EHPAD du Marégo.

La commune dispose de six médecins généralistes, de trois chirurgiens-dentistes, de trois cabinets d'infirmiers, de trois kinésithérapeutes, d'un podologue, de trois orthophonistes, de deux ostéopathes, d'une psychologue et de deux pharmacies. Un EHPAD est implanté dans le bourg.
Les habitants de Languidic ont également accès au centre hospitalier de Bretagne Sud — hôpital du Scorff à Lorient et centre de réadaptation et de gériatrie à Hennebont — ainsi qu'à plusieurs cliniques dans les alentours.

### Vie culturelle et associative
Sans compter les associations sportives, plus de 70 associations interviennent à Languidic. Elles organisent régulièrement des manifestations à la salle polyvalente Jo-Huitel, qui sert aussi de cantine en période scolaire.

#### Manifestations culturelles et festivités
La plus ancienne manifestation de la commune, la fête des Menhirs (aussi appelée fête de Kersolan), date de 1969. Elle se tient durant trois jours, au début du mois d'août, sur le site mégalithique de Kersolan.
Créées dans les années 1970 par le club de l'Amitié, les noces bretonnes ont été reprises depuis 2005 par le cercle celtique Rahed Koëd Er Blanoeh. Elles mettent en scène, mi-juillet, un mariage tel qu'il était fêté autrefois. Après une messe à l'église, le cortège de noces, en costume traditionnel, défile dans les rues au son du bagad de Languidic pour rejoindre le lieu des festivités. Jeux d'antan, bal et fest-deiz rythment l'après-midi. Des groupes folkloriques de toute la France sont invités pour l'occasion.
Depuis 2012, le festival Dans nos villages, fin mai, s'excentre volontairement du bourg pour investir chaque année un village ou hameau. Accueillant des artistes de tous horizons (danse, musique, théâtre, arts plastiques, littérature), la manifestation a réuni près de 5 000 visiteurs en 2014. En raison de son rayonnement, le festival devient bisannuel à partir de 2015. Une manifestation, avec une organisation plus légère, est prévue lors des années de battement.

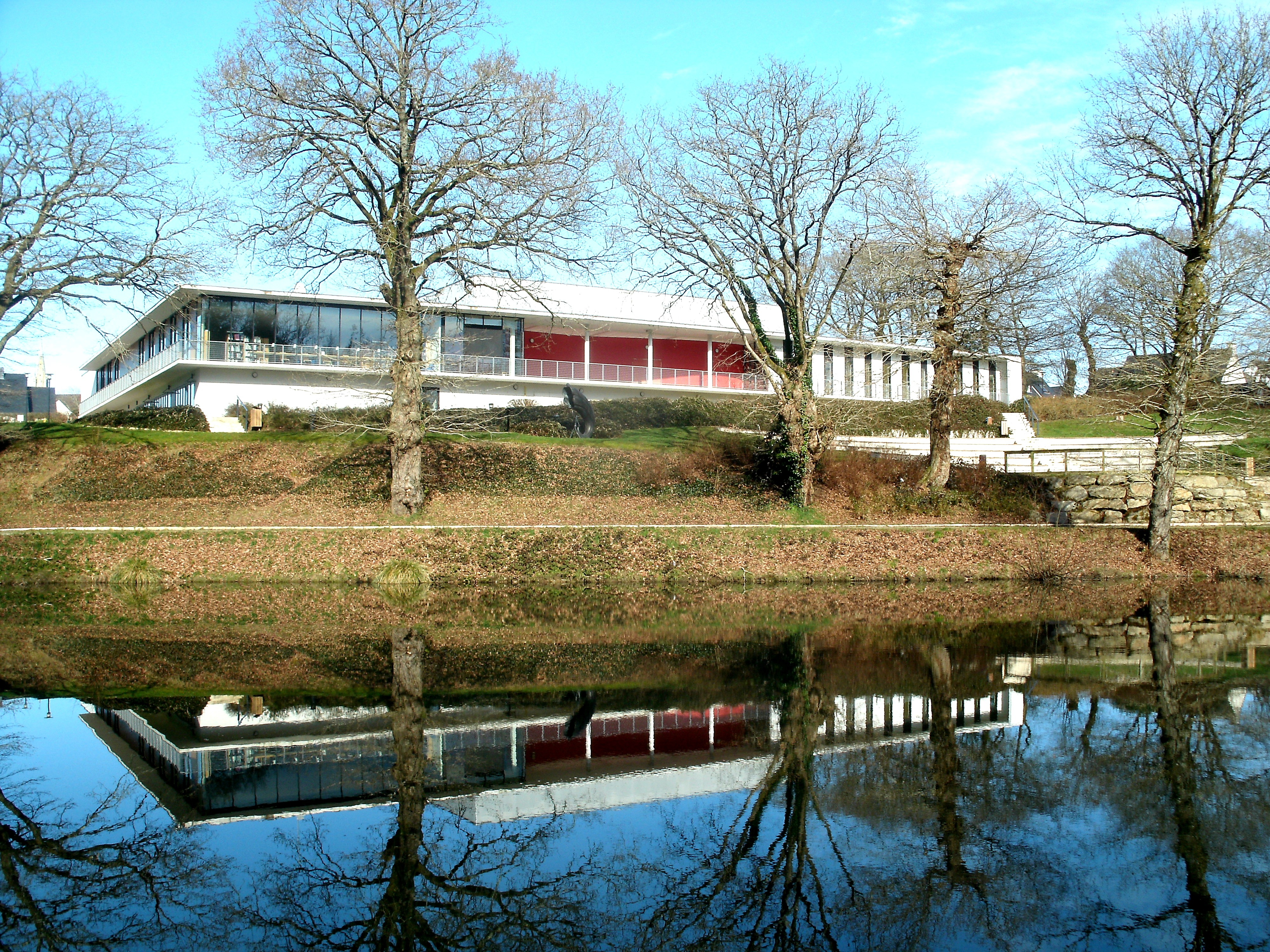
Façade sud de l'Espace des médias et des arts (à droite, on distingue le théâtre de verdure), mai 2013.

En outre, la programmation culturelle EMA'genda, conçue par l'Espace des médias et des arts (EMA), propose régulièrement des expositions, des rendez-vous musicaux et littéraires,.

#### Équipements culturels
Ouvert en 2005, l'Espace des médias et des arts (EMA) réunit au centre-bourg plusieurs institutions autrefois éparpillées sur le territoire de la commune. Le rez-de-chaussée comprend une médiathèque (570 m2), l'école municipale de musique (330 m2) et un auditorium de 120 places (200 m2) ; le hall sert fréquemment de salle d'exposition. Le rez-de-cour est composé d'ateliers, fréquemment utilisés par les associations.
Avant cette date, une bibliothèque de 45 m2 était installée à la mairie et l'école de musique dans l'ancienne école de Saint-Donatien.
En 2006, le bâtiment est récompensé par le prix architecture Bretagne dans la catégorie des constructions neuves.
En 2008, un théâtre de verdure est aménagé derrière l'EMA afin d'accueillir des concerts et des lectures.

### Sports
La commune de Languidic dispose de plusieurs infrastructures permettant la pratique sportive. Le complexe Lucien-Bigouin, au bourg, se compose d'un gymnase, d'une salle de musculation, de danse et de karaté, d'un stade et de trois terrains de football dont un stabilisé. La salle multisport Julien-Le-Mancq est située juste à côté, avec le dojo et les deux courts de tennis extérieurs. Le complexe de Kergonan, situé au village du même nom, se compose de deux salles et du stade Jo-Huitel. Plusieurs boulodromes sont disséminés sur le territoire communal. Une carrière, dans la zone de Lanveur, accueille régulièrement des concours de saut d'obstacles.
Une trentaine d'associations assurent l'encadrement de la pratique sportive en club dans la commune ; certaines d'entre elles brillent régulièrement au niveau national telle la section twirling de la Stiren,.

### Médias
Les quotidiens régionaux Le Télégramme et Ouest-France consacrent quelques pages à l’actualité du canton d’Hennebont. Le journal bimestriel Morbihan est distribué gratuitement dans tout le département. Lorient Agglomération Express, de parution mensuelle, et Les Nouvelles, de parution bimestrielle, sont des magazines d’informations concernant Lorient Agglomération. La mairie publie un bulletin bisannuel et une feuille d’informations mensuelle.
Dans le domaine des médias audiovisuels, trois chaînes de télévision de télévision numérique terrestre (TNT) sont accessibles à tous les habitants de Languidic et relaient les informations locales : France 3 Bretagne, Tébéo et TébéSud. Parmi les nombreuses stations de radio disponibles, on peut citer les deux stations de Radio France France Bleu Armorique et France Bleu Breizh Izel, ainsi que les radios locales ou régionales Radio Sainte-Anne, Hit West et JAIME Radio.

### Culte

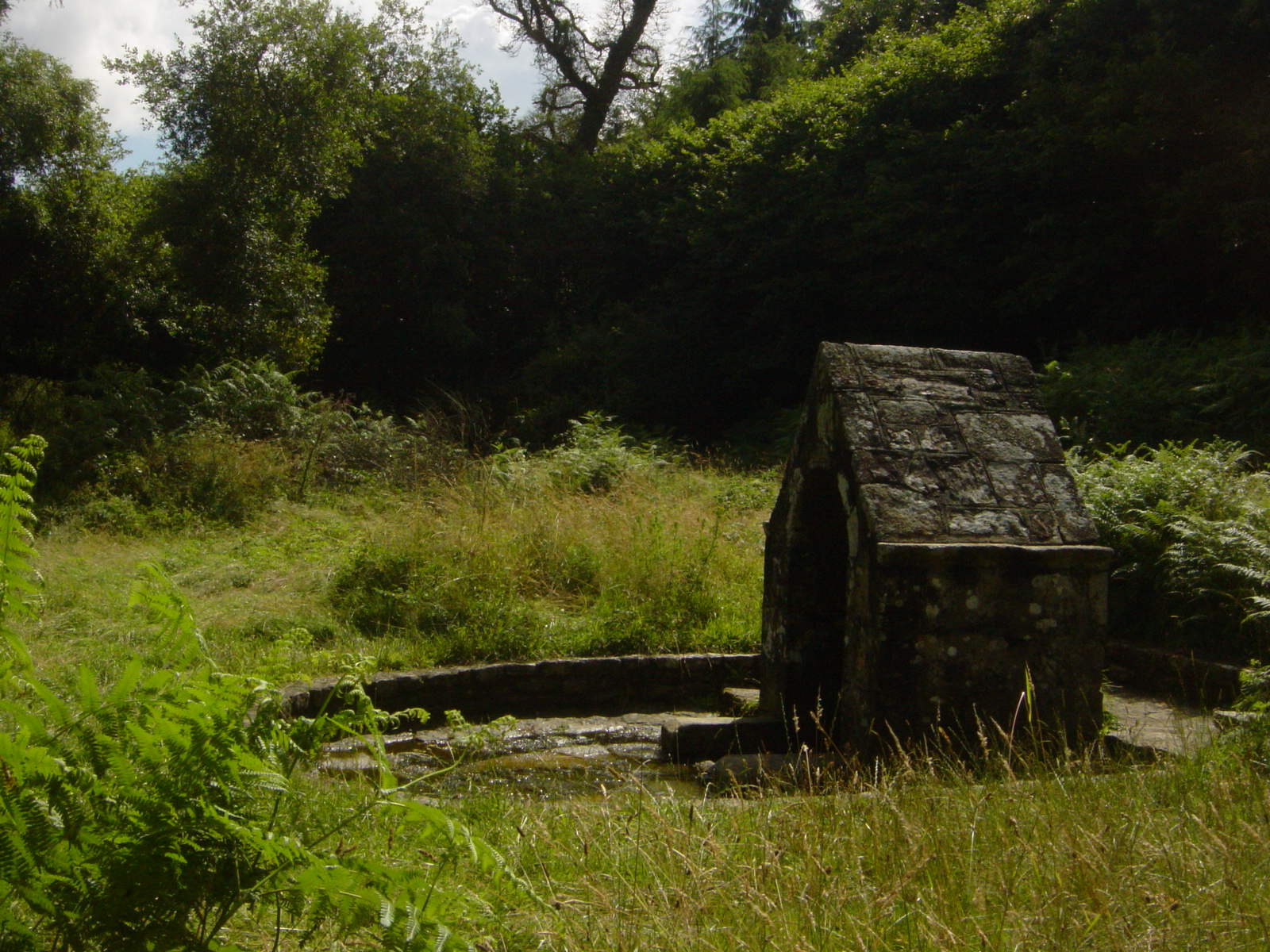
Fontaine de la chapelle Saint-Urlo (juillet 2014).

Languidic est la seule commune qui dépend de la paroisse du même nom. Elle fait partie du doyenné d’Hennebont, au sein du diocèse de Vannes, suffragant de l’archidiocèse de Rennes, Dol et Saint-Malo. Mgr Raymond Centène est l'évêque de ce diocèse depuis 2005.
En 2015, la paroisse dispose d'un lieu de culte à Languidic, l'église Saint-Pierre, où le culte catholique est célébré en alternance avec d'autres églises du doyenné. Des célébrations ont lieu chaque semaine à l'EHPAD du Marégo et, selon les occasions, à la chapelle Notre-Dame-des-Fleurs. Cette dernière sert également de lieu de culte orthodoxe une fois par mois.
Les pardons des chapelles sont des manifestations très suivies dans la paroisse. Le plus réputé reste celui de Saint-Urlo lors duquel une infirme a été guérie par les eaux de la fontaine, en 1923. En août 2015, le Tro Breiz, célèbre pèlerinage breton, est passé par la commune.

## Économie

### Revenus et fiscalité
En 2011, le revenu fiscal médian par ménage était de 30 583 €, ce qui plaçait Languidic au 14 781e rang parmi les 31 886 communes de plus de 49 ménages en métropole.
Cette même année, 44,3 % des foyers fiscaux n’étaient pas imposables.

### Emploi
Les deux tableaux ci-dessous présentent les chiffres-clés de l'emploi à Languidic et leur évolution, :
|                               | Languidic 2011 | Languidic 2006 |
| ----------------------------- | -------------- | -------------- |
| Population de 15 à 64 ans     | 4654           | 4481           |
| Actifs (en %)                 | 72,7           | 73,2           |
| dont :                        |                |                |
| Actifs ayant un emploi (en %) | 67,3           | 66,6           |
| Chômeurs (en %)               | 5,4            | 6,6            |

|                                      | Languidic 2011 | Languidic 2006 |
| ------------------------------------ | -------------- | -------------- |
| Nombre d'emplois dans la zone        | 2167           | 2261           |
| Indicateur de concentration d'emploi | 69,0           | 75,4           |

Durant ces cinq années, la population potentiellement active (habitants âgés de 15 à 64 ans) de Languidic a légèrement diminué alors que son taux d’emploi a augmenté ; le taux de chômage a également régressé. Le nombre d'emplois dans la zone a légèrement diminué contrairement à l'indicateur de concentration d'emploi qui a chuté.
En 2011, les actifs résidant à Languidic travaillent en très grande majorité dans une autre commune du département (70 %) ; 4 % des actifs travaillent hors du département, de la région voire de France. Ils sont 30 % à occuper un emploi dans leur commune de résidence. La présence du bassin d'emploi du pays de Lorient (en 2008, plus de 60 % travaillent dans les communes de Lorient Agglomération), et dans une moindre mesure celui du pays d’Auray et de Pontivy, draine une importante partie de la population active de Languidic.

### Tissu économique
Le tableau ci-dessous détaille les établissements actifs à Languidic par secteur d'activité au regard du nombre de salariés :
|                                                              | Total | %     | 0 salarié | 1 à 9 salariés | 10 à 19 salariés | 20 à 49 salariés | 50 salariés ou plus |
| ------------------------------------------------------------ | ----- | ----- | --------- | -------------- | ---------------- | ---------------- | ------------------- |
| Ensemble                                                     | 647   | 100,0 | 502       | 120            | 6                | 14               | 5                   |
| Agriculture, sylviculture et pêche                           | 185   | 28,6  | 164       | 21             | 0                | 0                | 0                   |
| Industrie                                                    | 41    | 6,3   | 20        | 15             | 1                | 2                | 3                   |
| Construction                                                 | 67    | 10,4  | 46        | 19             | 1                | 1                | 0                   |
| Commerce, transports, services divers                        | 290   | 44,8  | 227       | 55             | 1                | 6                | 1                   |
| dont commerce et réparation automobile                       | 56    | 8,7   | 38        | 14             | 0                | 4                | 0                   |
| Administration publique, enseignement, santé, action sociale | 64    | 9,9   | 13        | 10             | 3                | 5                | 1                   |
| Champ : ensemble des activités.                              |       |       |           |                |                  |                  |                     |

En 2013, trente-deux entreprises ont été créées à Languidic : quatre dans le domaine de l’industrie, une dans celui de la construction, dix-sept dans celui du commerce, des transports et des services divers et dix dans celui de l’administration publique, de l'enseignement, de la santé et de l'action sociale, dont dix-sept par des auto-entrepreneurs.

#### Agriculture
Le tableau ci-dessous présente les principales caractéristiques des exploitations agricoles de Languidic, observées sur une période de 22 ans :
|                                            | 1988   | 2000   | 2010   |
| ------------------------------------------ | ------ | ------ | ------ |
| Nombre d’exploitations                     | 454    | 228    | 123    |
| Équivalent Unité de travail annuel (UTA)   | 521    | 278    | 213    |
| Surface Agricole Utile (SAU) (ha)          | 6 034  | 5 999  | 5 302  |
| Cheptel (nombre de têtes)                  | 34 095 | 26 716 | 20 740 |
| Terres labourables (ha)                    | 4 710  | 5 377  | 4 767  |
| Superficie moyenne d’une exploitation (ha) | 13,3   | 26,3   | 43,1   |

Malgré la constante diminution du nombre de ses exploitations, Languidic demeure une commune très agricole en termes d’activités — 1re commune agricole de Lorient Agglomération — et d’espace — sur plus de 13 000 ha, 6 000 sont consacrés à l’agriculture soit près de 50 % du territoire. Le cheptel tend à diminuer mais reste important ; en 2010, la production animale représente près de 79 % des exploitations. L’élevage de volailles en chair, bien qu’en constant recul, domine (37 %) puis vient la production de lait (34 %) et l’élevage de porcs (10 %). La majorité des productions végétales est directement consommée par les animaux des élevages de la commune.

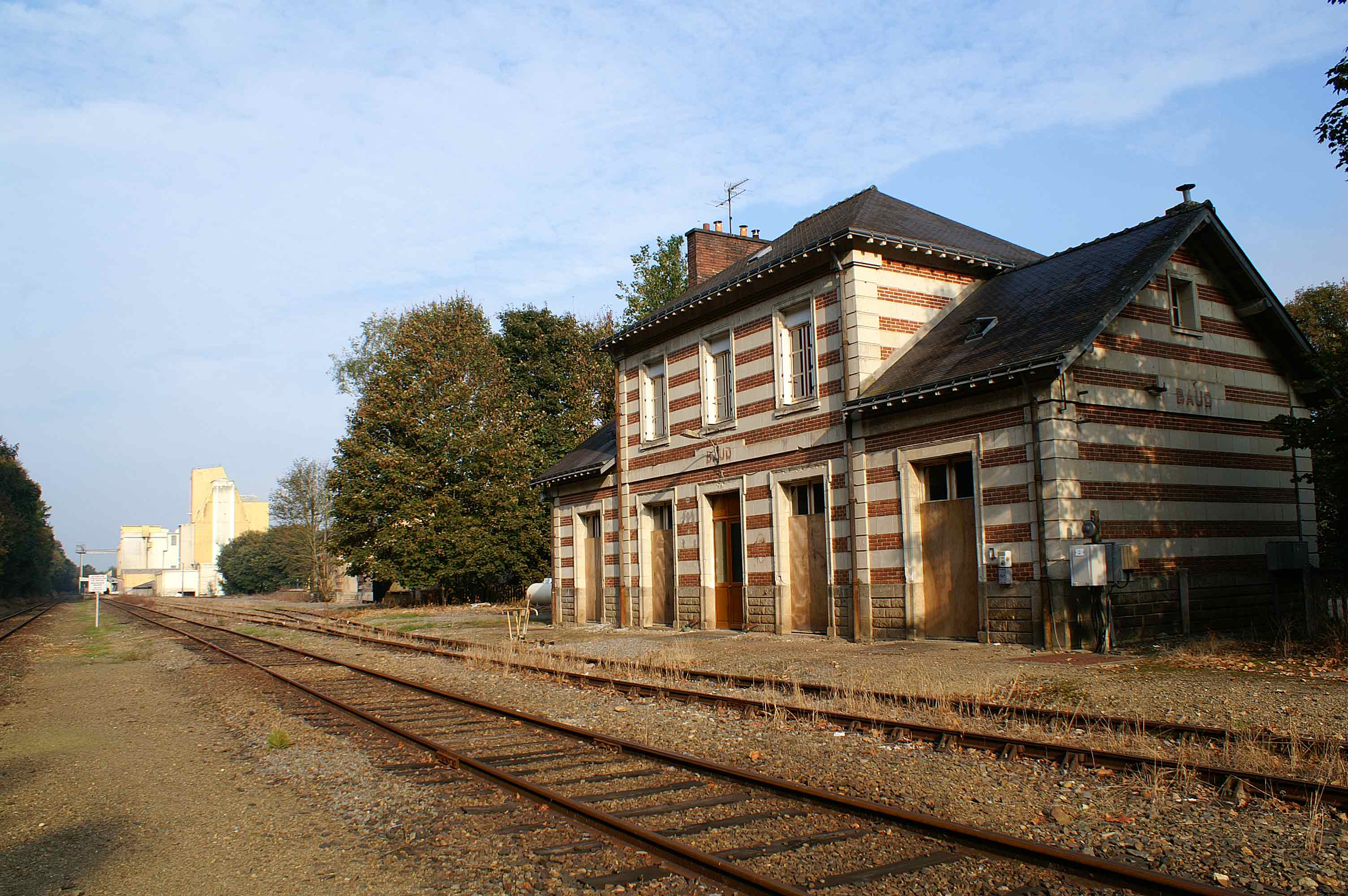
L'usine Nutréa (au fond) vue de la gare de Baud.

Originaire de Languidic, le groupe coopératif agricole UKL-Arrée a installé un de ses établissements sur la commune ainsi qu’un magasin.

#### Artisanat et industrie
Languidic regroupe surtout des petites industries, essentiellement implantées sur les six zones d’activités de la commune. Trois des cinq plus grosses entreprises — Socalys, Nutréa et Primex, toutes spécialisées en agroalimentaire — sont installées sur la zone d’activités de la gare de Baud et du moulin du Baudry (d'une superficie de 40 ha). Les deux autres sont situées sur la zone industrielle La Poterie, il s'agit de la Morbihannaise des fermetures et Bretagne Cérémique Industrie. La zone de Lanveur, d'une trentaine d'hectares, reste néanmoins la zone la plus attractive en raison de sa proximité avec le bourg et la RN 24.
Déclarée d’intérêt communautaire, la zone du Refol, d’une superficie de 42 ha, sera prochainement aménagée au sud de Kergonan par Lorient Agglomération.

#### Commerces et services
L'offre communale de commerces et services en 2014 est riche et variée. Sur les 60 établissements, deux tiers dispose d’une vocation de proximité. Les habitants disposent d’une supérette et d’un supermarché, divers commerces de bouche. Dans le domaine des services, on peut citer salons de coiffure, fleuriste, banques, agence immobilière, tabac-presse, imprimerie, laverie, etc. Un marché, tourné vers les produits locaux, se tient tous les vendredis au bourg.
En 2014, 104 assistantes maternelles sont agréées sur le territoire de Languidic-Brandérion et peuvent accueillir 230 enfants ; une micro-crèche est également ouverte pour 12 enfants.

#### Tourisme

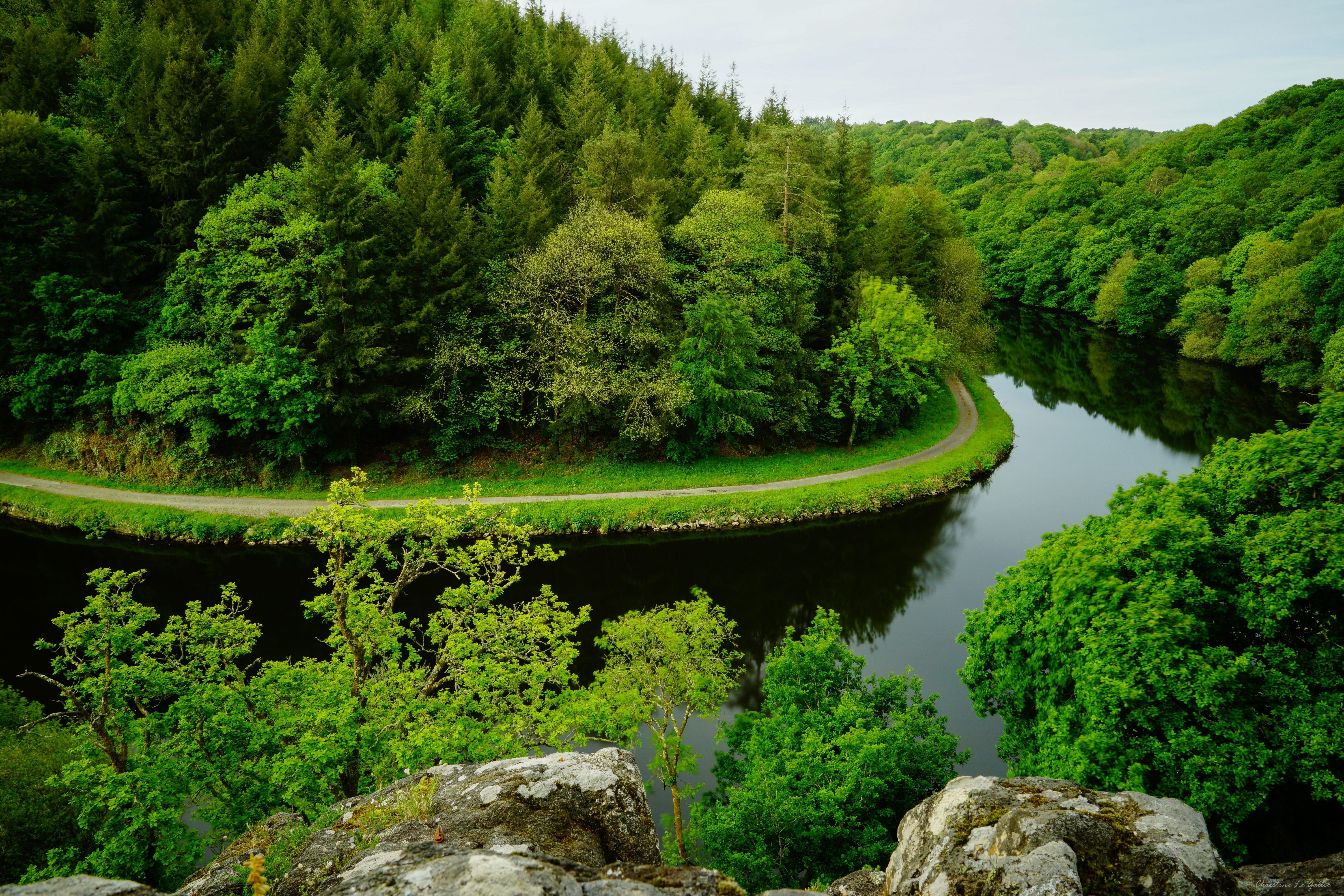
La vallée du Blavet, avec vue sur le chemin de halage (mai 2016).

Au 1er janvier 2015, la commune de Languidic ne disposait pas d'hôtel. Depuis 2009, la commune est propriétaire d'un camping de 32 emplacements, quatre gîtes et d'une aire d'accueil pour camping-cars. En plus de cette structure, l'hébergement touristique regroupe, en 2015, 27 établissements chambres d'hôtes et Gîtes de France, ainsi que deux établissements d'hébergement de groupe dont un de type insolite,.
Jusqu'au 31 décembre 2014, une antenne de l'office du tourisme était installée sur la commune ; elle est aujourd'hui remplacée par une borne numérique en mairie,.
Au départ de Pont Augan, une péniche propose, d'avril à septembre, des croisières pour découvrir l'environnement et le patrimoine fluvial du Blavet. Aussi, quatre circuits-découvertes ont été aménagés pour appréhender le patrimoine naturel de la commune, soit au total 29 km de sentier pédestre, en plus des 18 km de chemin de halage.

## Culture locale et patrimoine

### Lieux et monuments
La commune compte trois monuments répertoriés à l'inventaire des monuments historiques et 64 lieux et monuments répertoriés à l'inventaire général du patrimoine culturel. Par ailleurs, elle compte 15 objets répertoriés à l'inventaire des monuments historiques.

#### Vestiges protohistoriques et antiques
Les alignements mégalithiques et tumulus du « Grand Resto » ou de « Lann-Venet » (époque néolithique), encore appelés menhirs de « Kersolan » ou « soldats de Saint Cornély », sont composés de trois alignements de menhirs. Ce site est classé à l'inventaire des monuments historiques depuis le 29 septembre 1967.
Plusieurs dolmens, allées couvertes et menhirs isolés,, ainsi que des stèles gauloises et lec'hs se situent sur la commune.
Voir aussi la section Histoire

#### Patrimoine religieux
Sur les plans de l’architecte Maignen, l’église Saint-Pierre a été construite entre 1876 et 1879 et remplace deux édifices plus anciens. Le premier est érigé vers 1329, à peu près au même emplacement. Le second est édifié au XVe siècle, peut-être en 1453, ou en 1433. Cette date est inscrite, en lettres gothiques, sur l’une des poutres et à l’extérieur du bâtiment. Celui-ci est alors entouré d’un petit cimetière, d’une surface de 1 750 m2. L'église a été construite a différentes époques, c'est pourquoi on trouvait à l'intérieur des chapiteaux romans alors que l'ensemble était de style ogival,. Aujourd'hui, l'église abrite l'une des rares cloches de la région antérieures à la Révolution. « Kolas » (ou Nicolas) date en effet de 1783 et n'a pas été fondue car elle servait pour les sonneries civiles. Le calice en argent et le ciboire en étain, respectivement des XVIIe et XVIIIe siècles, sont classés au titre « objet » de l'inventaire des monuments historiques,. En 1933, un calvaire est construit sur la place Général-de-Gaulle.

Église Saint-Pierre
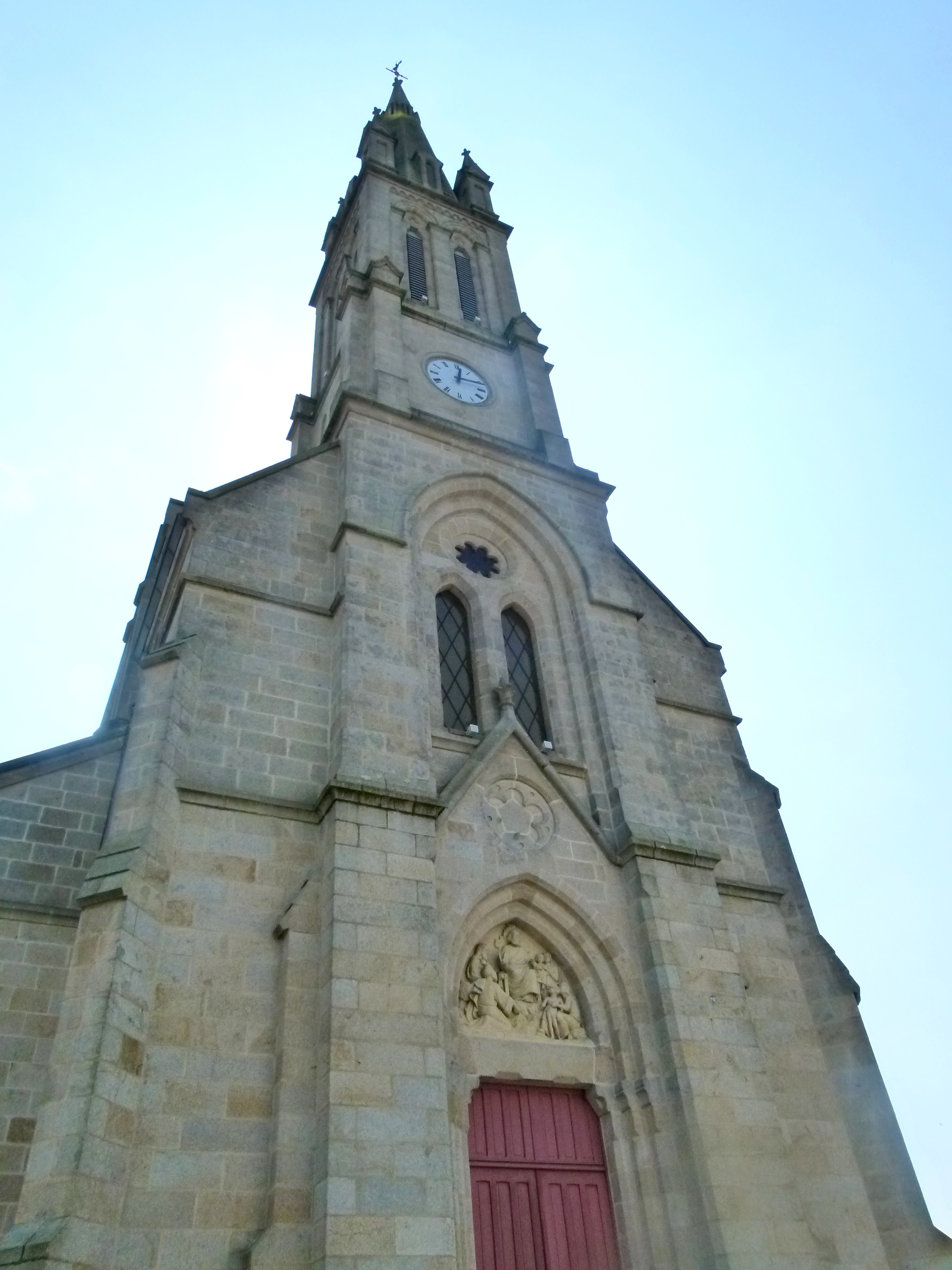
Clocher.
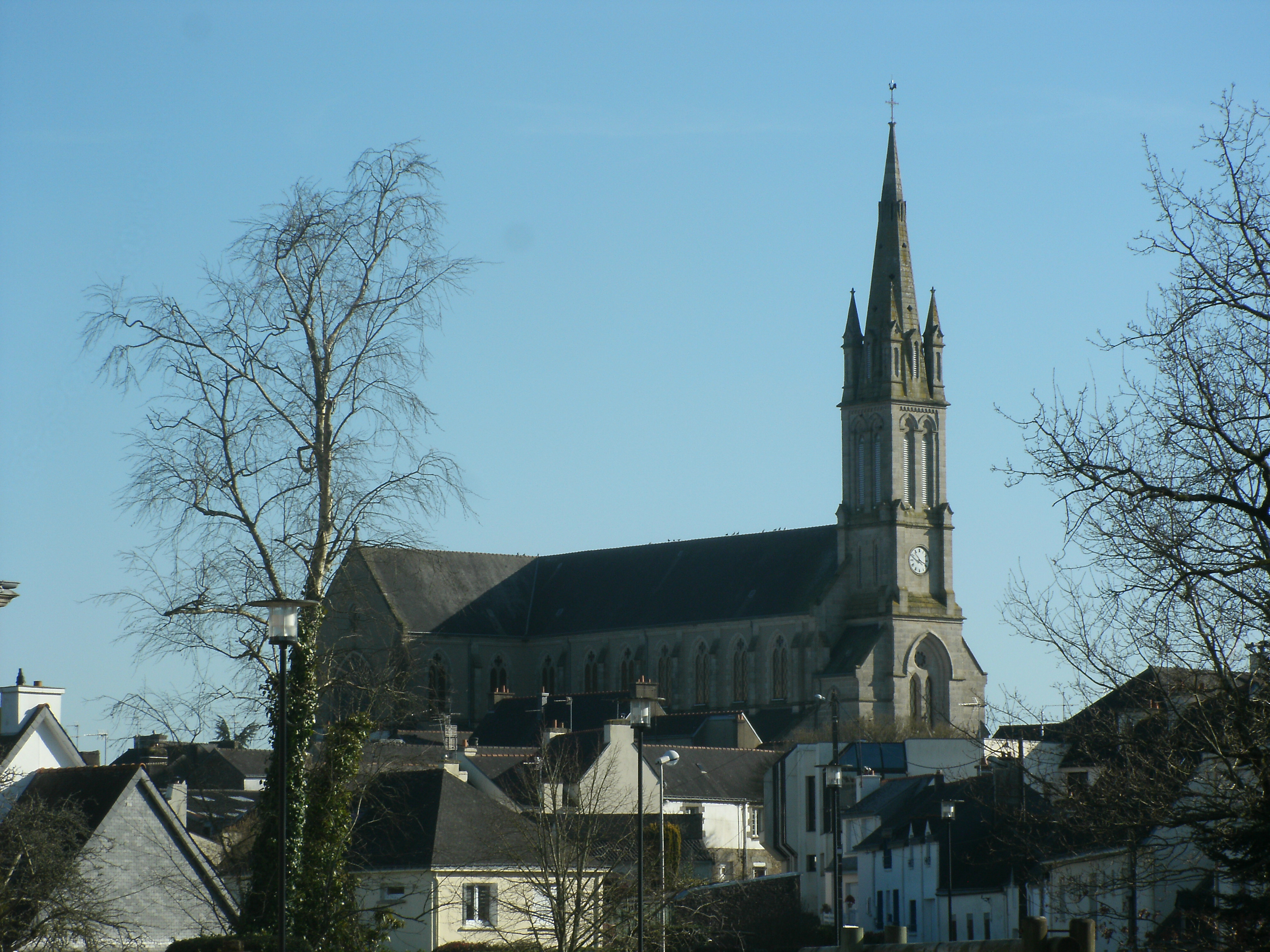
Vue extérieure générale depuis l'impasse du cimetière.
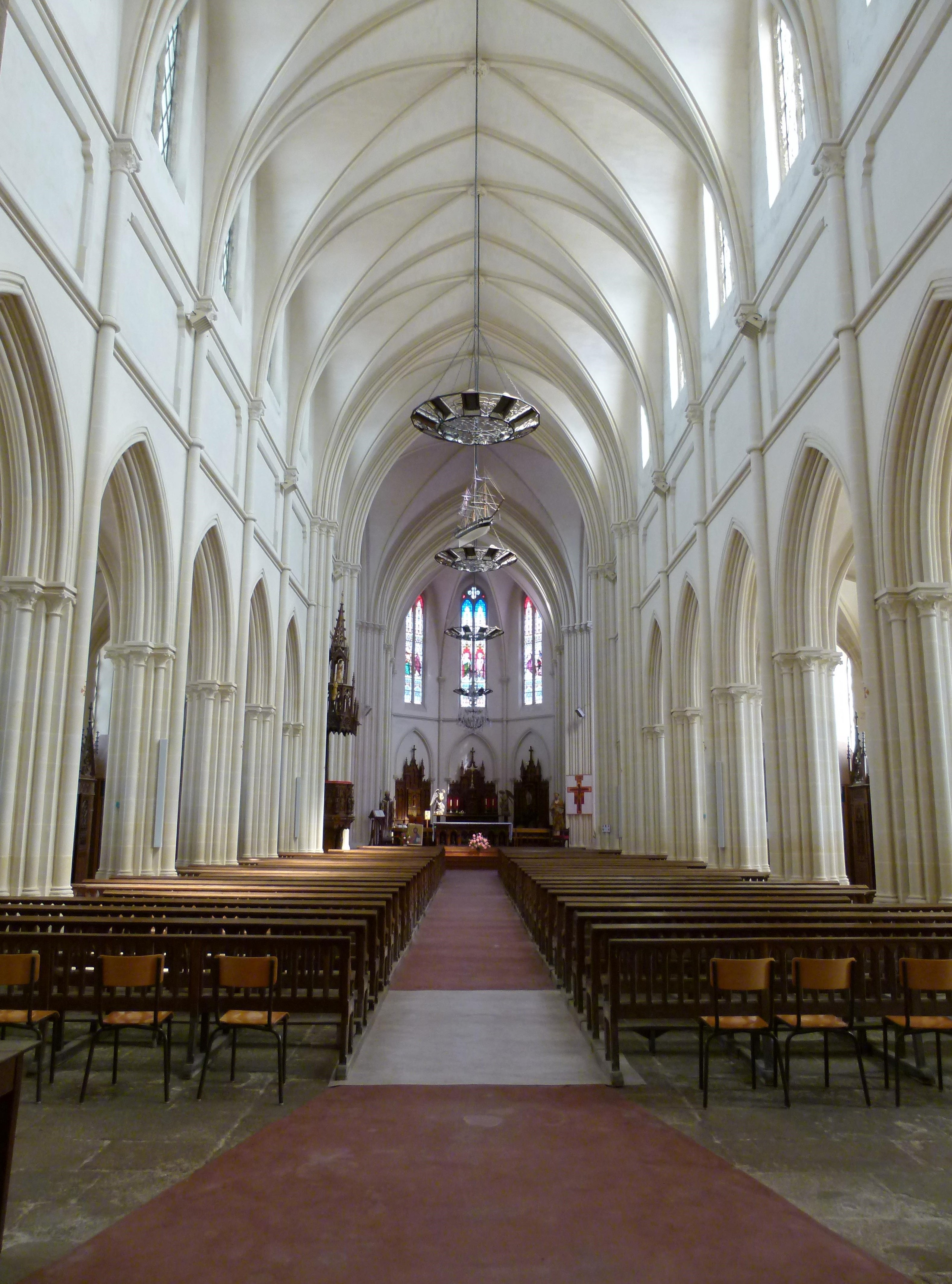
Vue intérieure générale.
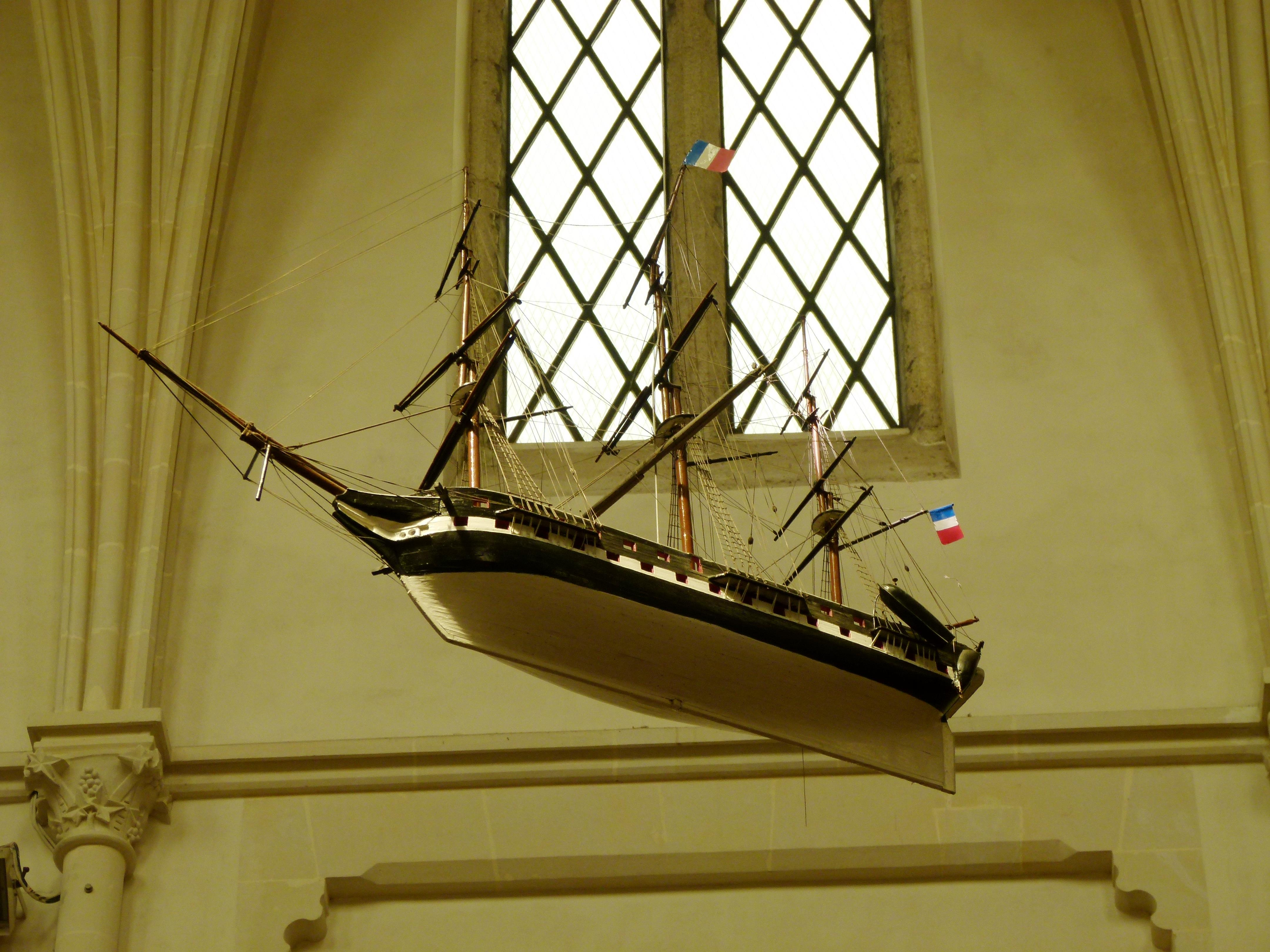
La Reine des Cieux, ex-voto.

Au bourg, la chapelle Notre-Dame-des-Fleurs, de style gothique flamboyant, est construite au XVe siècle (commencée en 1451 puis restaurée aux XVIIIe et XIXe siècles),. Elle est classée à l'inventaire des monuments historiques depuis le 29 août 1922. Un calvaire, datant du XVIIe siècle, se dresse à l'entrée.

La chapelle Saint-Jacques (XVIIe et XVIIIe siècles), au cœur du hameau de Kergohanne, remplace une construction plus ancienne. Les dimensions de l'édifice sont exactement connues grâce à un devis de 1901 : 

« 17 m de longueur sur 7,05 m de largeur et 3,70 m de hauteur du seuil de la porte au bord du toit. Les murs auront 52 cm d'épaisseur dans trois faces et 0,70 m dans le pignon du clocher ; ils seront bâtis en mortier de chaux et sable et crépis à l'intérieur et à l'extérieur. »

Étape du pèlerinage de Saint-Jacques-de-Compostelle,, la chapelle abrite la statue en bois polychrome de saint Isidore, datant du XIXe siècle et classée à l'inventaire des monuments historiques. Un calvaire de 1745 accueille les visiteurs à l'entrée tandis que la fontaine à dévotion se trouve non loin, aménagée près d'un grand bassin, sans doute un lavoir. Sous l'Ancien Régime, un cimetière était attaché à la chapelle.
La chapelle Saint-Luc, à Kergonan, date des années 1970. Elle a dû être reconstruite après la démolition du précédent édifice, frappé d'alignement lors des travaux de la RN 24,.
Plus petite chapelle de la commune, la chapelle Notre-Dame-de-Becquerel et Saint-Maur (XVIe et XVIIe siècles) se distingue par ses éléments extérieurs sculptés. Située au hameau de Kernec, elle est entourée d'une zone herbeuse et d'une haie, vestige d'un ancien enclos. Le bâtiment héberge trois statues en bois polychrome représentant saint Michel terrassant le dragon (datant du XVIe siècle et classée à l'inventaire des monuments historiques en 1983), Notre-Dame-de-Becquerel et un Christ en croix (toutes les deux du XVIIe siècle). Les vitraux datent de 1879.
La fontaine à dévotion, abandonnée dans un bois, est réputée pour guérir les maux de bouche.
Seul vestige de la première chapelle Notre-Dame-du-Bon-Secours (1806), le clocher est abattu en 1956. L'édifice est reconstruit entre 1978 et 1982, après 2 290 heures de travail. La fontaine se trouve en bordure de la route de Pluvigner.
La chapelle Notre-Dame-des-Grâces, au hameau de Lambézégan, est probablement construite au XVIIe siècle : l'inscription « Philippe Pror 1642 » est visible sur une pierre d'angle tandis que la date 1689 est écrite sur le linteau de la porte. C'est une énorme pierre arrondie, retrouvée à Lann Menhir, qui sert d'autel.
La chapelle Saint-Trémeur (1897), au hameau de Penhoët, est également dédiée à saint Cornély et saint Georges. C'est le troisième édifice construit sur le site. Celui-là abrite la statue en bois polychrome représentant saint Georges terrassant le dragon (datant du XVIe siècle et classée à l'inventaire des monuments historiques en 1981). En contrebas, se trouve une fontaine sur laquelle sont sculptés les trois saints. Le calvaire date du XIXe siècle.
La chapelle Saint-Donatien (XVIe siècle, reconstruite en XVIIIe siècle), au hameau du même nom, est remarquable pour son décor de crosses et crossettes animalières. La fontaine, de 1778, a été déplacée car elle se situait dans un terrain marécageux. À l'entrée, un if, trois fois centenaire, accueille les fidèles. La chapelle héberge une statue en bois polychrome Ecce homo (datant du XVIIe siècle et classée MH).
Édifiée au départ à proximité de la fontaine, en terrain marécageux, la chapelle Saint-Étienne (XVIIe siècle), au hameau du même nom, a été déplacée sur le site actuel. Une partie des pierres ont été réutilisées pour la reconstruction. Elle héberge deux statues en bois polychrome datées du XVIIe siècle et classées à l'inventaire des monuments historiques dont celle de saint Étienne.
La chapelle Saint-Jean, au hameau du même nom, est citée dès 1160 dans une charte de Conan IV de Bretagne. Il s'agit peut-être d'une aumônerie des chevaliers de Saint-Jean-de-Jérusalem.
L'actuel édifice date du XVIIe siècle comme le prouve l'inscription sur la poutre « O Guiomarch charpentier 1643 »,. Trois objets anciens en bois polychromes sont classés MH. Sous l'Ancien Régime, un cimetière était attaché à la chapelle.
Bien qu'elle ait été reconstruite au XVIIIe siècle, plusieurs éléments de la chapelle Saint-Nicolas peuvent dater du Moyen Âge. Son originalité réside dans le décor de ses portes à pilastres et son ornementation de crosses. Une stèle est située à l'entrée ; selon la légende, le Diable, attaché à la pierre, y aurait laissé la marque de ses chaînes. Sa fontaine à dévotion remonterait au XVIIe siècle.
Plus grande chapelle de la paroisse, la chapelle Saint-Abibon (XVe et XVIIe siècles), au centre du village de Tréauray, était autrefois dédiée à Notre-Dame-de-la-Joie. Le vitrail dit de la Crucifixion, datant de 1588, et six statues anciennes, sont classés à l'inventaire des monuments historiques. Le corps de Pierre de Lantivy, sieur de Villeneuve, est inhumé devant le chœur.
La chapelle Saint-Urlo (XVIIe siècle, reconstruite au XXe siècle), appelé aussi Saint-Maur, appartient au diocèse,. L'édifice héberge de nombreux objets classés à l'inventaire des monuments historiques : un retable lambris représentant des paysages de dévotion et un ange ainsi que trois statues en bois polychrome représentant saint Urlo, saint Isidore et sainte Anne enceinte (tous quatre datant du XVIIIe siècle - XIXe siècle),,,. Une fontaine à dévotion, réputée soigner la goutte et les rhumatismes, se situe en contrebas.
La chapelle Saint-Germain, au lieu-dit du même nom, tombe en ruines en 2015,.

Chapelles
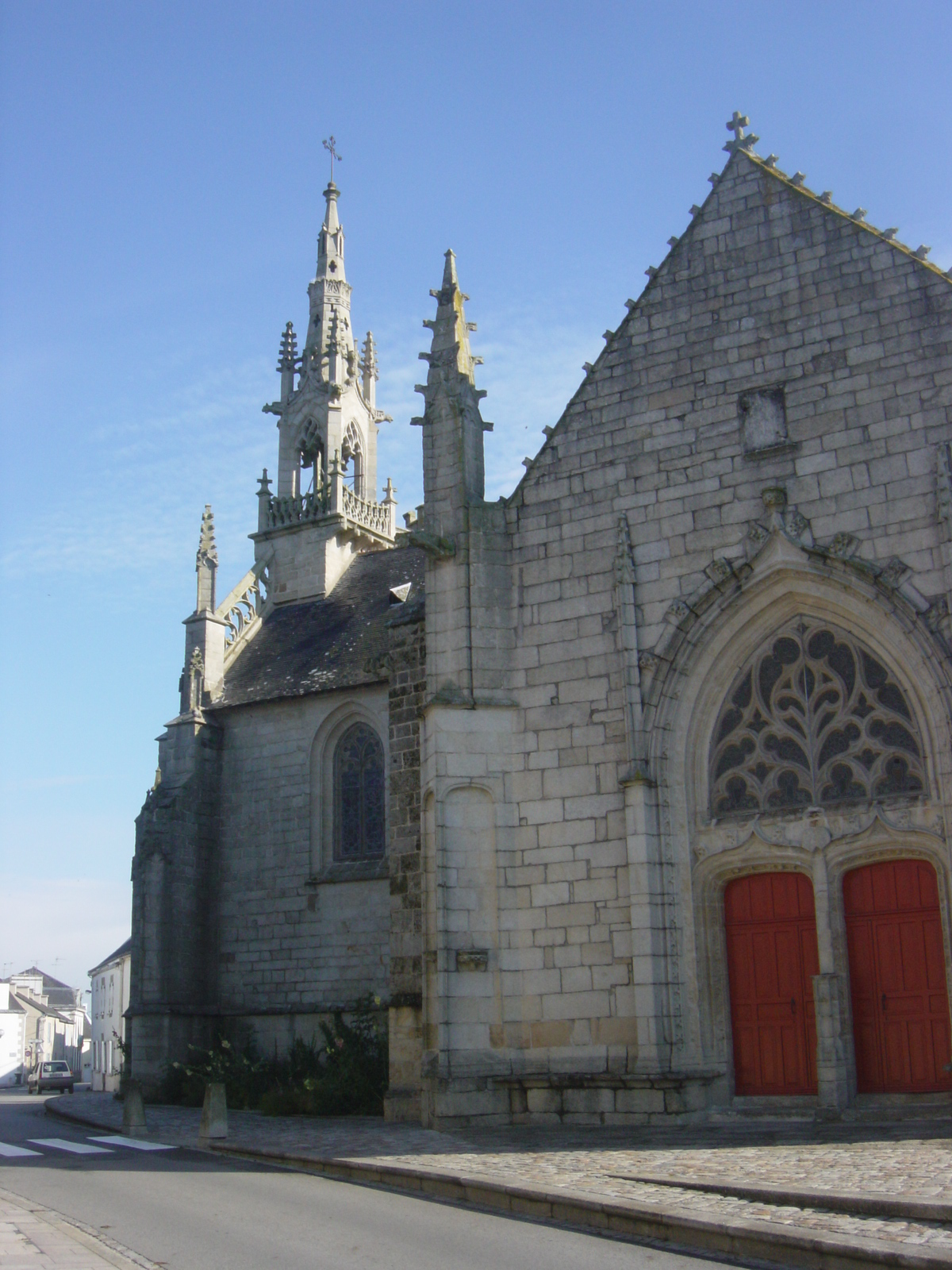
Chapelle Notre-Dame-des-Fleurs.
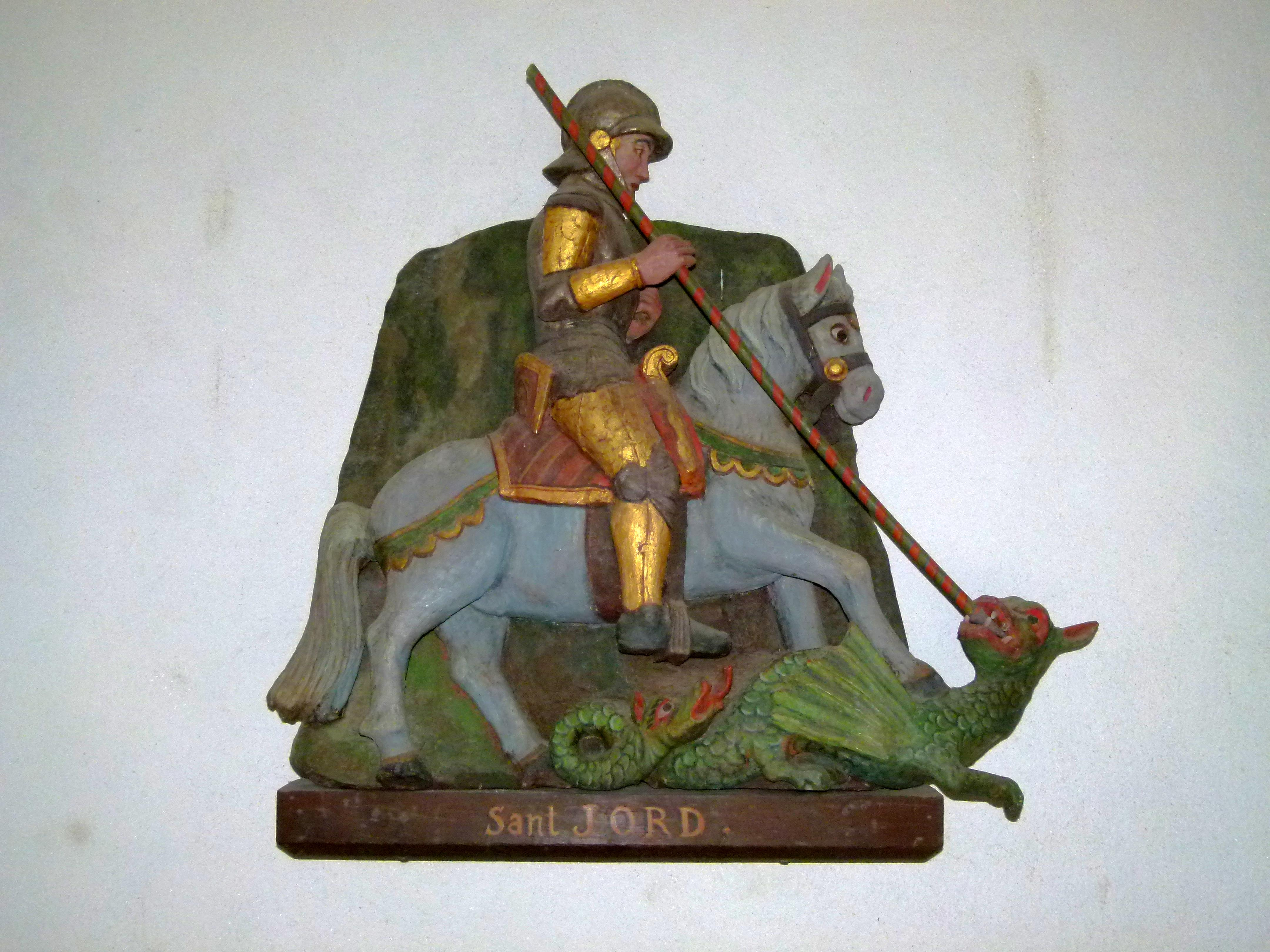
Statue de saint Georges terrassant le dragon, à la chapelle de Penhoët.
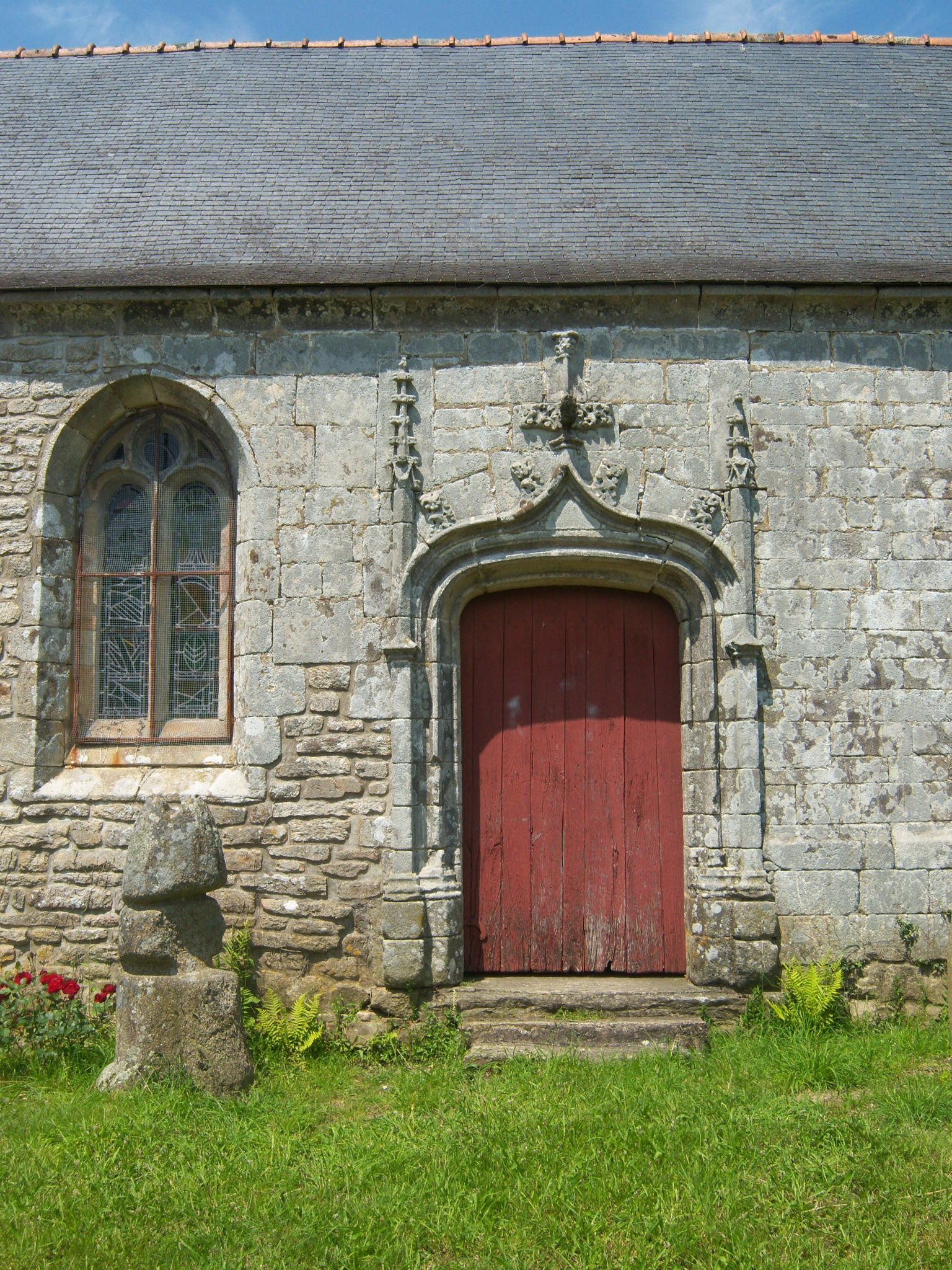
Entrée de la chapelle Saint-Nicolas (la stèle du diable à gauche).
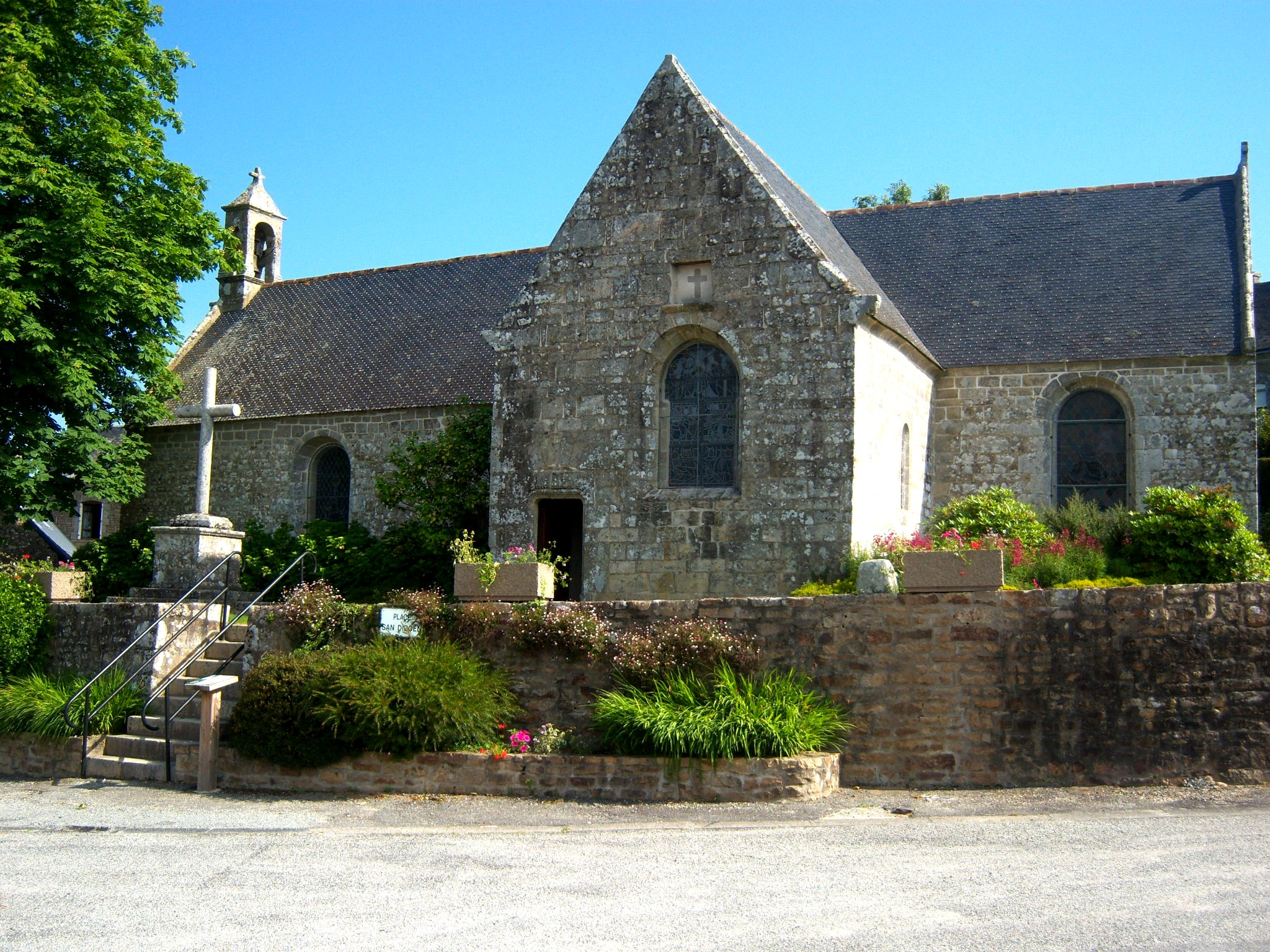
Chapelle Saint-Abibon.
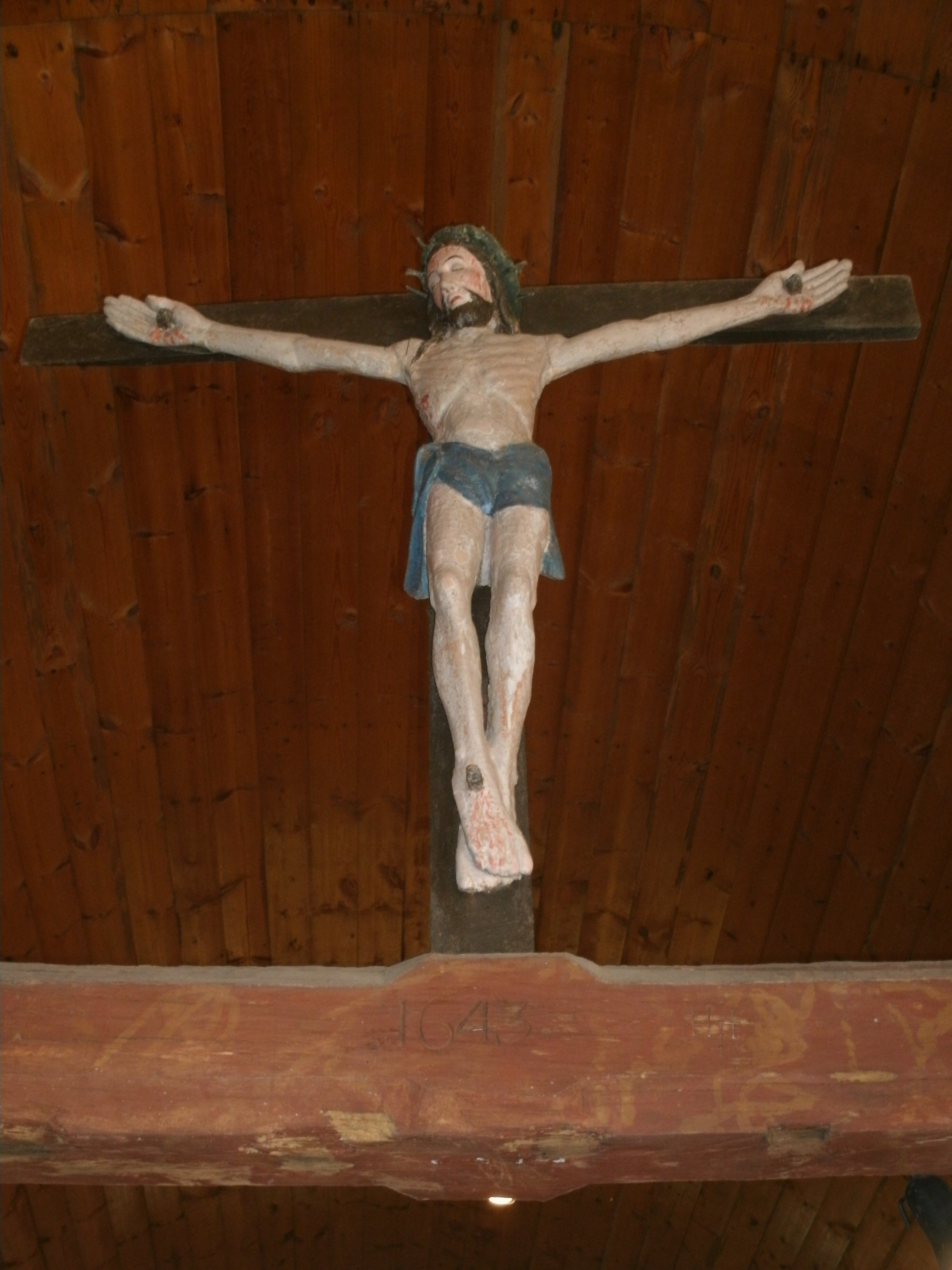
Statue du Christ en croix à la chapelle Saint-Jean (la date « 1643 » est visible sur la poutre).
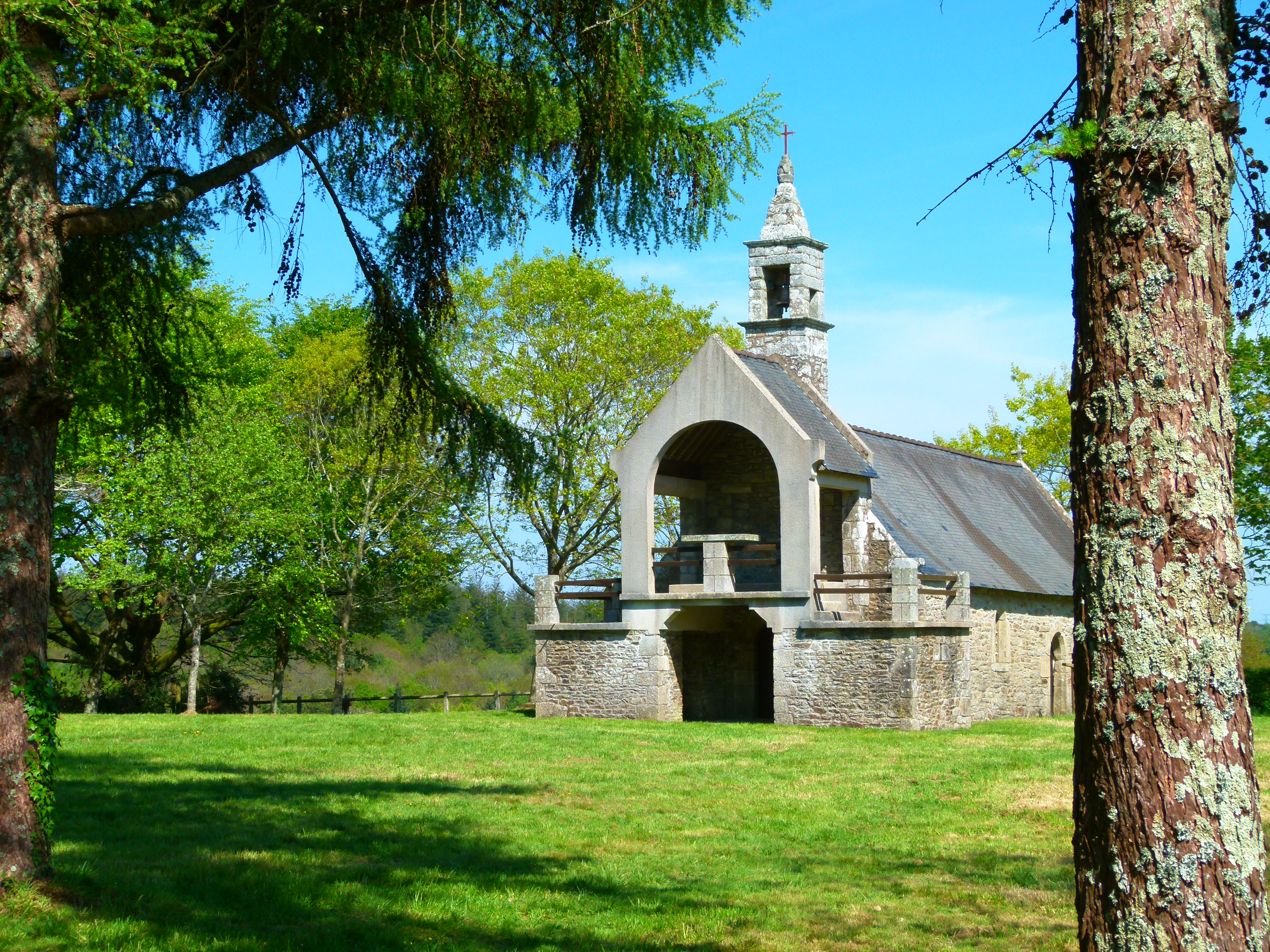
Chapelle Saint-Urlo.

Le presbytère actuel, construit vers 1731, a été maintes fois réparé. Le mur de clôture, qui entoure le bâtiment et l'ancien jardin, est toujours existant.
Plusieurs croix monumentales et croix de chemin en granite sont recensées sur le territoire communal.

#### Patrimoine civil
Les restes d'une motte castrale médiévale, située près de la fontaine de Kernec, furent originellement confondus avec un tumulus néolithique,.
Plusieurs châteaux subsistent, : 
- le château de Kerrous (XIXe siècle), il est inscrit à l'inventaire général du patrimoine culturel[204] ;
- le château du Quelennec (XVIIe siècle), il est inscrit à l'inventaire général du patrimoine culturel[205] ;
- le château de la Forest (XVIIe – XIXe siècles). Ce dernier a peut-être appartenu aux ducs de Bretagne ou seigneurs du Léon[XB 12],[LEI 1], il est inscrit à l'inventaire général du patrimoine culturel[206].

De nombreux manoirs, maisons à toit de chaume et fermes sont recensés dans l'inventaire général du patrimoine culturel :
- le manoir de Brambouët date du XVIIIe siècle, il est inscrit à l'inventaire général du patrimoine culturel[207] ;
- le manoir de Kergal Pasco date des XVIIe et XIXe siècles, il est inscrit à l'inventaire général du patrimoine culturel[208] ;
- le manoir de Kerlevenez date du XVIIIe siècle, il est inscrit à l'inventaire général du patrimoine culturel[209] ;
- le manoir de Keroffret date du XVIe siècle, il est inscrit à l'inventaire général du patrimoine culturel[210] ;
- le manoir de Keroman  est inscrit à l'inventaire général du patrimoine culturel[211] ;
- le manoir de Kervéno date du XVIIe siècle, il est inscrit à l'inventaire général du patrimoine culturel[212] ;
- le manoir de Keryvon date du XVIIe siècle, il est inscrit à l'inventaire général du patrimoine culturel[213].
- le manoir de la Vigne date des XVIIIe et XIXe siècles, il est inscrit à l'inventaire général du patrimoine culturel[214].
- au bourg, la façade d'une maison, datant du XVe siècle, est inscrite à l'inventaire des monuments historiques  depuis le 4 novembre 1927[215] ;

On note également une présence importante du petit patrimoine : fontaines, puits, lavoirs, fours à pain, etc.,.

Patrimoine civil
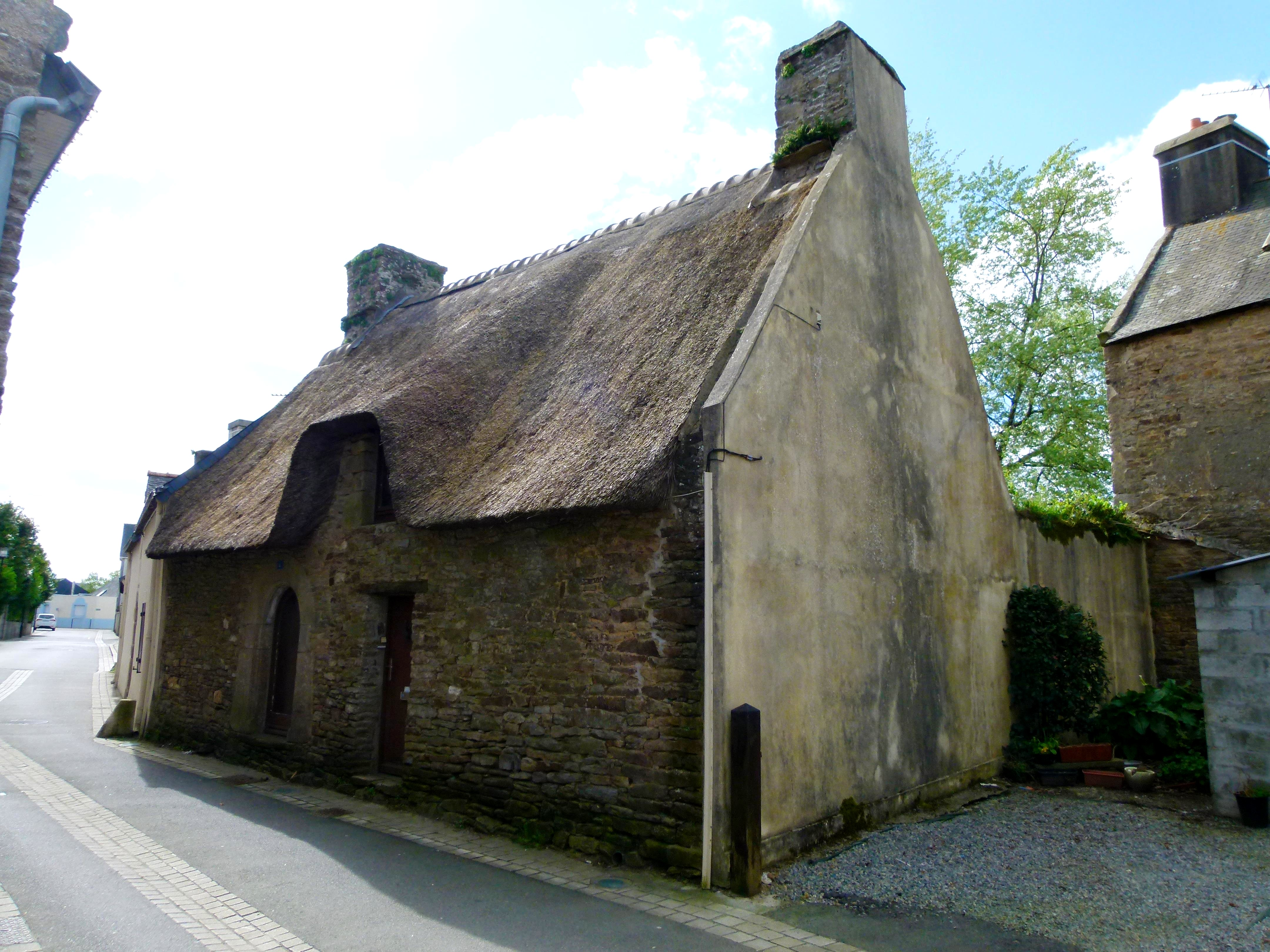
Chaumière, rue des Vierges.
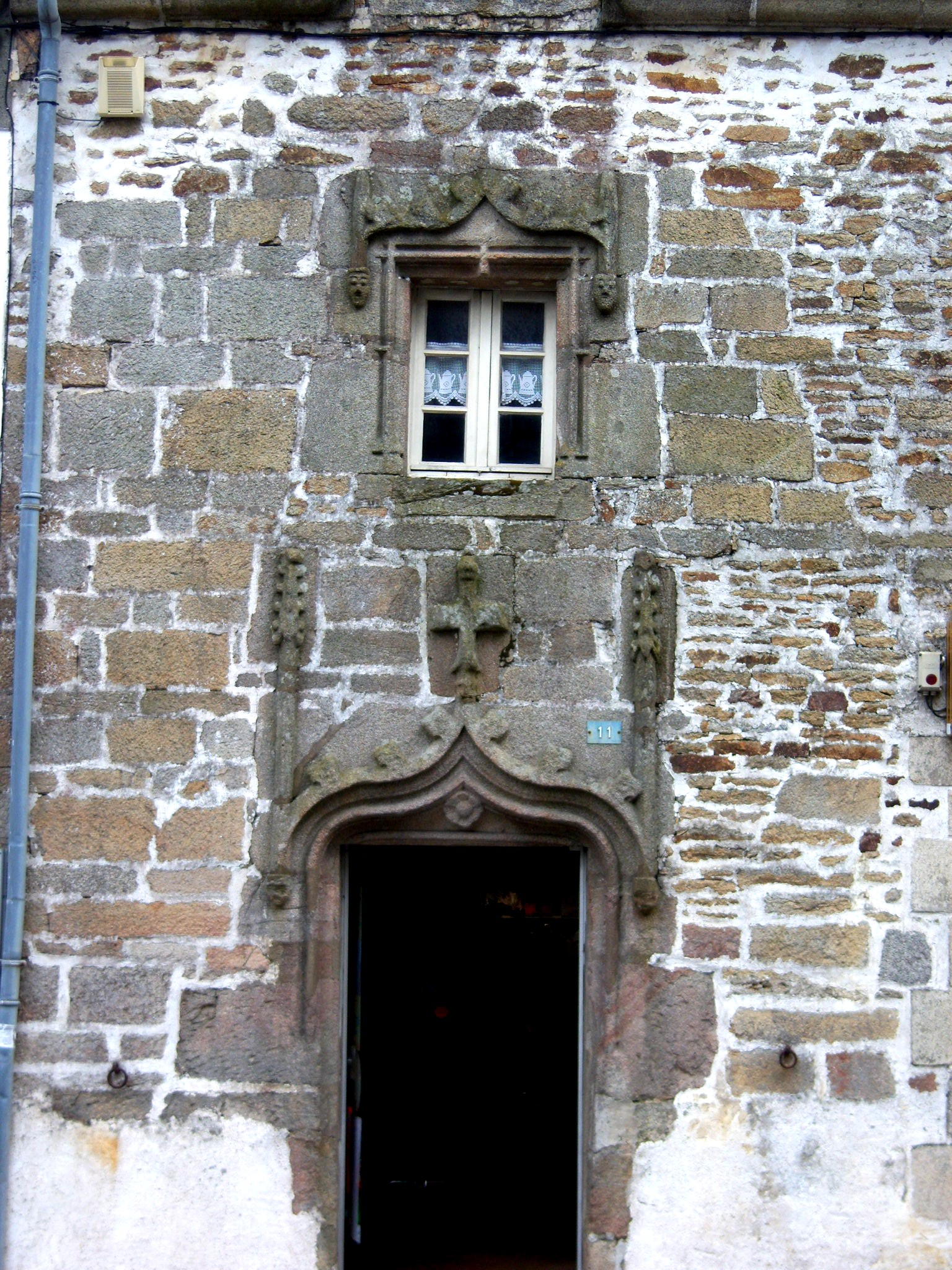
Façade inscrite MH sur la place Général-de-Gaulle.
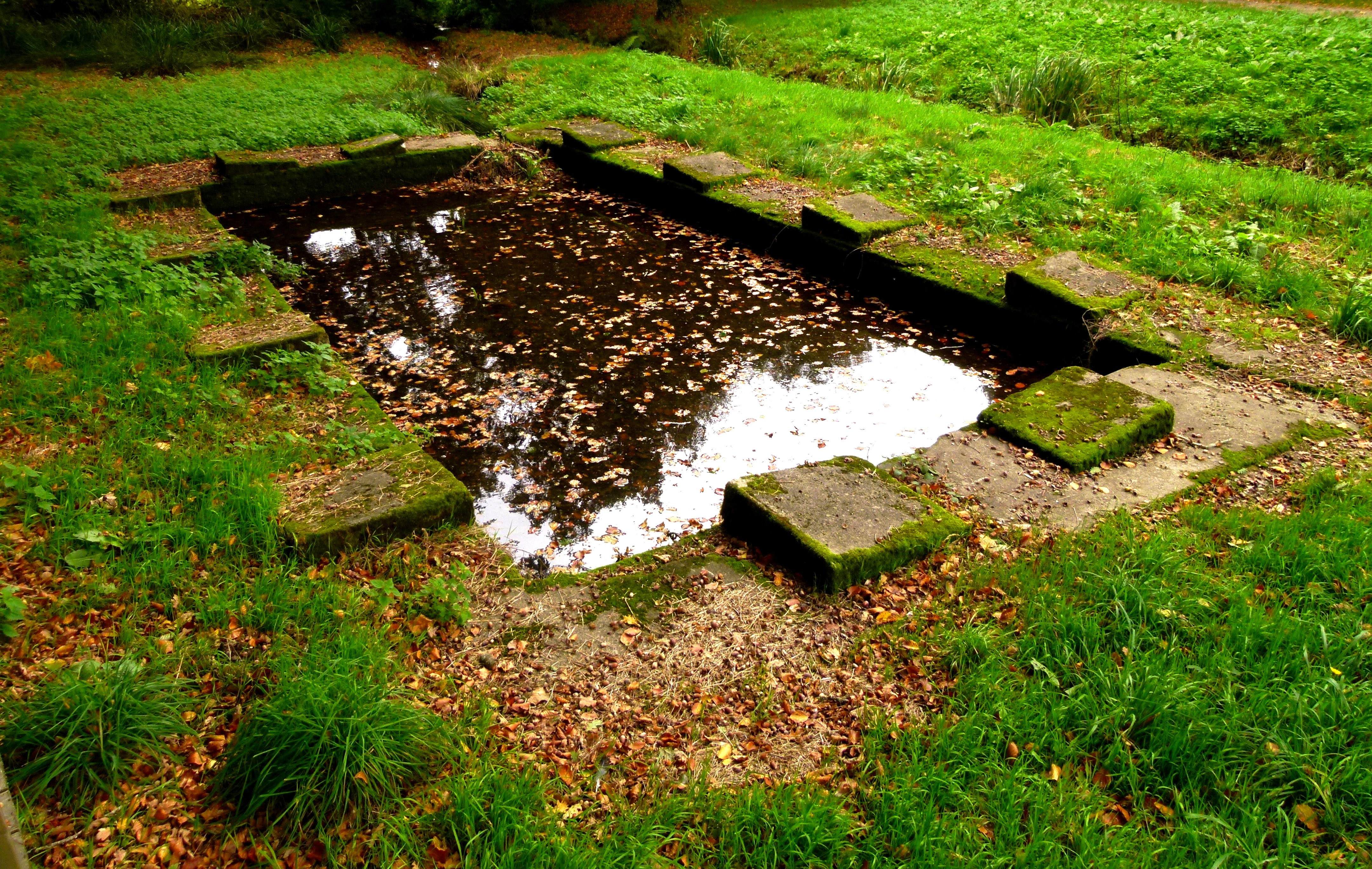
Lavoir du bois de Pont-Screign.

#### Mémorial
Le monument aux morts, à l'entrée du cimetière, est inauguré le 2 octobre 1921, deux ans après le vote du conseil municipal. Œuvre de Henri Gouzien, le monument, tout en pierre, représente une femme en costume breton, priant au pied d'une imposante tombe. Quelques vers de Théodore Botrel, présent à l'inauguration, se retrouvent à la droite du personnage :
LANGUIDIC, en ton cimetière,

Quelle est cette Ombre solitaire

Qui prie et que l'on entend pas ?

C'est la BRETAGNE, pauvre mère,

Que GOUZIEN tailla dans la pierre

Qui pleure la mort de ses gâs.
— Théodore Botrel
Deux stèles rendent hommage aux équipages des deux avions alliés tombés pendant la Seconde Guerre mondiale. Toutes deux ont été inaugurées le 23 octobre 2010, l'une se situe au lieu-dit Kerroch, l'autre à Kergurun.

Mémoriaux
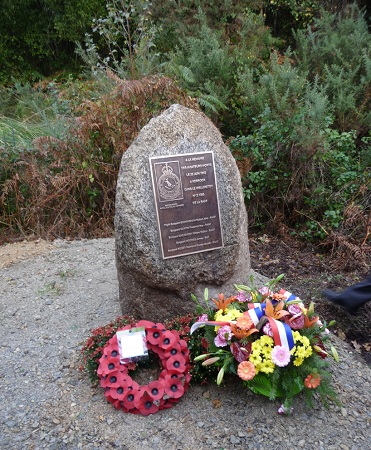
Stèle de Kerroch.
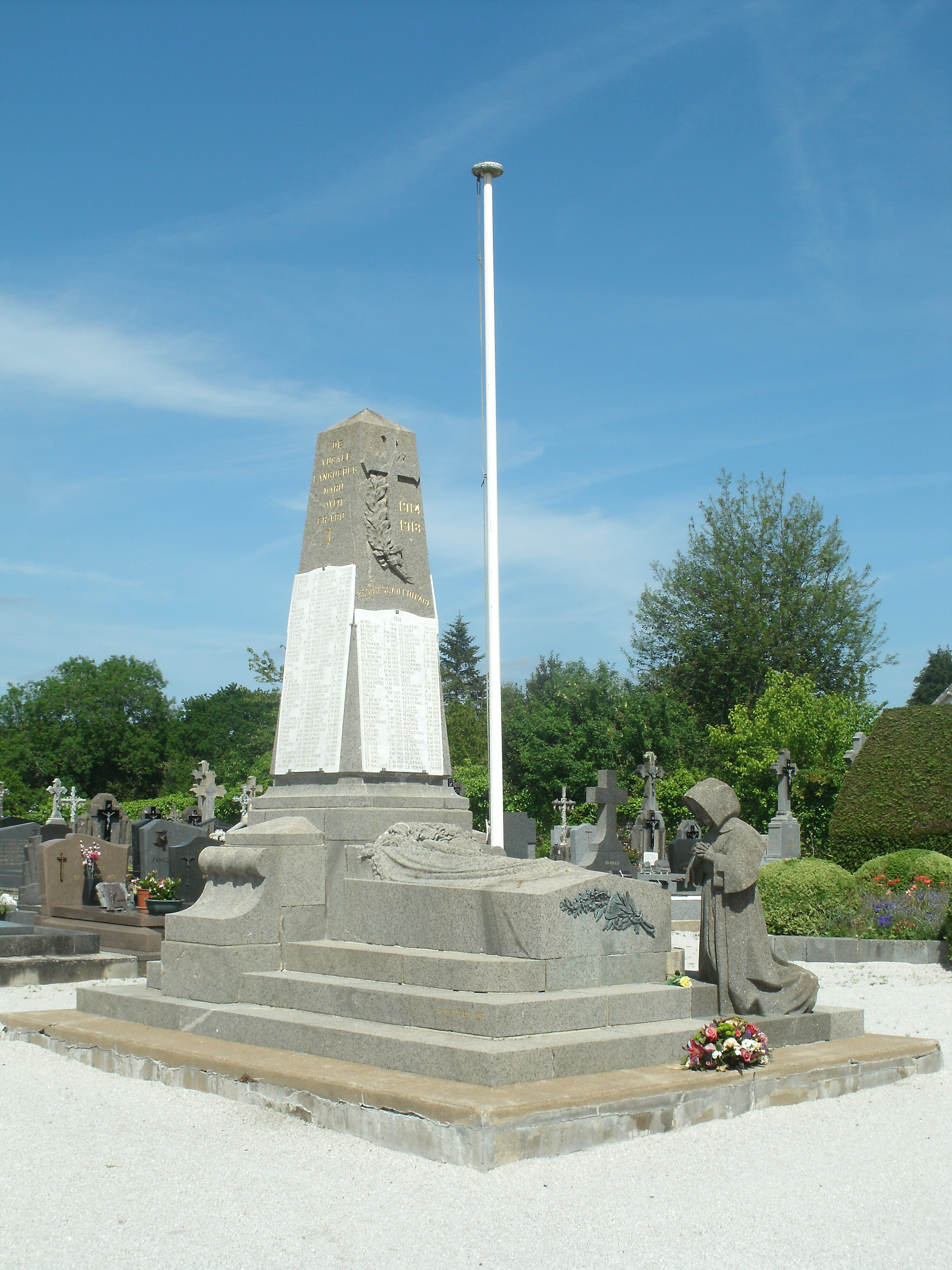
Monument aux morts.
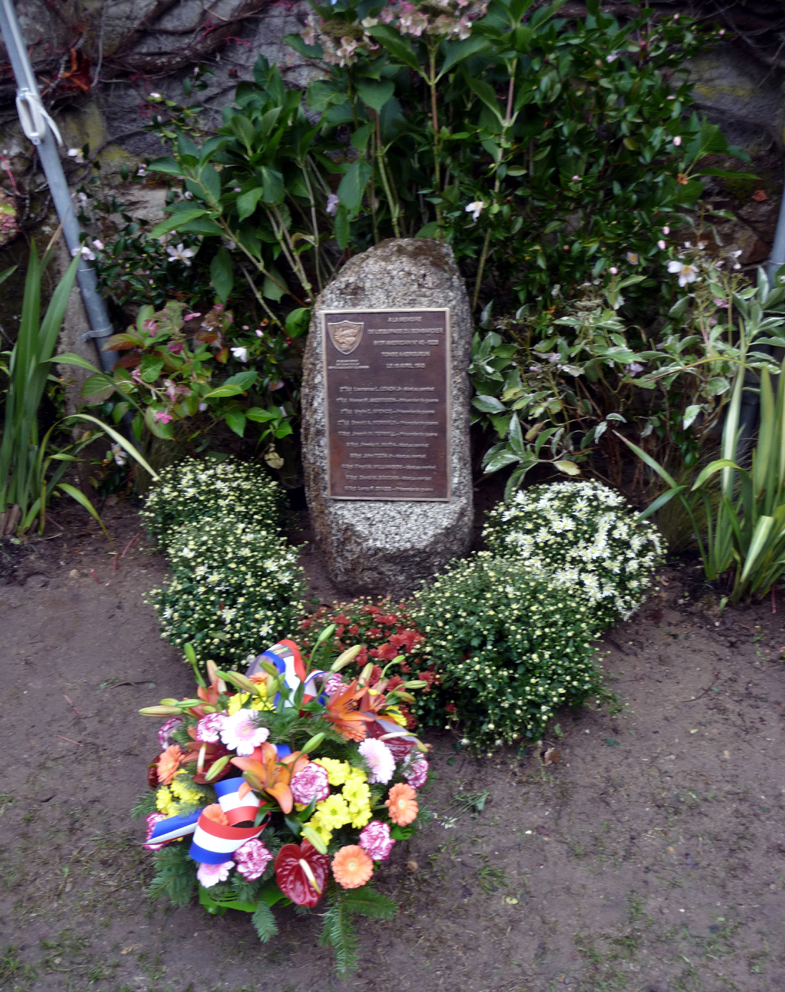
Stèle de Kergurun.

#### Curiosités

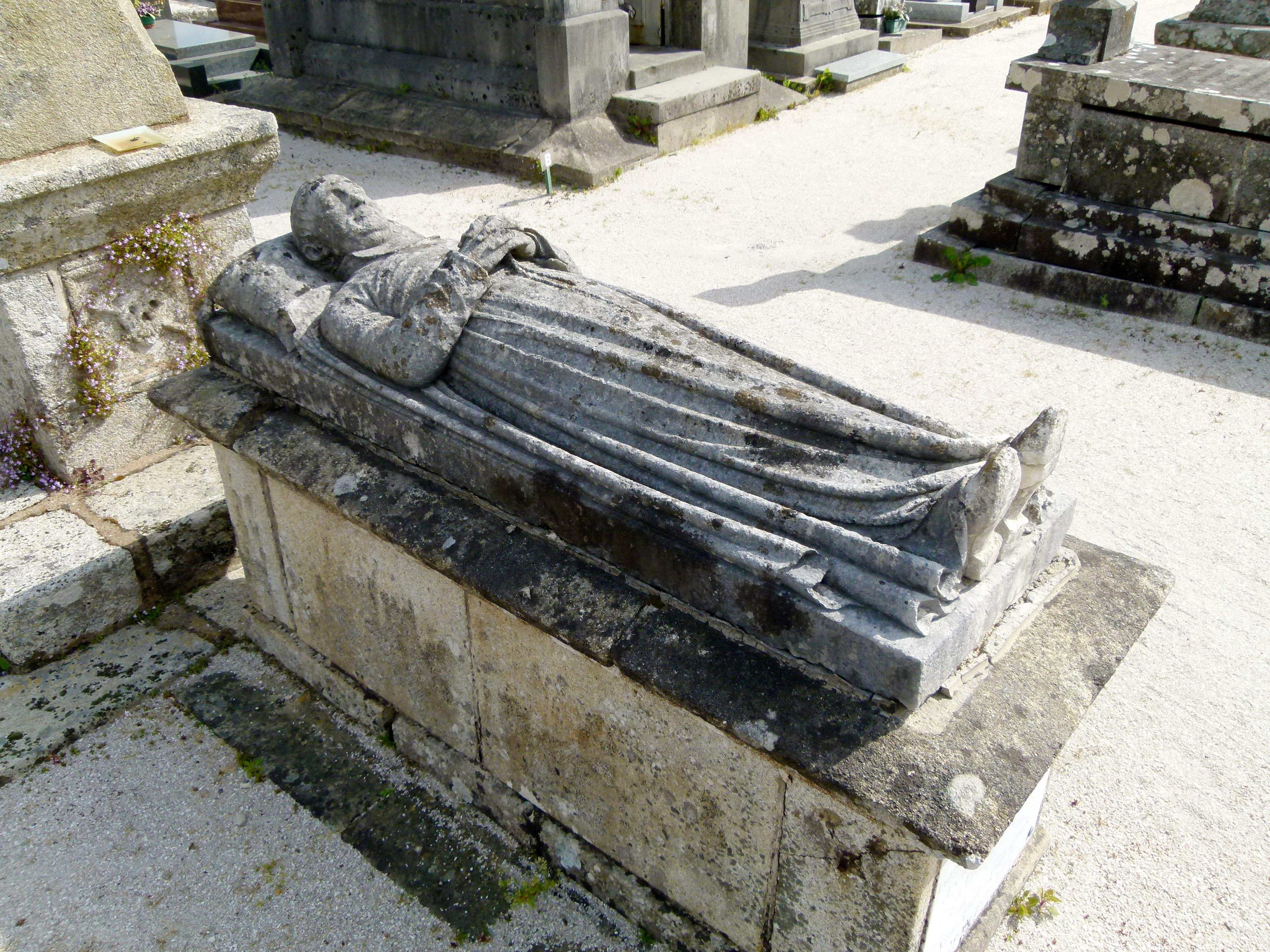
Gisant du curé Pierre Guillozo.

Au cimetière, on trouve la tombe de Marie-Thérèse-Perrine-Joséphine Hersart de la Villemarqué, fille du philologue Théodore Hersart de La Villemarqué et le gisant de Pierre Guillozo, ancien curé de Languidic. Pour guérir un enfant timide ou ayant des difficultés d'élocutions, la légende veut que les parents y déposent un sachet de graines ou de cailloux après une prière.
La statue de l'an 2000 a été érigée à l'aube du troisième millénaire à côté du hameau de Saint-Donatien.

### Patrimoine naturel
Languidic dispose de nombreux espaces protégés dont 2 000 hectares de zones boisées (soit un taux de boisement de 26 %).

#### Sauvegarde de la faune sauvage
Languidic abrite Volée de piafs, le plus grand centre de soin de la faune sauvage de France, dont l’objet est de recueillir et soigner les oiseaux et mammifères terrestres et marins en détresse, en vue de leur réintroduction dans leur milieu naturel,. C'est le seul centre de la région habilité à recevoir à la fois des oiseaux marins et continentaux, des mammifères et des chiroptères.
En 2018, Volée de piafs accueille 3 532 animaux, dont 879 proviennent du Finistère, deuxième zone de découverte d’animaux, après le Morbihan (2 342 animaux).

### Patrimoine gastronomique
Le territoire de Languidic est intégré aux aires de productions de 3 produits bénéficiant d'une indication géographique protégée (IGP) : cidre de Bretagne ou cidre breton, farine de blé noir de Bretagne (Gwinizh du Breizh) et volailles de Bretagne.

Quelques éléments du patrimoine gastronomique de Languidic.
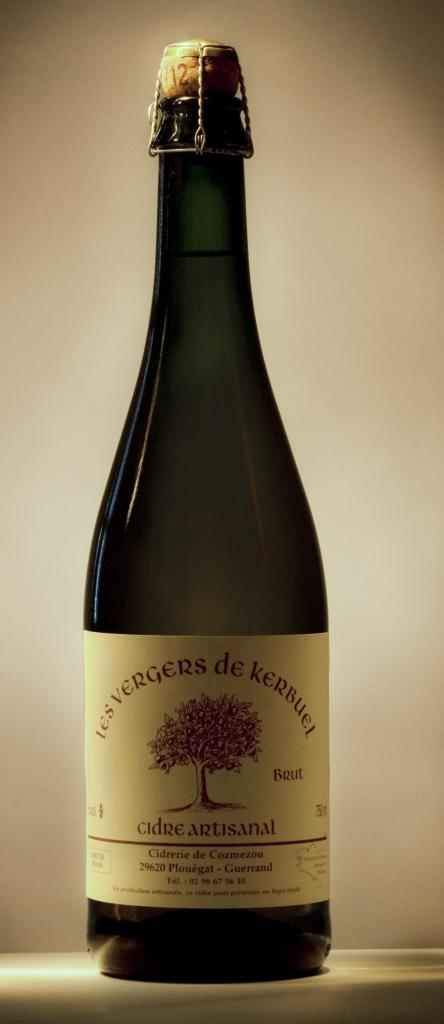
Cidre breton.
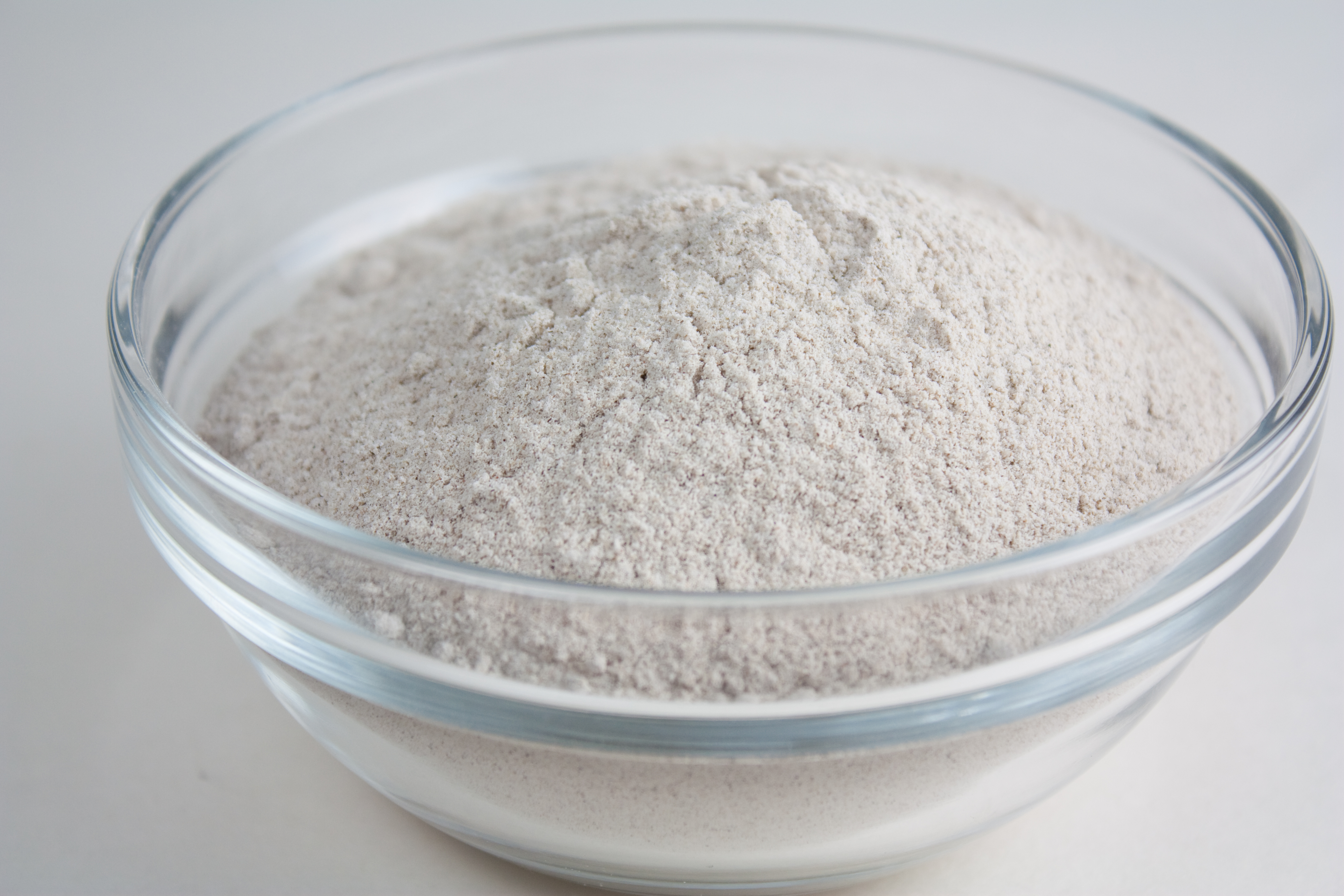
Farine de blé noir.
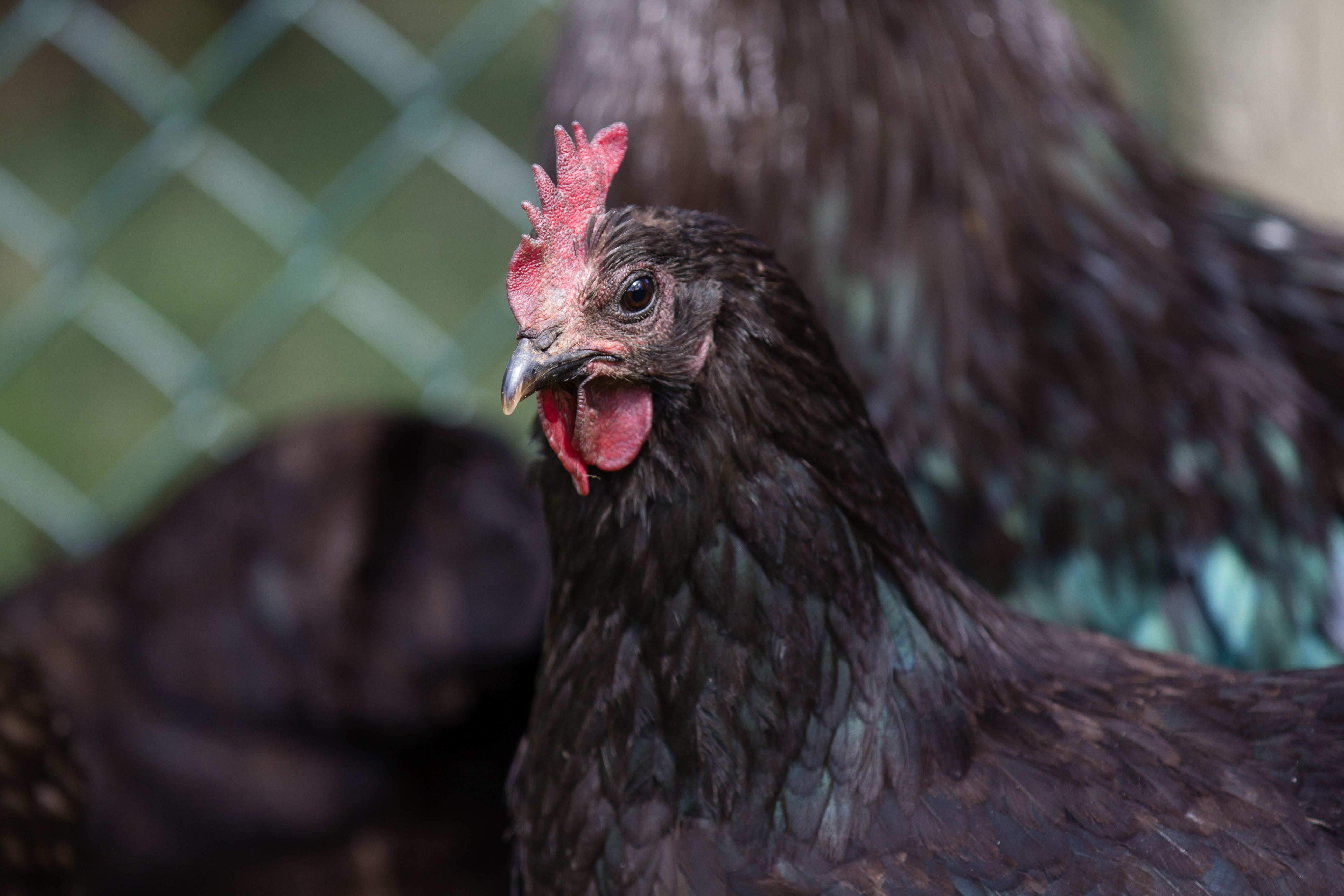
Poule de Janzé.

### Folklore
La pratique du jeu de soule s'est maintenue à Languidic jusqu'à la Seconde Guerre mondiale. Elle a même été reprise entre 1967 et 1986 lors du pardon de la chapelle Saint-Luc de Kergonan.

### Héraldique, logotype et devise

Logo de Languidic.

| Blason de Languidic | Blason  | D’azur au chevron d’hermine accompagné en chef de deux étoiles et en pointe d’une fleur de pommier feuillée, le tout d’or. Devise / Cri« Bleuein ha frehein » (« Fleurir et fructifier »)                                                                                   |
| Blason de Languidic | Détails | Le blason, conçu par l'abbé Joseph Marquer et Hervé Martin, date de 1963,. La fleur représente la fructification (comme l'atteste le sens de bleuein en breton) et fait écho à la chapelle Notre-Dame-des-Fleurs. Le chevron d'hermine renvoie naturellement à la Bretagne. |

## Personnalités liées à la commune

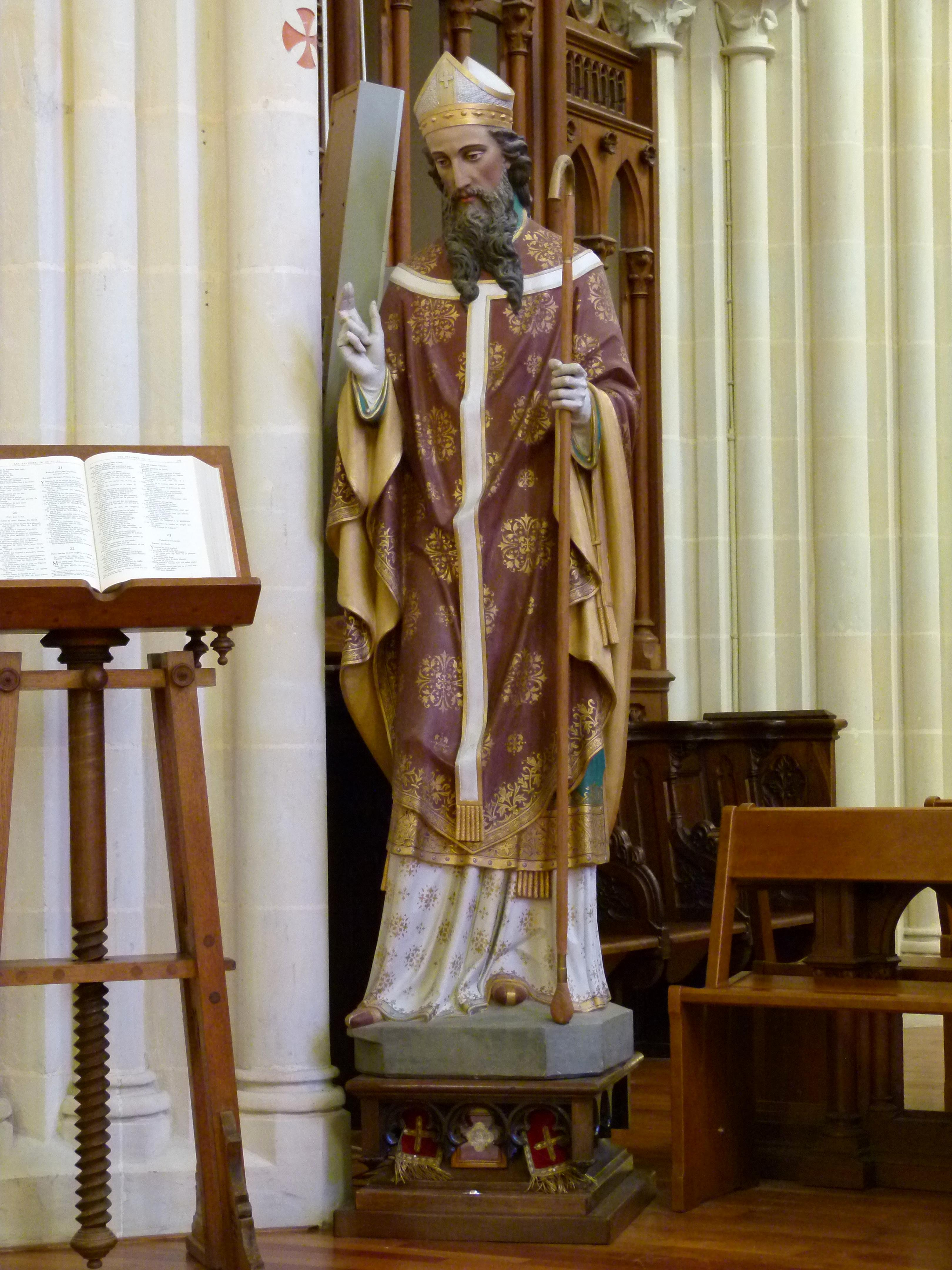
Statue d'Aubin d'Angers dans l'église Saint-Pierre.

- Aubin d'Angers (v. 468-550), moine et abbé puis évêque d'Angers, né vraisemblablement à Languidic ou à Guérande.
- Saint Gurloës (également connu sous le nom de saint Urlo) (av. 1029-1057), premier abbé de l'abbaye Sainte-Croix de Quimperlé. Il serait mort ou aurait installé son ermitage près de Blavet, vers l'emplacement de la chapelle Saint-Urlo[XB 65] ou alors à Quimperlé.
- Yves Alexandre de Marbeuf, (1734-1799), ecclésiastique et homme politique français, propriétaire du château de la Vigne, aujourd'hui disparu.
- Gilbert Le Chenadec (1938), footballeur, né à Languidic.
- Louis Bouhana, cavalier de saut d'obstacles français, 23e meilleur français occupant la 256e place de la FEI Longines Ranking List en juillet 2015[227]. Il possède une écurie à Languidic[228].
- Famille de Lantivy-Kerveno dont les membres habitaient[Quand ?] la commune.
- Famille de Sérent dont certains membres habitaient[Quand ?] la commune.